# Liste des ports antiques
Cette liste des ports antiques a pour objectif de recenser les principaux ports de l'Antiquité présentant de notables vestiges, en renvoyant autant que possible aux articles détaillés existant sur Wikipedia. Ils sont classés par pays du pourtour méditerranéen et (si possible) par origine culturelle (égyptien, minoen, phénicien, carthaginois, grec, étrusque, romain). Un inventaire complet est disponible sur le lien externe ci-dessous. Certains de ces ports sont encore en activité ; d'autres sont envasés ou ensablés, parfois loin à l'intérieur des terres ou, au contraire, submergés. Sont intégrés des lieux de mouillage.
Sont intégrés également des sites relevant plutôt de la protohistoire et de l'antiquité tardive.

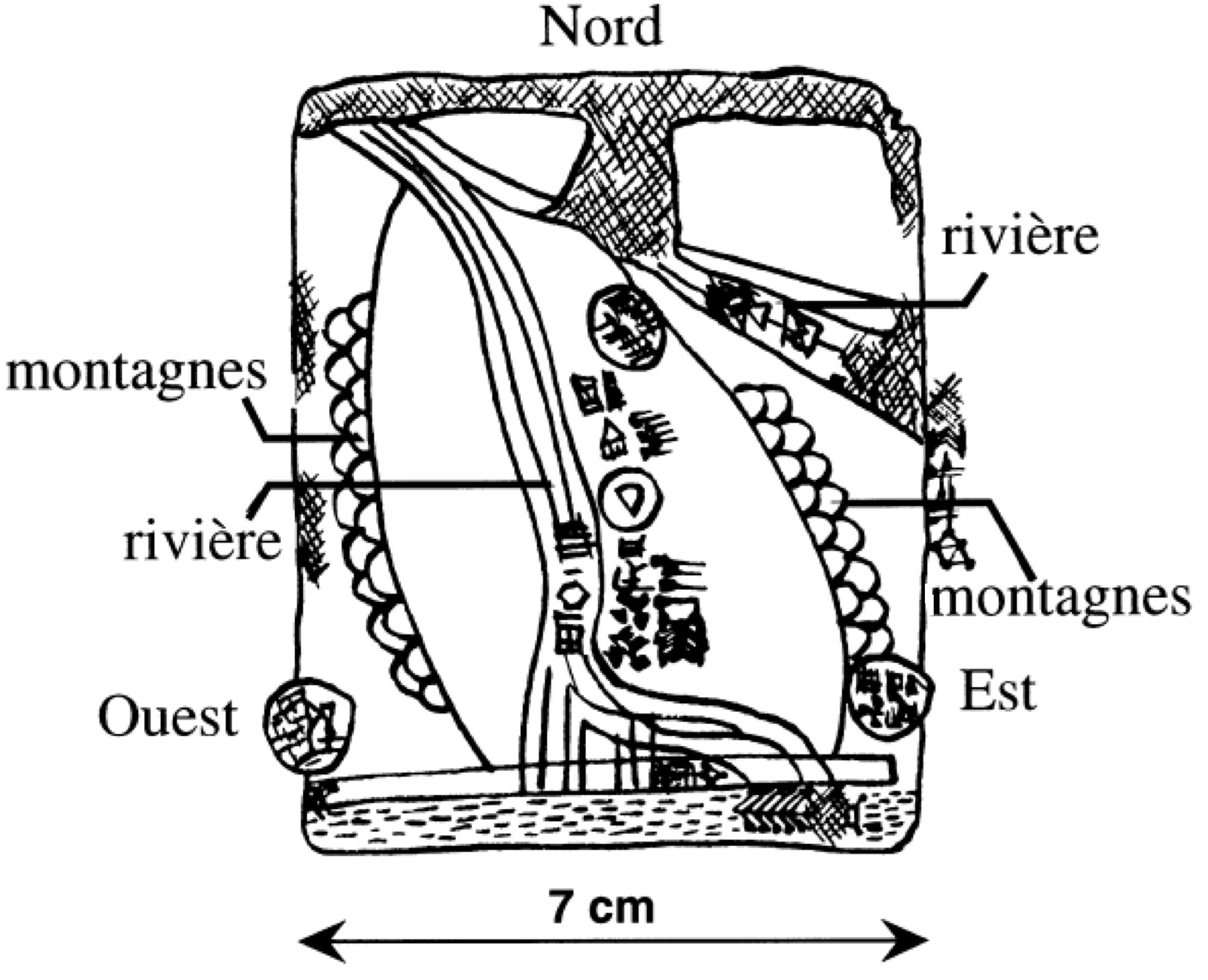
Esquisse explicative de la plus ancienne carte géographique connue (époque sumérienne, env. 2500 av. J.-C.)
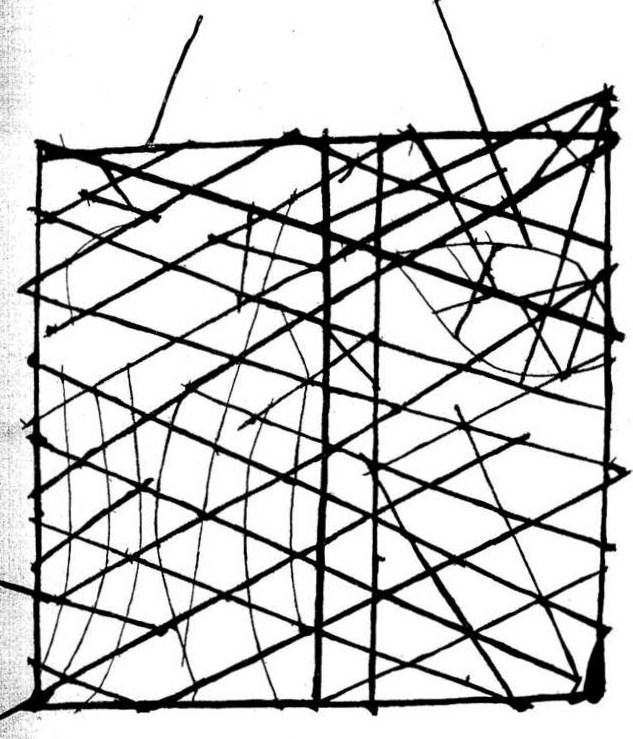
Carte à bâtonnets, instrument de navigation micronésien indiquant directions des vents, courants, îles (vers 1904).
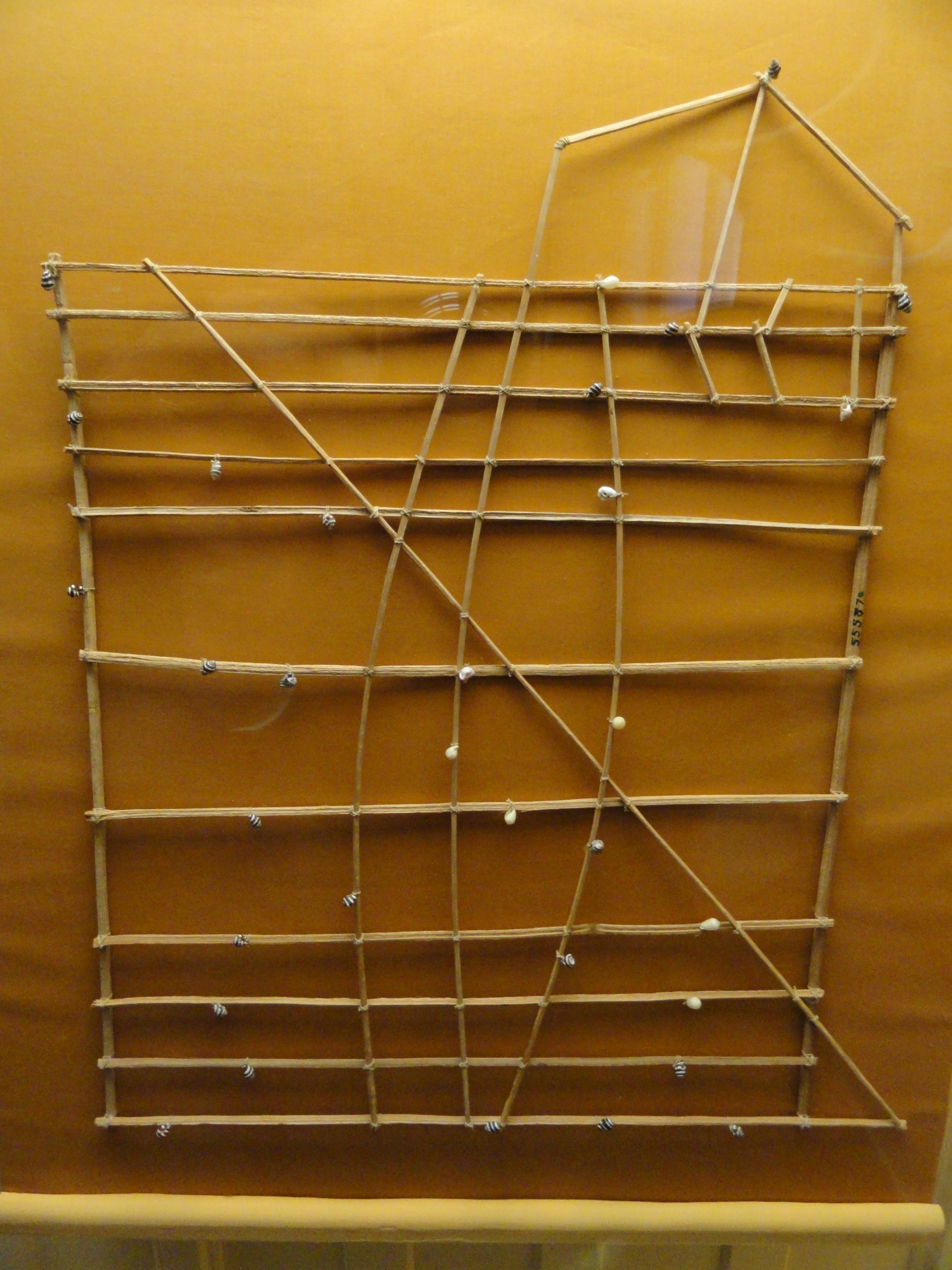
Carte polynésienne de navigation des Îles Marshall, avec représentation des vents, courants et îles.
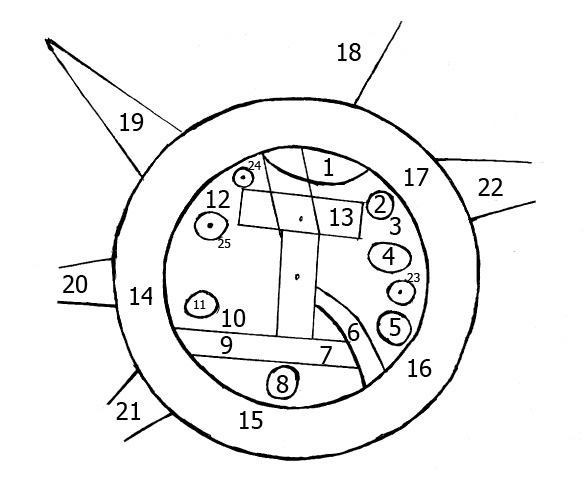
Carte babylonienne du monde vers -450
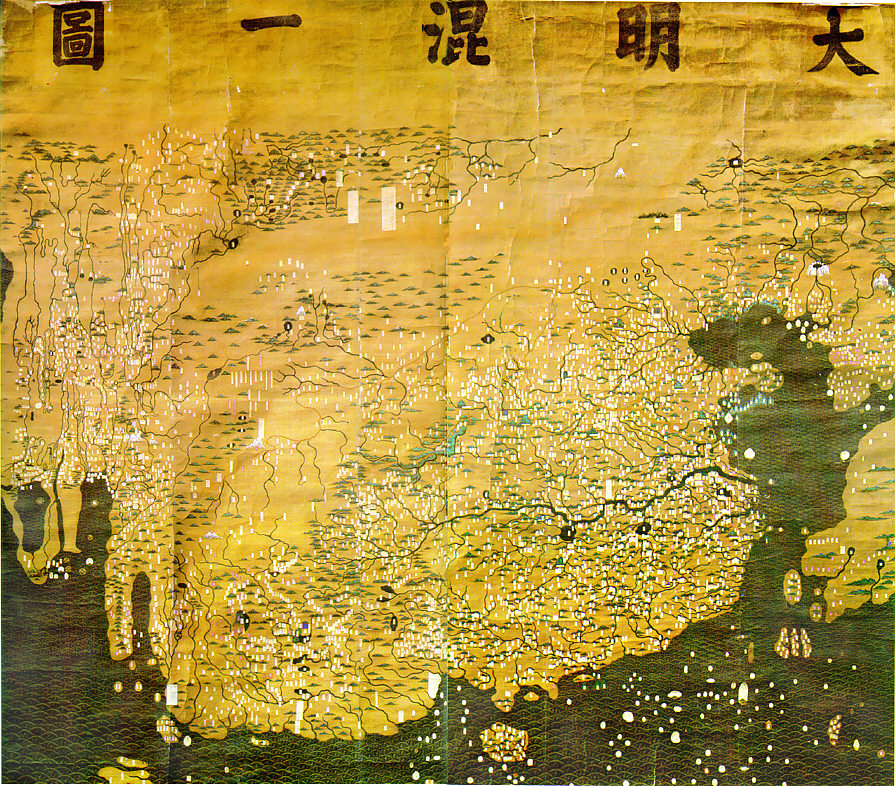
Da Ming Hun Yi Tu (1389), la plus ancienne représentation cartographique connue de la Chine.

Reconstitution hypothétique de la carte du monde d'Hécatée de Milet vers -500
Reconstruction du monde décrit par Hérodote, vers -425
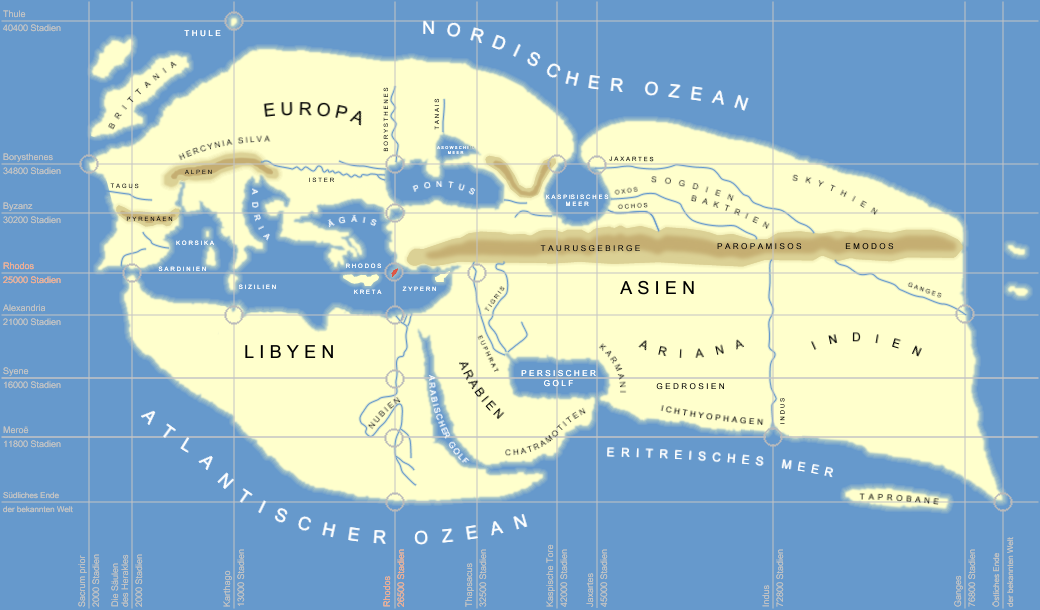
Le monde selon Ératosthène vers -200
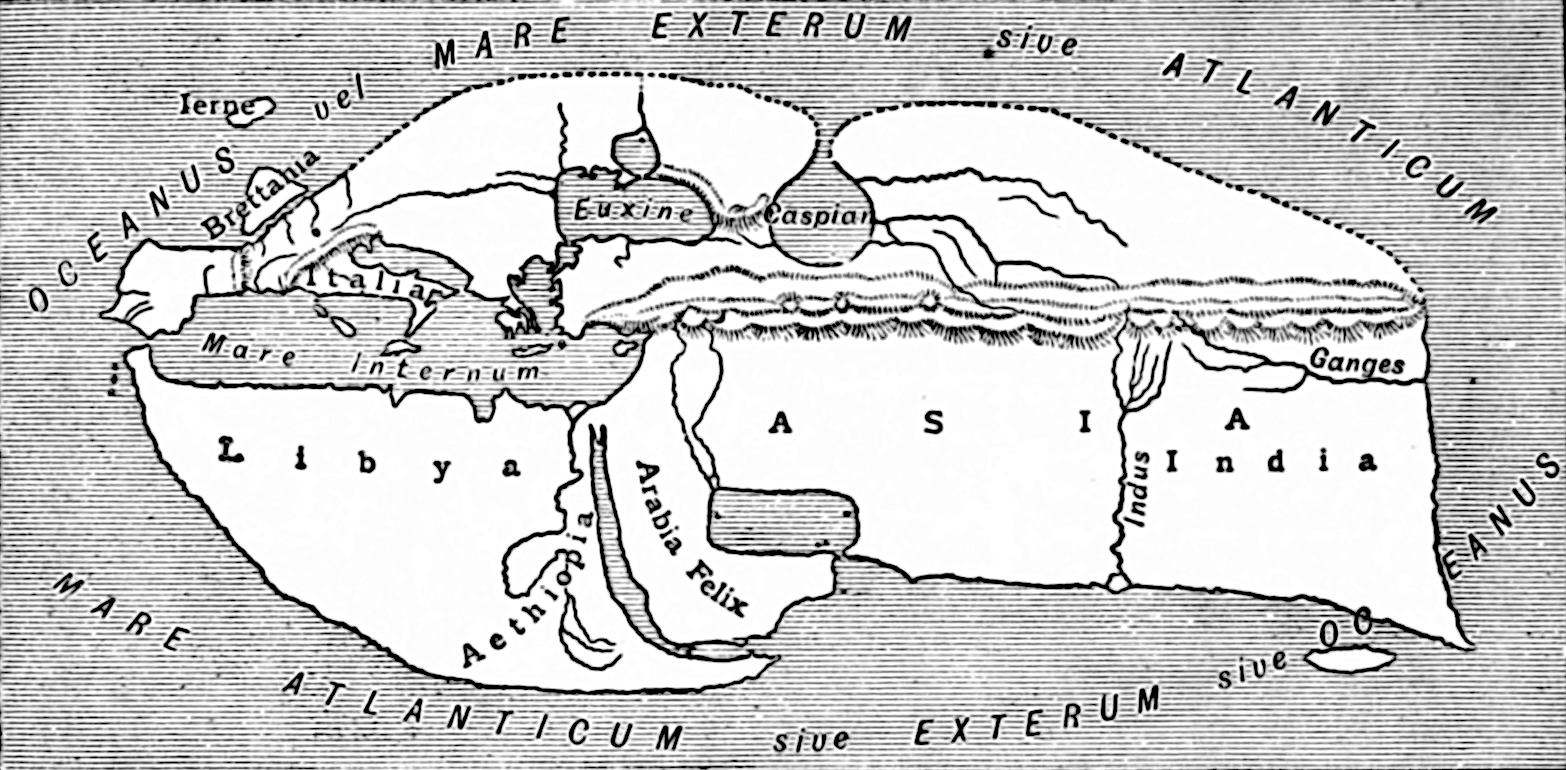
Carte du monde vu par Strabon vers 20
Reconstruction du monde selon Pomponius Mela, vers 43

## Pourtour méditerranéen

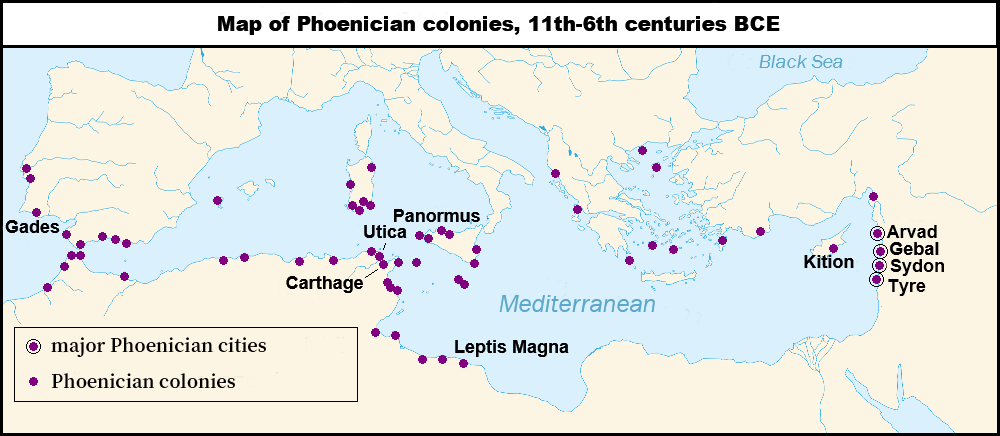
Colonies phéniciennes, XIe – VIe siècles av. J.-C..
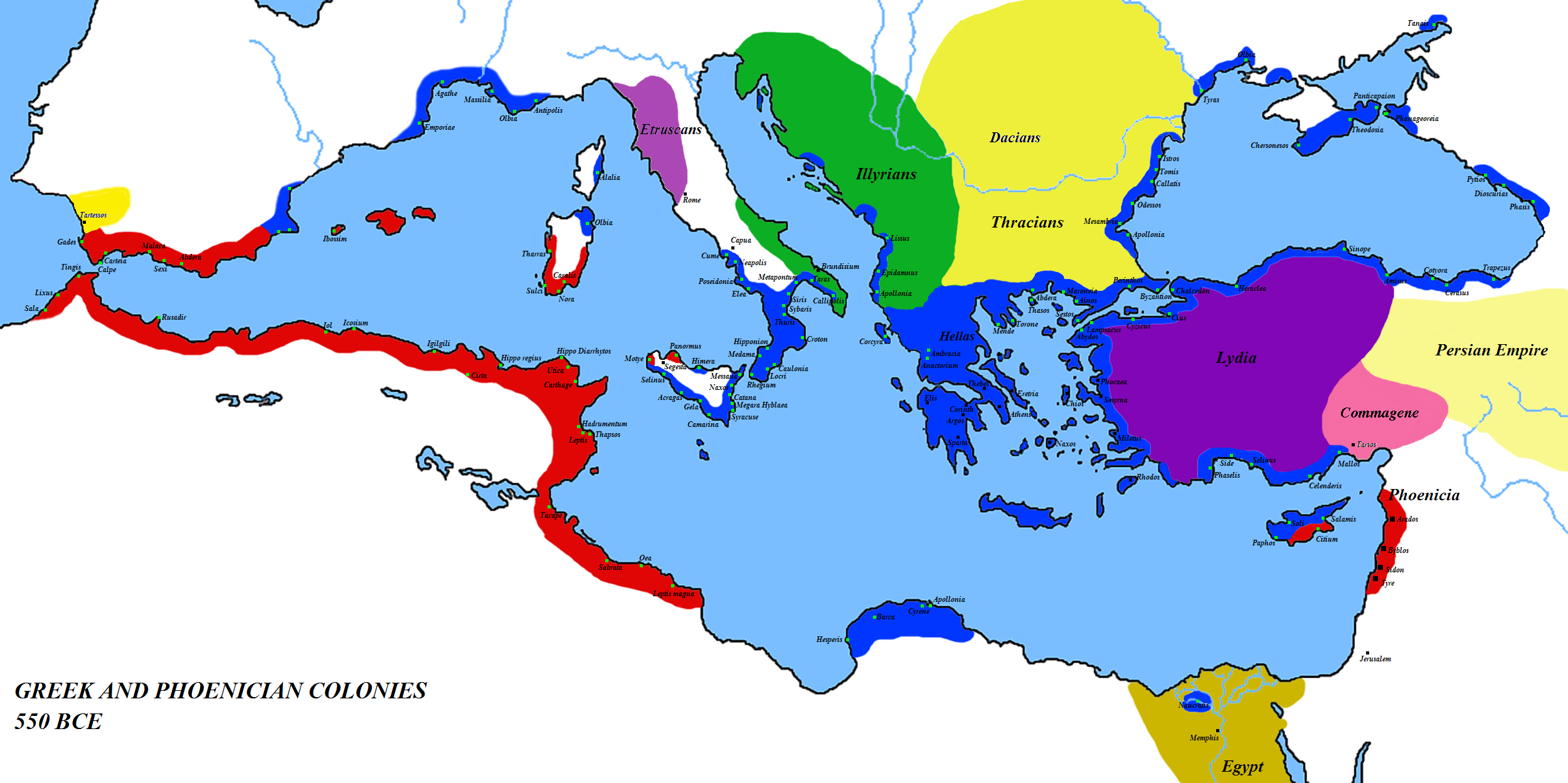
Carte des colonies grecques  et phéniciennes , aux environs de 550 av. J.-C.
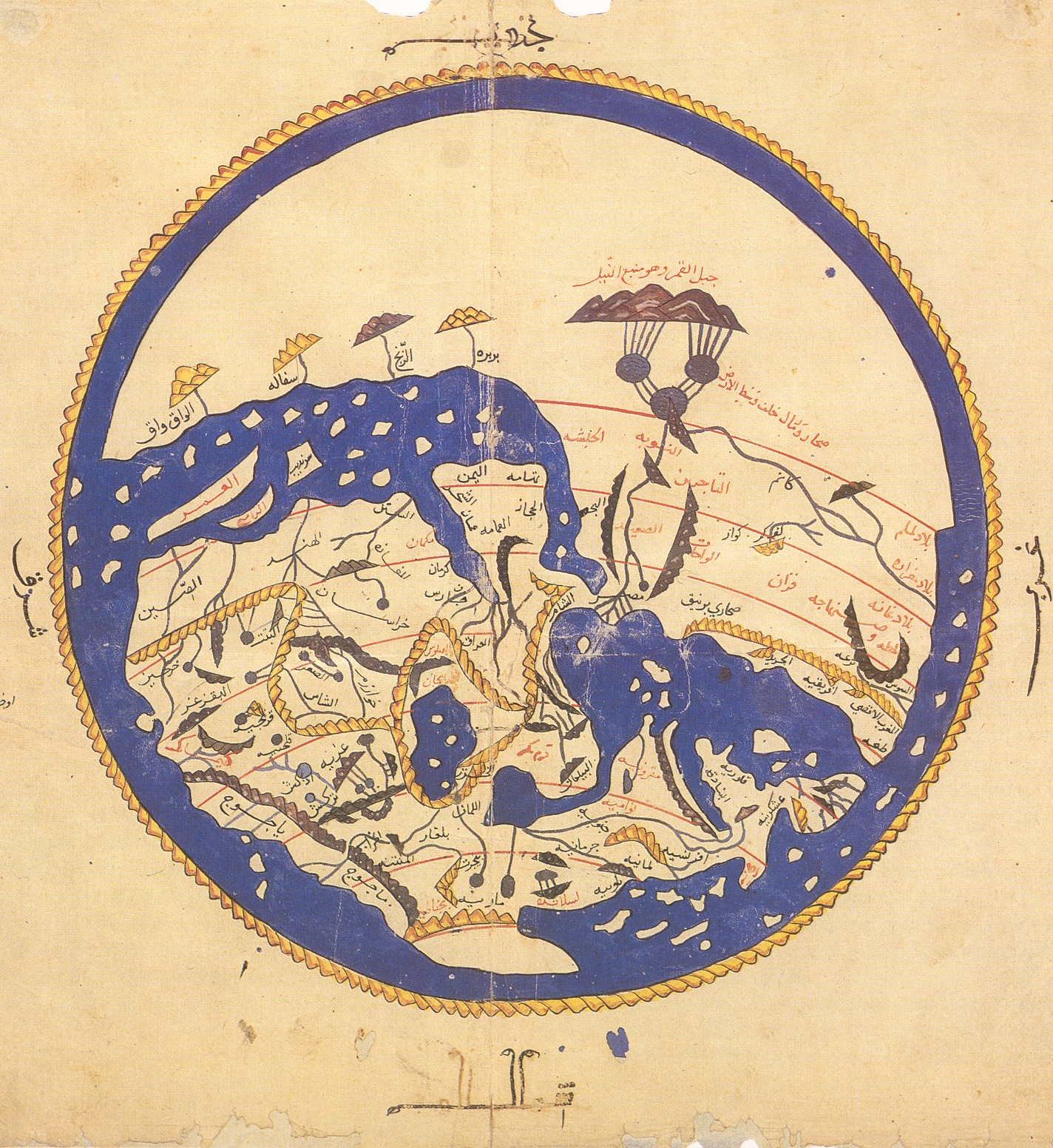
Carte (inverse) du monde, par Al Idrissi, vers 1150 (copie de 1456)
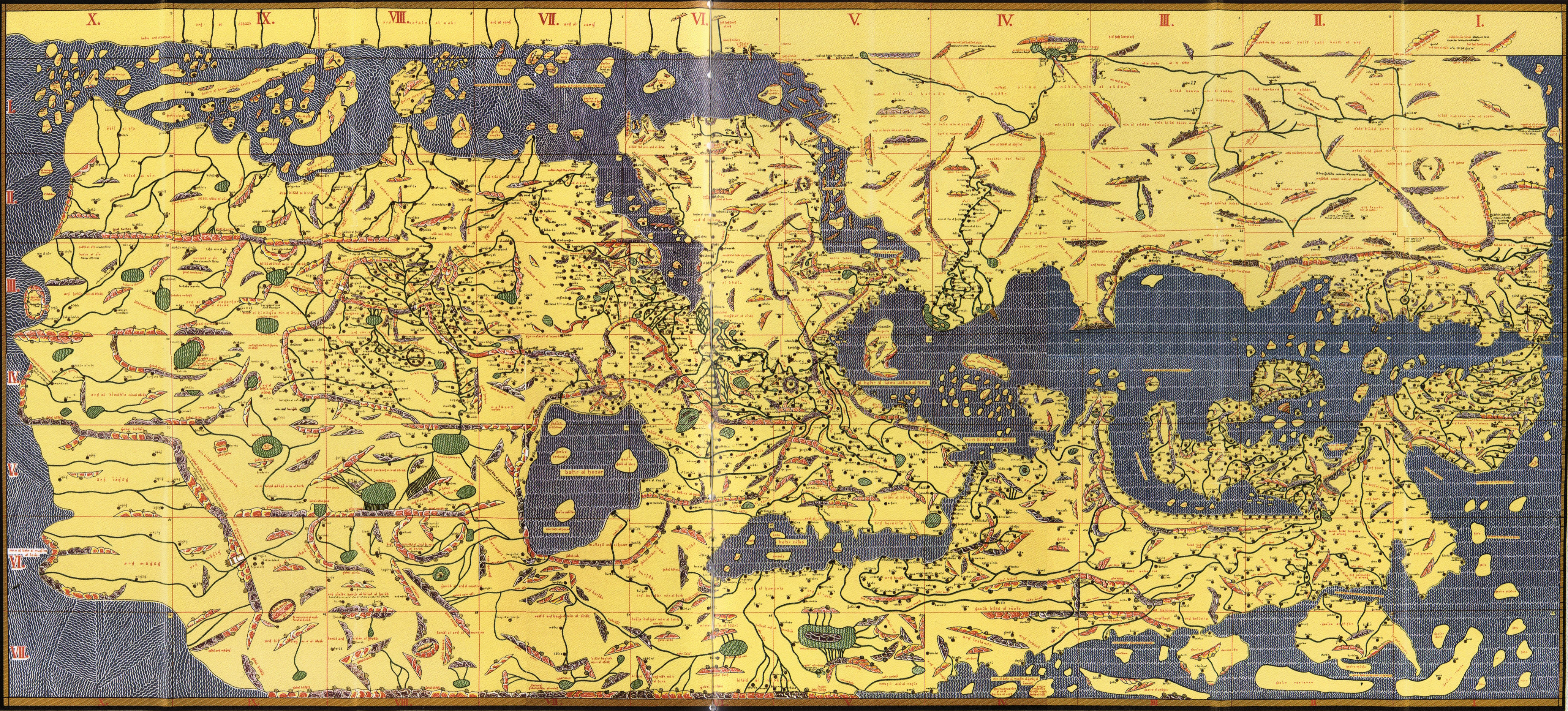
Livre de Roger, carte avec points cardinaux inversés (nord en bas), réalisée pour Roger II de Sicile en 1154
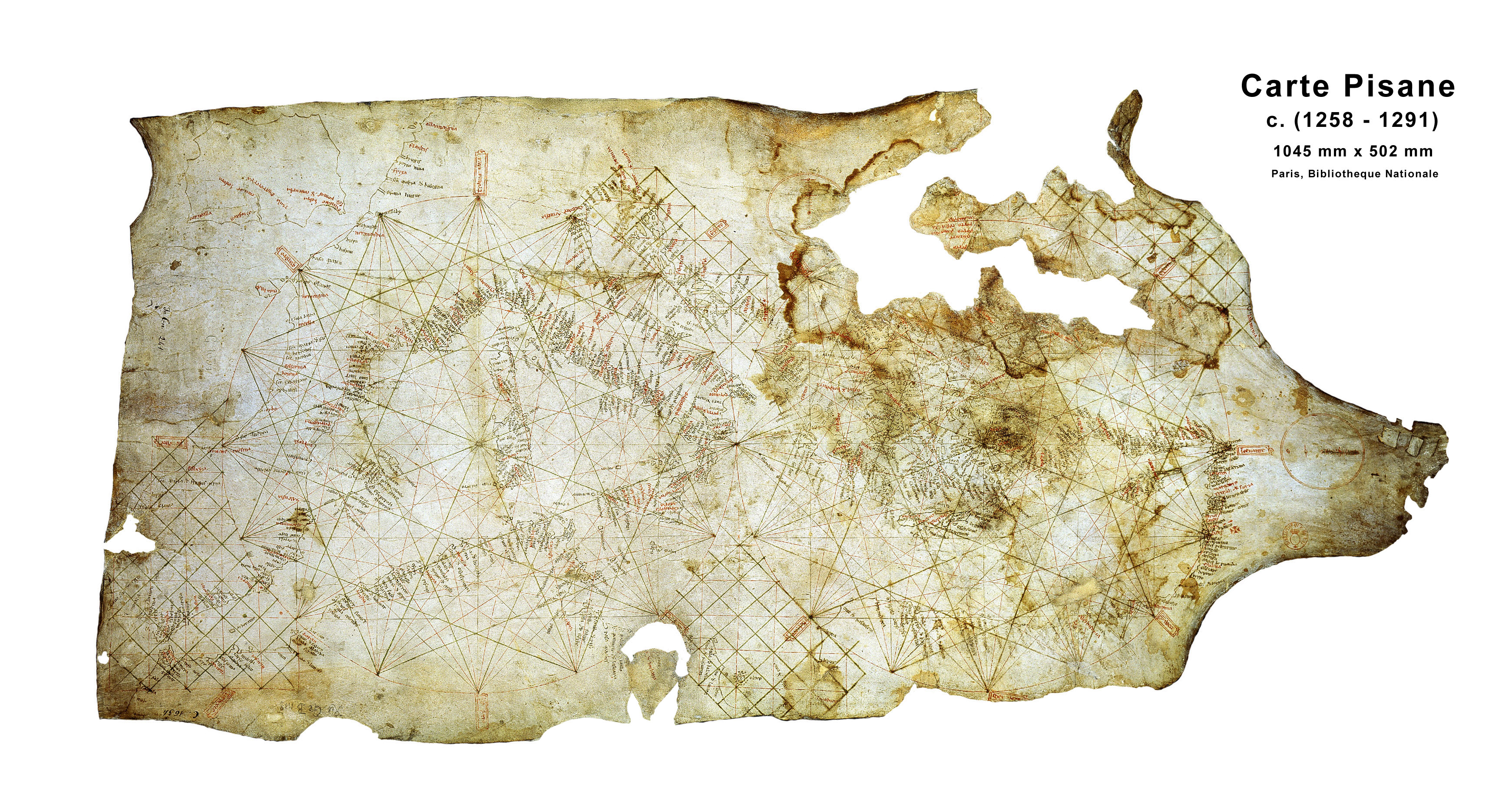
Carte pisane, vers 1290

### Péninsule Ibérique
- Liste des cités et colonies phéniciennes et puniques
- Archéologie phénico-punique
- Colonisation grecque
- Liste des noms latins des villes de la péninsule Ibérique
- Provinces romaines en Hispanie : Hispanie citérieure, Hispanie ultérieure (Andalousie et Portugal), Bétique, Tarraconaise,Lusitanie, Carthaginoise

#### Espagne
- Gibraltar
- Mainake (es) (Μαινάκη, Mainákē), colonie massaliote, Malaka, Malaga (Andalousie)
- Abdera d'Hispanie, actuelle Adra (Espagne) (Andalousie), à 56 km d'Almeria
- Murgi (carthaginois), Portus Magnus, Almería
- Carthago Nova (Qart Hadasht (Ibérie)), Carthagène (carthaginois)
- Ville phénicienne La Fonteta, Alonis (d'Alicante) (es), Alôn, colonie de Massalia (Marseille), près d'Alicante (Pays Valencien)
- Akra Leuké (Ἂκρα Λευκῆ), près de Lucentum (en), Alicante (Pays Valencien)
- Hemeroskopeion (Ἡμεροσκόπειον, Hēmeroskópeion o Διάνιον, Diánion, Dianium), actuelle Dénia, région d'Alicante (Pays Valencien)
- Valentia Edetanorum, actuelle Valence (Espagne)
- Sagonte (Zakantha, Saguntum, Sagunt, Sagunto, Morvedre, Murviedro)
- Castellón de la Plana
- La Ràpita, dans le delta de l'Èbre (Amposta (Montsià)
- Salauris (es), Salaurio, Salou (Tarragone, Catalogne)
- Hibera, Dertosa, Tortose (Baix Ebre)
- Tarraco, actuelle Tarragone, Kissa (Κίσσα), Cissis, (Bataille de Cissé) (Catalogne)
- Salduie, Caesaraugusta, actuelle Saragosse, Zaragoza (Aragon)
- Barkéno, Barcino, actuelle Barcelone (Catalogne)
- Eio (es) (Carthaginoise)
- Empúries (Ampurias), port gréco-romain (ensablé), avec un môle en bon état.
- Rhode (d'Empurie) (ca) (Ῥόδη, Ῥόδος, Ῥοδίπολις, Ῥόδη πόλις), Roses, près d'Empordà (Costa Brava)

##### Littoral atlantique d'Andalousie
- Mergablum (es)
- Bonanza d'Espagne (en)
- Gadès (phénicien Gadir, Agadir, Didýme), actuelle Cadix
- Carteia (San Roque (Cadix))
- Lacus Ligustinus (es), sur l'estuaire du Guadalquivir (devenu marais du Guadalquivir)
- Hisbaal, Hispalis, Ispal (Spal) Ishbīlīya, Séville (Andalousie), à 70 km de la mer
- Portus Albus, Julia Traducta, Algésiras
- El Puerto de Santa María, Menesthei Portus (Μενεσθέως λιμήν), Puerto Menesteo (Cadix)
- Mellaria (es), Tarifa
- Tartessos, Onoba, Huelva
- Carteia, San Roque (Cadix)
- Portus Albus (es), Caetaria (es) (Getares)
- Malaga (Malaca, Mainake)

#### Îles Baléares
- Majorque : Mago, actuelle Calvià
- Ibiza : Ibossim, Ebusus
- Voir Histoire des îles Baléares

Tartessos en son environnement
Espagne barcide (237-206)
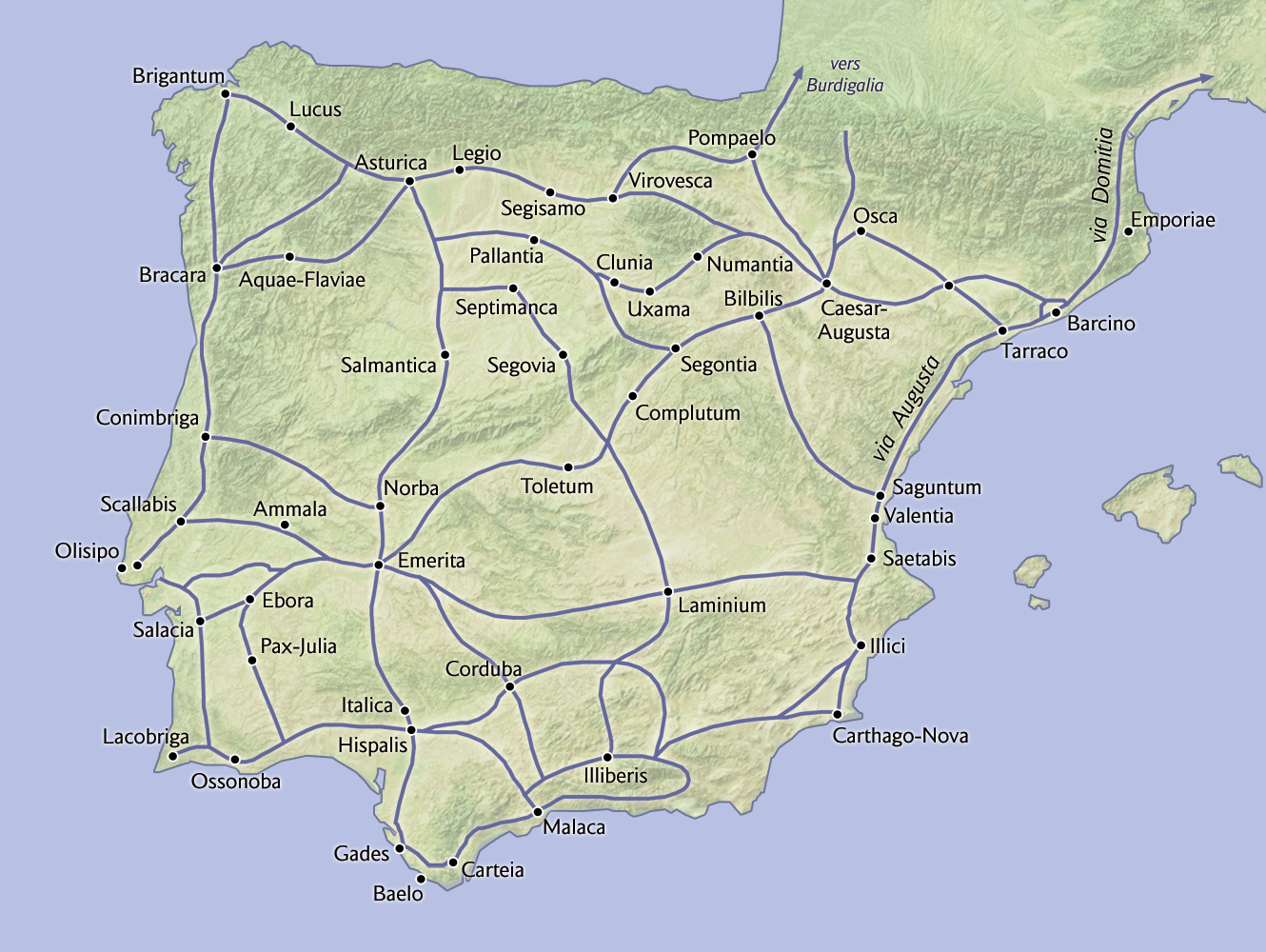
Espagne : voies romaines, villes, ports
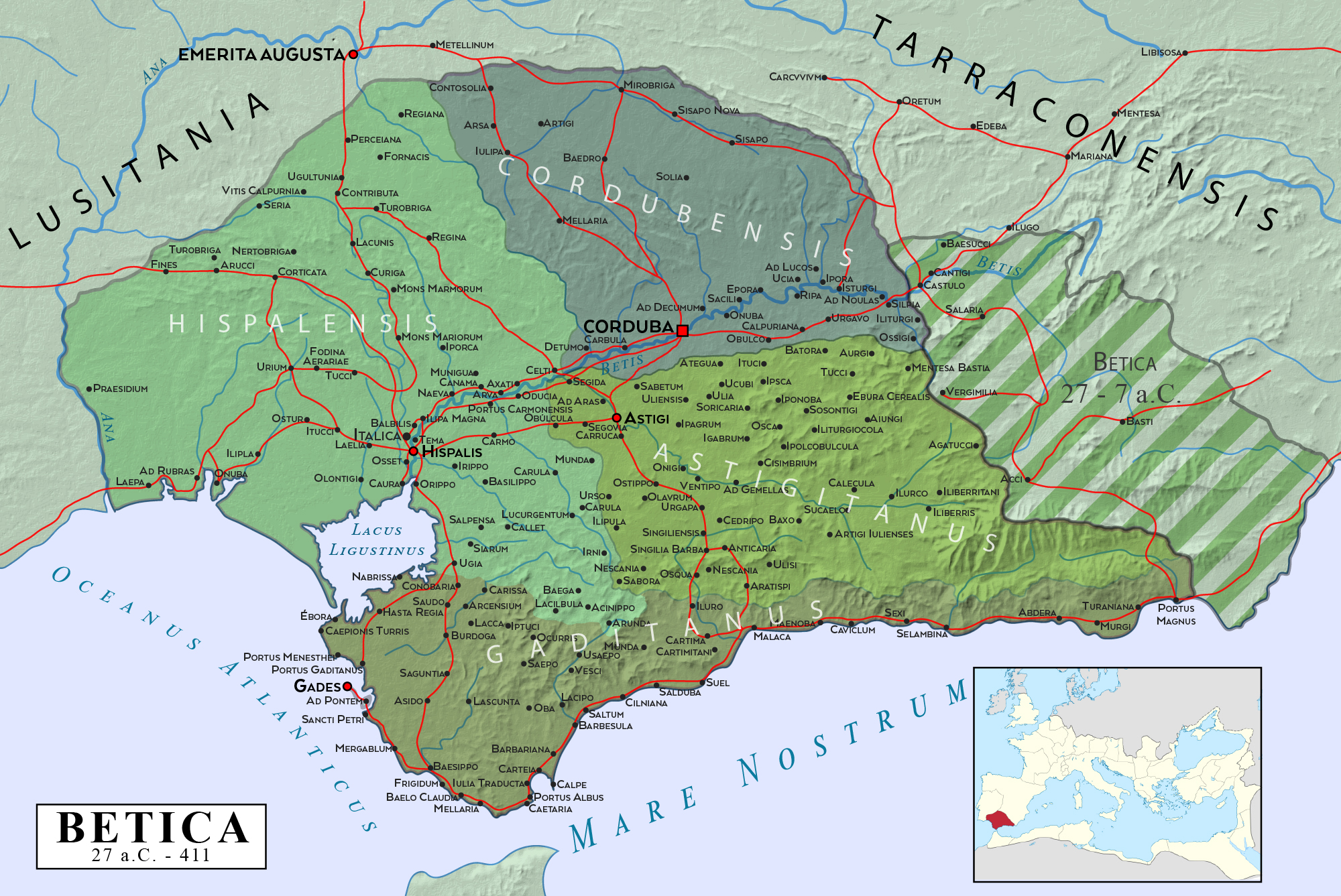
Bétique romaine
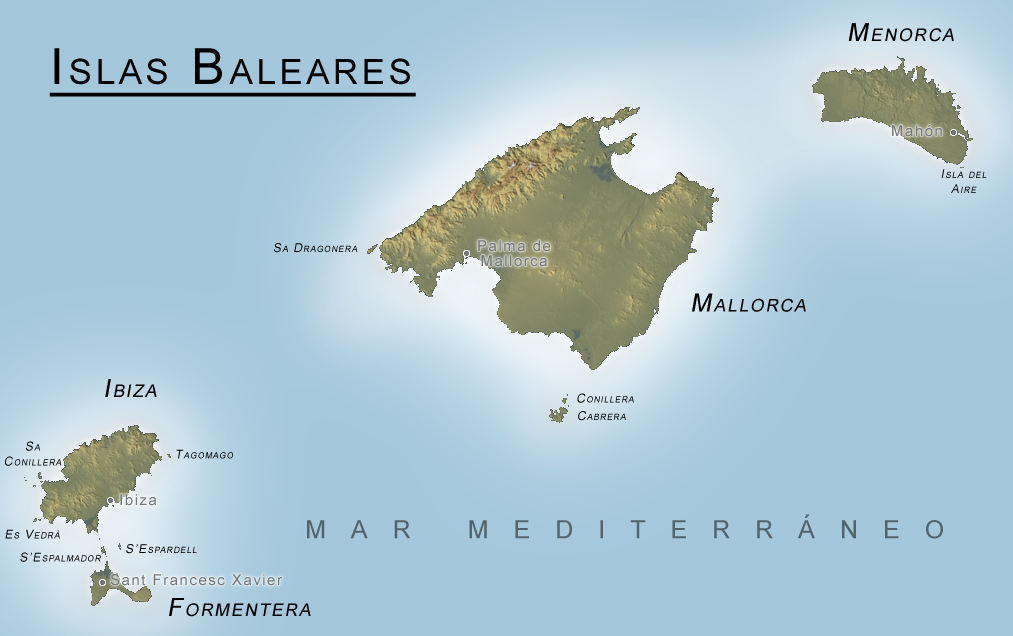
Baléares

### France:Languedoc,Roussillon,Provence

Aquitaine, Narbonnaise et Lyonnaise aux premiers siècles.

- Provinces romaines : Narbonnaise, Gaule aquitaine, Gaule belgique, Gaule lyonnaise
- Voies romaines en Gaule
- Portus Veneris (Port-Vendres)
- Ruscino, Château-Roussillon, Perpignan
- Narbonne : Ports antiques de Narbonne
- Illibéris (Elne)
- Baeterrae Septimanorum (Béziers)
- Agatha (Agde)
- Lattara (Lattes), près de Montpellier
- Aigues-Mortes
- Théliné, Arelate, Arles
- Massalia (Marseille), Corne du Vieux-Port : quais conservés visibles au jardin des Vestiges, entrepôts conservés au Musée des docks romains et épaves romaines exposées au Musée d'histoire de Marseille.
- Carcisis portus, Cassis (Bouches-du-Rhône)
- Tauroeis ou Tauroentum (Le Brusc) : port grec puis romain (Six-Fours-les-Plages)[3].
- Telo Martius (Toulon) : port antique romain[4].
- Olbia de provence (Hyeres, au lieu-dit l'Almanarre) : port de la cité grecque puis romaine (englouti)[5].Hyères
- Forum Julii (Fréjus) (ensablé) : fort romain, môle et « Lanterne d'Auguste », phare romain (plutôt un amer) en très bon état[6].
- Athenopolis Massiliensium, Saint-Tropez, comptoir massaliote
- Aegitna, Ad Horrea, Cannes
- Antipolis, Antibes
- Forum Voconii (Le Cannet-des-Maures)
- Nikaïa (Nice)

#### Corse
- Voie romaine en Corse, Via corsica, Culture torréenne
- Alalia (Aléria) : port militaire romain en Corse
- Mariana (cité romaine), près de Lucciana
- Alalia, Aléria
- Centurinum Civitas, Centuri
- Porto-Vecchio (Portus Syracusanus)
- Porto, Favone

### Italie:mer de Ligurie

#### EnSardaigne
- Province romaine de Corse-Sardaigne, Culture nuragique

##### Ouest
- Bosa
- Tharros (Tharras, Tarrae, Tarras), port phénicien
- Cabras

##### Nord
- Olbia (Pausania (Παυσανία), Terranova, Tarranòa)

##### Est
- San Teodoro (Sassari) (Cocleiaria), Budoni
- Tortolì (Portus Ilii), Arbatax, Bani Sardo

##### Sud
- Cagliari (Krly, Caralisou, Karales, Karalis), port phénicien, puis port militaire romain
- Bithia, Solci
- Nora : port phénicien, près de Pula

#### EnLigurie
- Albium Intemelium, Albintimilium, Vintimille
- Matutia, Sanremo
- Albium Ingaunum, Albenga
- Savo, Savone et Vado Ligure
- Ad Navalia, Varazze
- Stalia (Σταλία), Gênes
- Portus Delphini, Portofino
- Ra palù, Rapallo
- Segesta Tiguliorum, Sestri Levante
- Luna, La Spezia
- Ad tabernas Frigidas, Massa

#### EnToscane
- Portus Pisanus[7], Pise
- Archipel toscan : Île de Capraia ( Aegylon, (Αηγυλον)), Île de Giglio, Île de Gorgone, Giannutri
  - Ilva, Aithalia, Île d'Elbe
- Cosa (Ansedonia) : un des plus anciens ports romains.
- Portus Traianus, Portus ad Cetarias, Porto Santo Stefano
- Porto Ercole
- Graviscae (Tarquinia) : port étrusque, puis romain, connu aussi sous le nom de Porto Clementino.

### Italie:mer Tyrrhénienne

#### AuLatium
- Centumcellae (Civitavecchia) : port militaire entièrement détruit pendant la seconde guerre mondiale.
- Pyrgi : port étrusque, puis romain.
- Gravisca, port étrusque (Étrurie maritime, Flotte étrusque)
- Portus de Rome (ensablé) près d'Ostie : il reste le môle nord du port de Claude (aux abords et dans l'aéroport de Fiumicino), ainsi que le bassin hexagonal du port de Trajan, parfaitement conservé, encore en eau. Plusieurs épaves ont été retrouvées en 1959-61 : elles sont conservées dans un musée installé à proximité[8]. C'est aussi le siège de la Classis Misenensis.
- Antium (Anzio) : quai en béton hydraulique avec coffrages selon la méthode de Vitruve.
- Torre Astura (submergé) : grands viviers d'aquaculture et port à l'Est de la villa de Cicéron.
- Terracine
- Pendateria, Pandataria, (Ventotene) : port romain toujours utilisé pour la plaisance et la pêche.
- Ponza : quai romain recouvert par le quai moderne.

#### EnCampanie
- Misène : principal port militaire romain de Méditerranée.
- Portus Iulius : port éphémère relié au Lac Lucrin.
- Puteoli (Pouzzoles) avec sa digue en arcades près de Naples d'où partait la pouzzolane.
- Nisida également dans le golfe de Naples.
- Palaiapolis, Neapolis, Naples ; Cumes, Procida, Ischia
- Capri
- Amalfi et Côte amalfitaine
- Irnthi, Salernum (-197), Salerne
- Poseidonia, Paestum
- Agropoli, Castellabate, Palinuro (Centola)
- Hyele, Élée, Vélia, Ascea
- Sinus Vibonensis, Sinus Laus, Sapri

#### EnCalabre
- Laos (Marcellina)
- Golfe de Policastro : Petilia Policastro, Maratea, Praia a Mare, Scalea
- Paola, Amantea, Terina, Lamezia Terme (Sant'Eufemia Lamezia), Diamante, Cetraro, Pizzo, Tropea
- Medma (Μέδμη, Μέδμα), Nicotera, Gioia Tauro, Scilla, Reggio de Calabre (Pallantiòn, Rhêgion)

### Italie:mer Ionienne

#### EnCalabre
- Locri Epizefiri (Locri), Bovalino (Altanum, Uria), Caulonia
- Soverato (Scolacium ou Skylletion), Catanzaro Lido (Trischines, Tiriolo), Crotone
- Strongoli, Cassano all'Ionio, Sybaris, Thourioï, Cariati, Trebisacce

#### EnBasilicate(Lucanie)
- Policoro (Πολύχωρον, Polychoron), Siris, Héraclée, Métaponte, Maratea

#### EnPouillesdu Sud (Apulie)
- Tarente, Golfe de Tarente
- Porto Cesareo (Portus Sasinae), Manduria (Μανδόριος, Μανδόνιον), Gallipoli (Καḍḍίπουλη), Ugento, Santa Maria di Leuca, Castrignano del Capo

#### EnSicile

Principales cités grecques en Sicile et Grande-Grèce

- Histoire de la Sicile phénicienne, Histoire de la Sicile grecque, Province romaine de Sicile
- Est :
  - Messine (Zancle, Μεσσήνη, Μεσσήνα, Messéné, Missina), port militaire romain ;
  - Naxos ;
  - Taormine (Ταυρομένιον, Tauroménionvia, Tauromenium)
  - Catane (Katane) ;
  - Lentini ( Leontinoi, Leontini, Léontines) ;
  - Megara Hyblaea, Augusta ;
  - Syracuse (Συράκουσαι, Syrákusai, Syracūsae) ;
- Nord
  - Milazzo (Melu, Milu, Mylae) ;
  - Îles Éoliennes, dont l'Île de Lipari ;
  - Caronia (Καλὴ Ἀκτὴ (la belle côte), Calacte, Cale Acte) ;
  - Himère ;
  - Cefalù (Κεφαλοίδιον, Kephaloídion, Κεφαλοιδίς, Kephaloidísvia, Cephaloedium, Cephaloedis) ;
- Pointe Ouest :
  - Drépane, Trapani ;
  - Motyé (Μοτύη, Mozia), port phénicien avec un cothon (bassin rectangulaire) ;
  - Lilybée, implatation phénicienne, aujourd'hui Marsala, juste au sud de Motyé ;
- Sud-ouest :
  - Agrigente (Ακράγας, Akrágas, Akragaso) ;
  - Sélinonte, (Σελινοῦς, Sélinous, Selinus, Selinunte) et Héracléa Minoa ;
  - Gela ;
  - Camarina (Καμάρινα, Kamárina).

#### Îles au Sud de la Sicile
- Lampedusa, Pantelleria
- Malte, Archipel maltais

### Italie:mer Adriatique

#### EnPouilles
- Tricase, Otrante (Ὑδροῦς, Hydruntum), Lecce (Sybar, Lupiaenote, Lictia, Litium)
- Brindisi (Brentesium, Brundusium), Fasano (Egnazia, Gnathia), Monopoli (Μόνη Πόλις, Città Sola)
- Polignano a Mare (Neapolis apula (it)), Mola di Bari, Bari (Barë, Βαριον, Barium)
- Giovinazzo, Molfetta, Bisceglie, Trani (Turenum), Barletta (Barduli), Margherita di Savoia (Salinis), Trinitapoli, Salapia (Elpia, Daunie)
- Gargano : Manfredonia (Σιπιούς, Sipontum, Manfredonia (Siponto)), Rodi Garganico, Vieste, Îles Tremiti

#### EnMolise
- Termoli

#### EnAbruzzes
- Vasto (Histonium), Ortona (Hortòn epineiòn frentanòn, Ortona porto dei Frentani)
- Chieti (Θετις, Thètis, Teate Marrucinorum, (Teate), (Francavilla al Mare ultérieurement), (Atri)
- Pescara (Aternum, Ostia Aterni)
- Cupra Marittima (Fanum Cupra), Martinsicuro (Castrum Truentinum), Giulianova (Castrum Novum Piceni), San Benedetto del Tronto

#### EnMarches
- Porto San Giorgio (Castellum Firmanorum), Civitanova Marche (Cluana), Porto Recanati (Aire archéologique de Potentia), Potenza Picena (Porto Potenza Picena, Sacrata)
- Ancone (Ἀγκών, Ankòn, Ancona), Senigallia (Sena Gallica) (Pentapole byzantine)
- Fano, Pesaro (Pisaurum) (Pentapole byzantine)

#### EnÉmilie-Romagne
- Cattolica (Pentapole byzantine), Riccione (Vicus Popilius)
- Rimini (Ariminum, Pentapole byzantine), Cesenatico (Ad Novas), Cervia (Phicocle, Ficocle)
- Ravenne (Ravenna, port militaire ensablé), Marais Paduses, Codigoro, Lagune de Marano, siège de la Classis Ravennas (en)

#### EnVénétie
- Chioggia (Fossa Clodia), Venise (Venetia), Jesolo (Equilium), Lagune de Venise
- Caorle (Crapulae, Julia Concordia, Lagune de Caorle)

#### EnFrioul-Vénétie Julienne
- Latisana, Sežana, Monfalcone, Trévise (Tarvisuim), Oderzo (Opitergium)
- Aquilée, Aquilée romaine (Achileia), port commercial et militaire romain
- Trieste (Tergestum, Tergeste).

### Mer Adriatique: côte nord-est et îles

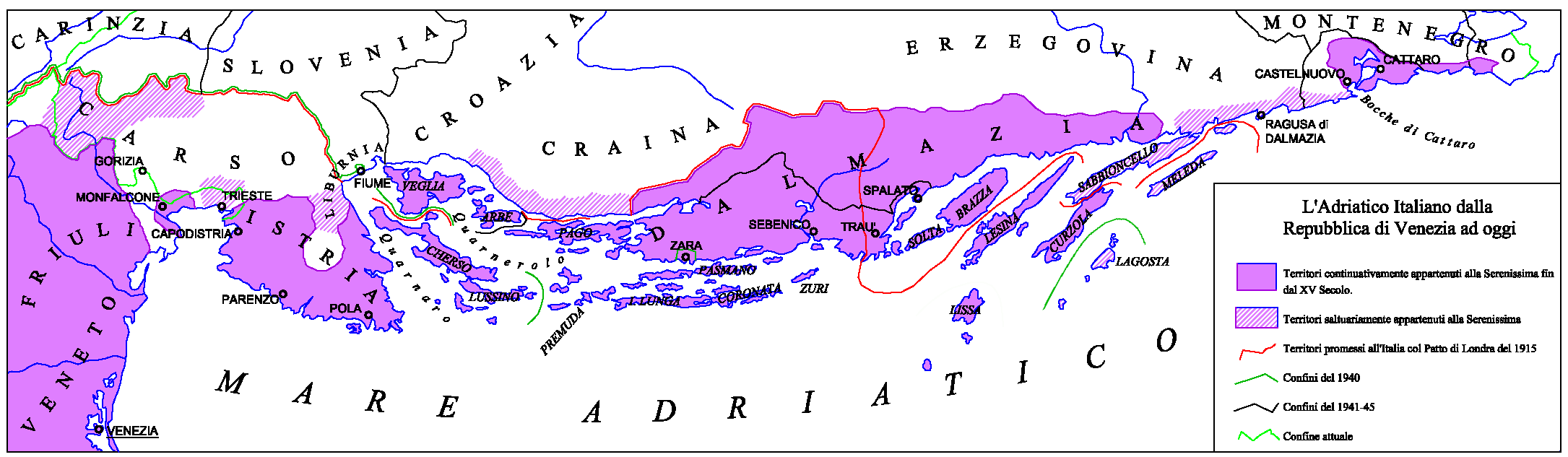
Dalmatie (et implantations vénitiennes)

Cette région historique littorale des Balkans, le long de la mer Adriatique, est aujourd'hui partagée entre l'Italie (Slovénie frioulane (en)), la Slovénie (une petite partie de l'Istrie), la Croatie qui en possède la plus grande part (Istrie, Dalmatie), l'Herzégovine, le Monténégro et l'Albanie.
- Liste des noms latins des villes des Balkans

#### EnIstrie

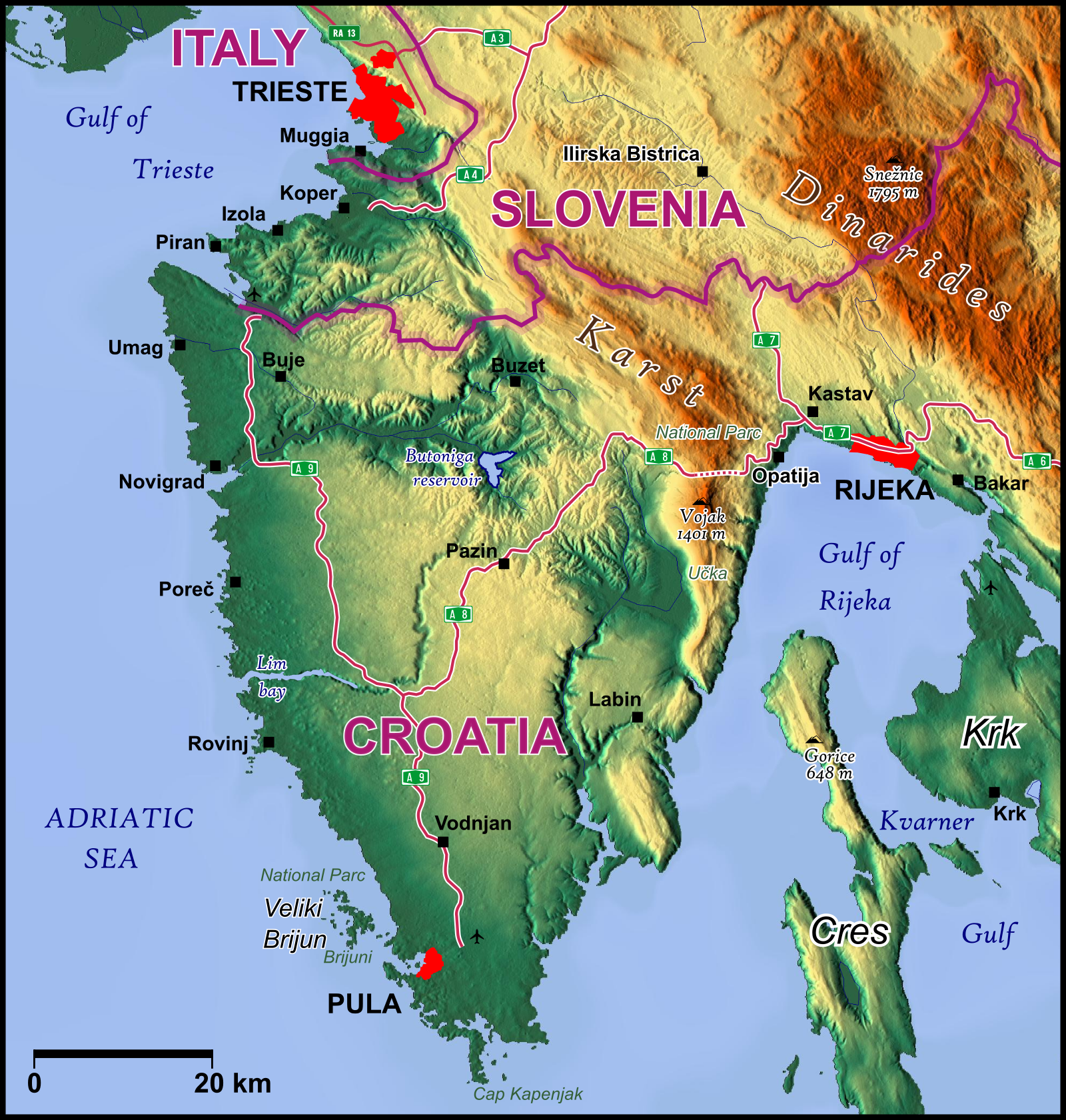
Istrie

- Aegida (Caprine), Aegidia, Capris, Caprea, Capre, Koper/Capodistria, Littoral slovène
- Haliaetum, près de Jagodje, Izola
- Pyranos (Piran)
- Pola

#### EnLiburnie
- Apsoris, dans l'île de Cherson
- Tarstatica, Trsat, vieille ville de Rijeka
- Vitopolis, Flumen, Fiume, Rijeka
- Volcera, Katar

#### EnDalmatie

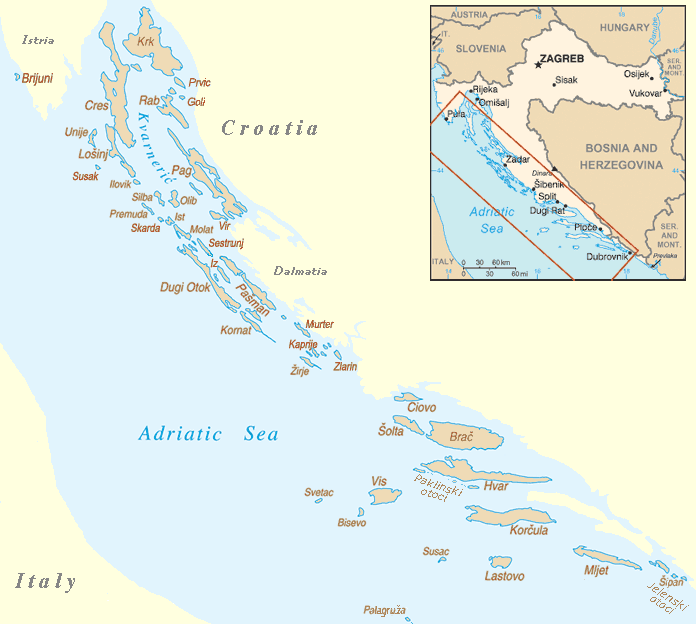
Îles de la côte croate

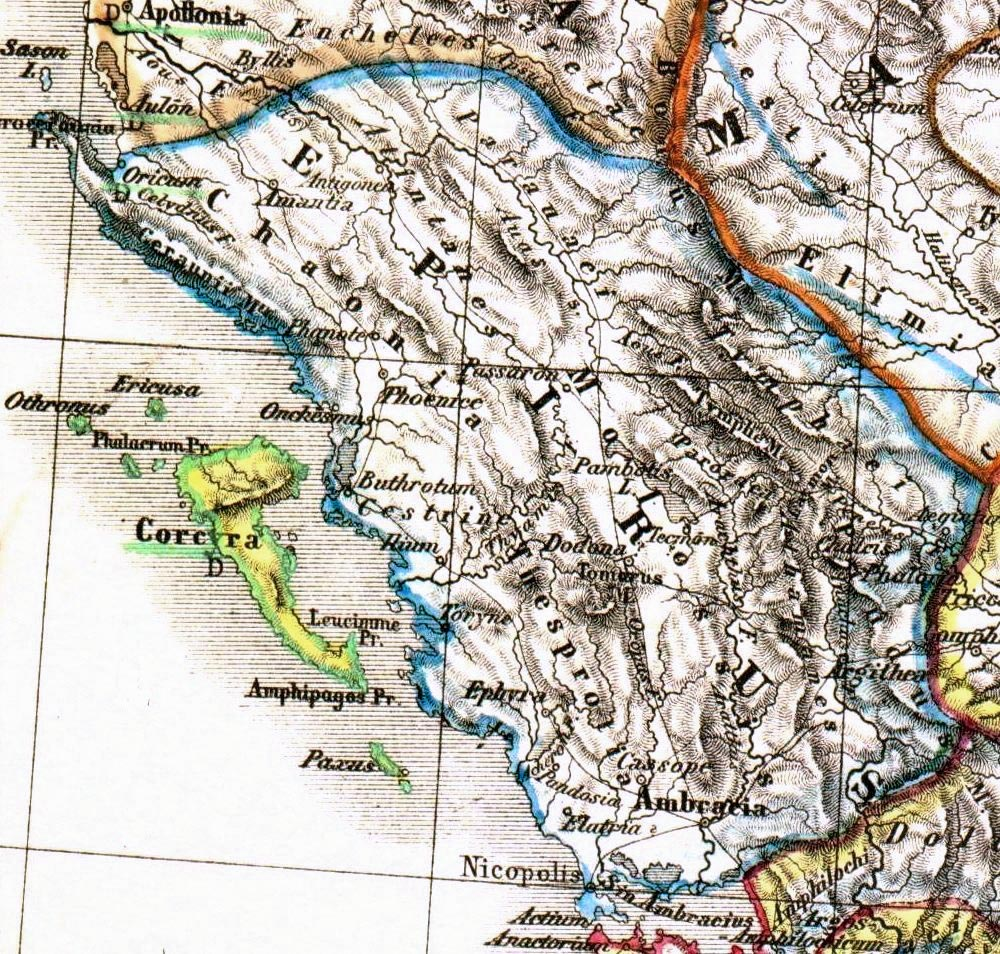
Épire

- Province romaine de Dalmatie (es)
- Novi (Novi Vinodolski)
- Segna (Senj)
- Iader(a) (΄Ιάδαιρα, ΄Ιάδερα, plus tard τα Διάδωρα), Zara, Zadar, Pakoštane
- Narona (Ναρῶνα), près de Metković (Dubrovnik-Neretva)
- Salona (Σαλώνα, Salóna), Salone, Solin (Croatie) (Comitat de Split-Dalmatie), un temps chef-lieu de la province romaine de Dalmatie
- Split : dans le palais de Dioclétien s'ouvrait la porte maritime, permettant aux navires d'accoster directement
- Nona (Aenona), Nin, Zaton (Nin)
- Sibinicum, Šibenik
- Îles de Croatie
  - Chersos, Cres : Valun, Apsorros (Ἄψορρος Apsorros, Apsoris)
  - Lošinj : Osor (Mali Lošinj)
  - Kurik (Iapydes), Curicum, Curicta, Krk (île)
- Dubrava, Rausa (Ῥαούσιν, Rhaousin), Ragusa (Raguse), Dubrovnik
- Ἐπίδαυρος, Epidaurum (en), Epidaurus, Cavtat, Vieux-Raguse (20 km au sud de Raguse)

#### EnBosnie-Herzégovine
- Neum

#### AuMonténégro

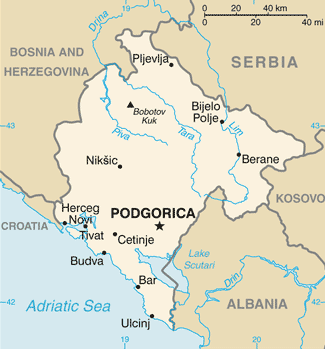
Monténégro

- Antivari (Бар, Tivari, Tivar), Bar (Monténégro)
- Acruvium, Ascrivium / Ascruvium (Ἀσκρήβιον), Cattaro, Kotor
- Budva
- Herceg Novi (Херцег Нови, Castelnuovo)
- Ulkinon (Ulcinium, Olcinium, Ulqin, Dulcigno, Улцињen), Ulcinj

#### EnIllyrie/ Albanie

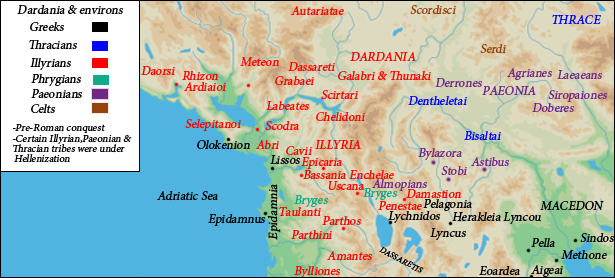
Dardanie

- Buthrotum (Βουθρωτόν, Bouthrōtón), Butrint
- Dagnum
- Epidamnos (Ἐπίδαμνος), Dyrrháchion (Δυρράχιον), Colonia Iulia Augusta Veneria Dyrrachinorum , Durrës, Durazzo
- Saranda (Άγιοι Σαράντα, Ágioi Saránta, Santi Quaranta)
- Scodra (Σκόδρα, Σκοδρινῶν) Shkodër, Skadar (Скадар), İşkodra, Scutari
- Tirana, incertain
- Apollonia d'Illyrie, Vlora
- Piraterie illyrienne.

### Grèce

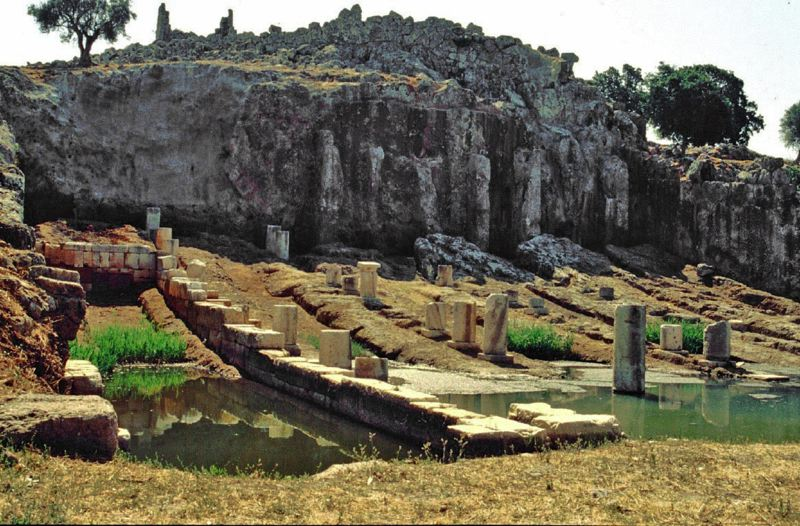
Cales de navires, port antique d'Œniadæ

- Navires marchands en Grèce antique, Économie de la Grèce antique

#### En Grèce continentale
- Le Pirée : jetée antique conservée. Ports militaires de Zéa et de Munichie ;
- Phalère, un des ports d'Athènes dans le golfe Saronique.
- Brauron : port naturel près du sanctuaire d'Artémis, à l'embouchure du fleuve Érasinos, en Attique ;
- Œniadæ (envasé) : six cales de navires, en pierre, très bien conservées ;
- Pella (Thessalonique)
- Thasos : île en face de la Thrace.
- Glykys : à l’embouchure de l’Achéron

#### Dans lePéloponnèse
- Patras

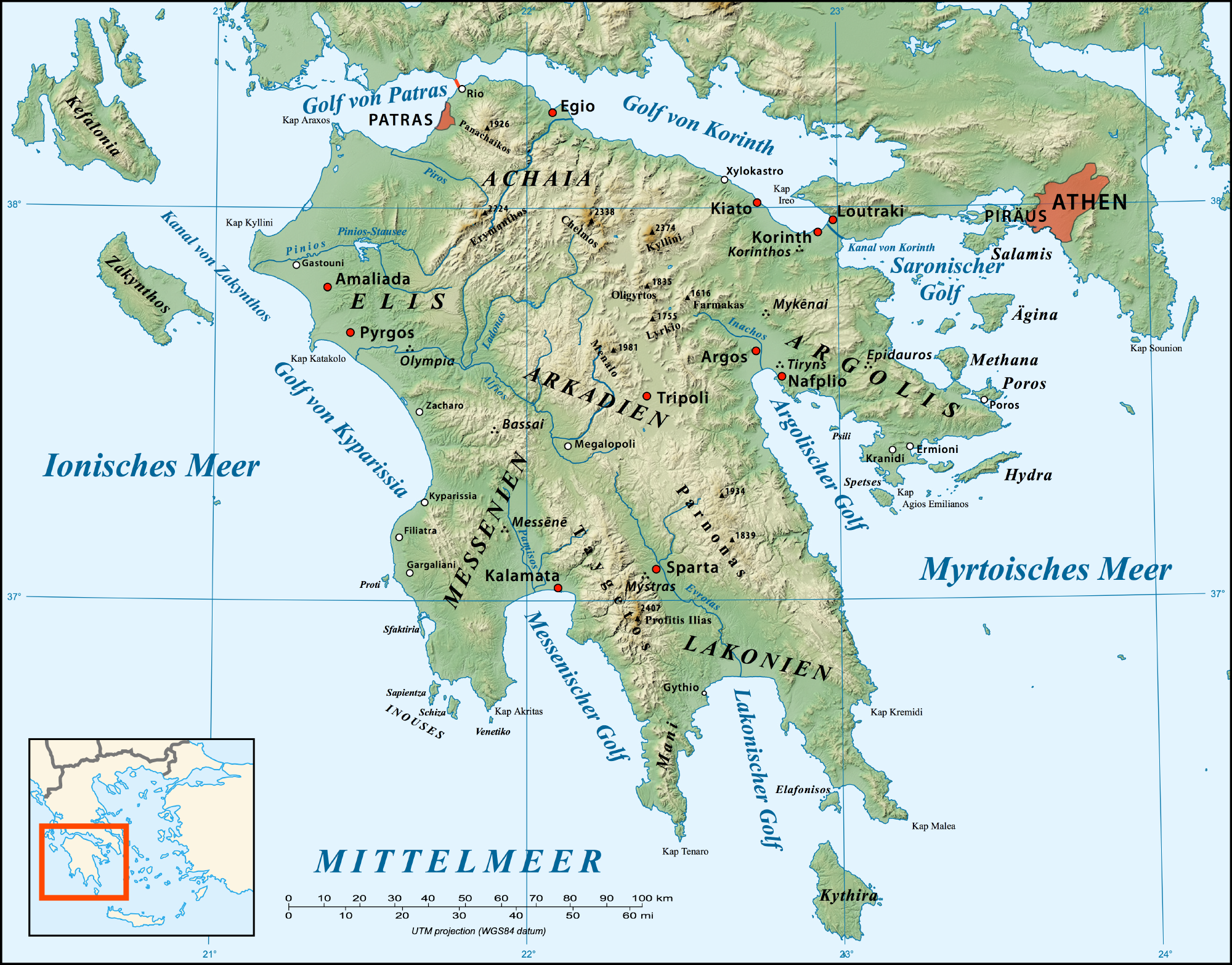
Pélopponèse

- Corinthe : près du Canal de Corinthe, extrémité ouest : vestiges des quais antiques (inscriptions en alphabet grec archaïque) et du diolkos, piste de halage des navires à travers l'Isthme de Corinthe, construit par Périandre. Le diolkos est en partie coupé par le canal de Corinthe, commencé sous Néron, achevé en 1893.
  - Léchée, Léchaion (gr. Λέχαιον, Lékhaion) : port ouest de Corinthe, sur le golfe de Corinthe : bassin envasé, mais bien visible, en eau.
  - Cenchrées : port est de Corinthe, sur le golfe Saronique : ville et port en grande partie submergés, mais les vestiges sont bien visibles de la côte.
- Halieis (de)
- Nauplie (Nafplion).
- Piraterie étolienne

#### EnThessalie
- Larissa (Thessalie)
- Phères (Φεραί, Phera, Pherä)

#### EnEubée

Eubée

- Érétrie (Ερέτρια)
- Chalcis (en grec ancien Χαλκίς)

#### EnMacédoine
- Thessalonique (en grec Θεσσαλονίκη)
- Pella
- Amphipolis (en grec ancien Ἀμφίπολις)
- Kavala (Καβάλα, Kavála)
- Traïanoúpoli (Τραϊανούπολη)
- Enez (en grec ancien Αίνος/ Aïnos, en latin Ænus), en actuelle Turquie

#### Dans lesÎles Ioniennes

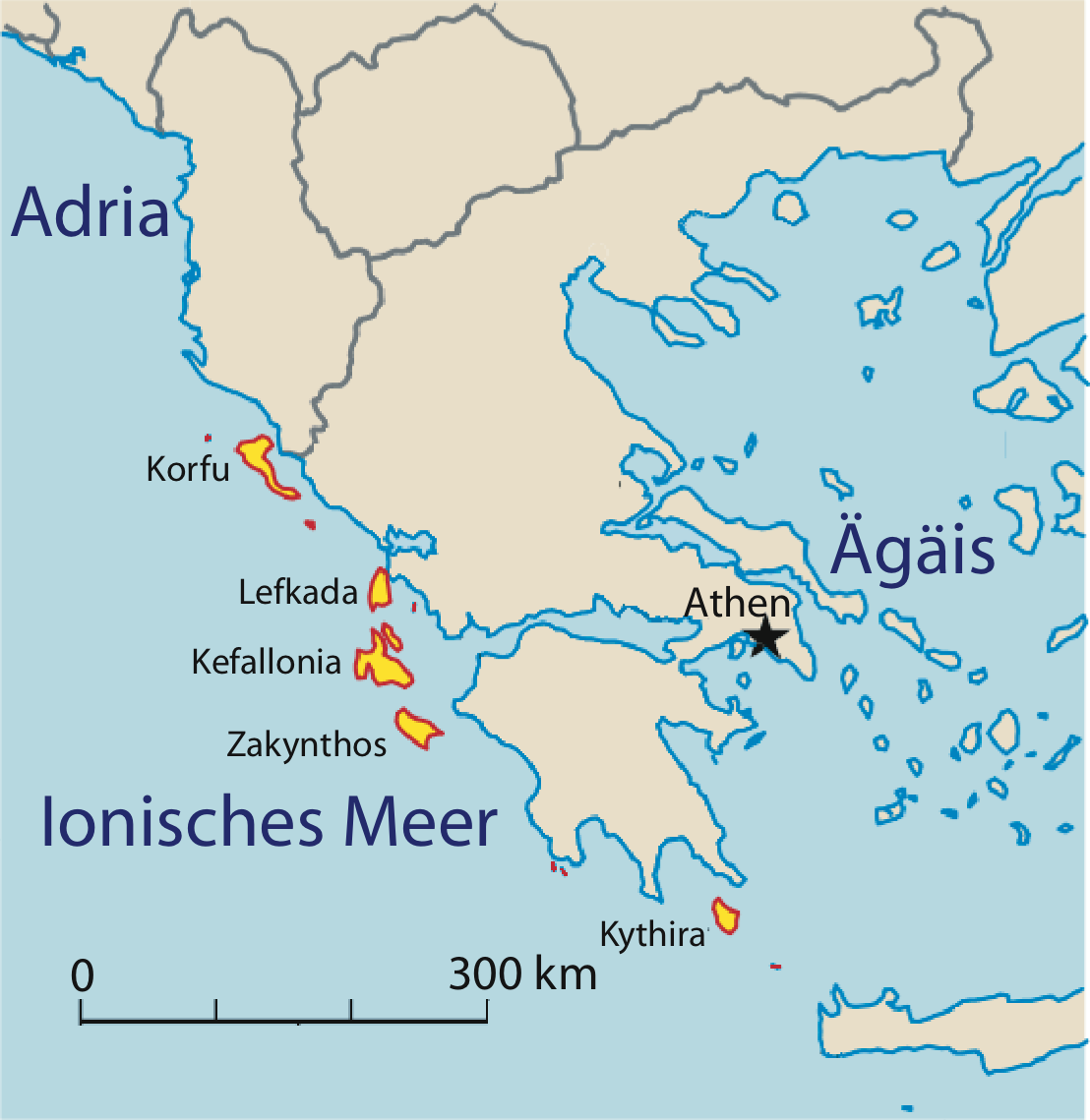
Principales îles ioniennes

Les sept îles principales (ou Heptanèse, litt. « les Sept Îles ») sont, sur la côte occidentale de la Grèce, du nord au sud :
- Corfou (Κέρκυρα (Kérkyra)), capitale Corfou ;
- Paxós (Παξοί), capitale Gáios (Γάιος) ;
- Leucade (Λευκάδα), anciennement Sainte-Maure (Αγία Μαύρα), capitale : Leucade ;
- Céphalonie (Κεφαλονιά), capitale : Argostóli (Αργοστόλι) ;
- Ithaque (Ιθάκη, anciennement Θεάκι (Theáki)), capitale : Vathy (Βαθύ) ;
- Zante (Ζάκυνθος (Zákynthos)), capitale : Zante ;
- Cythère (Κύθηρα), anciennement Cerigo (Τσιρίγο), capitale Cythère, rattachée par convention aux îles Ioniennes.

#### Dans les îles grecques de lamer Égée

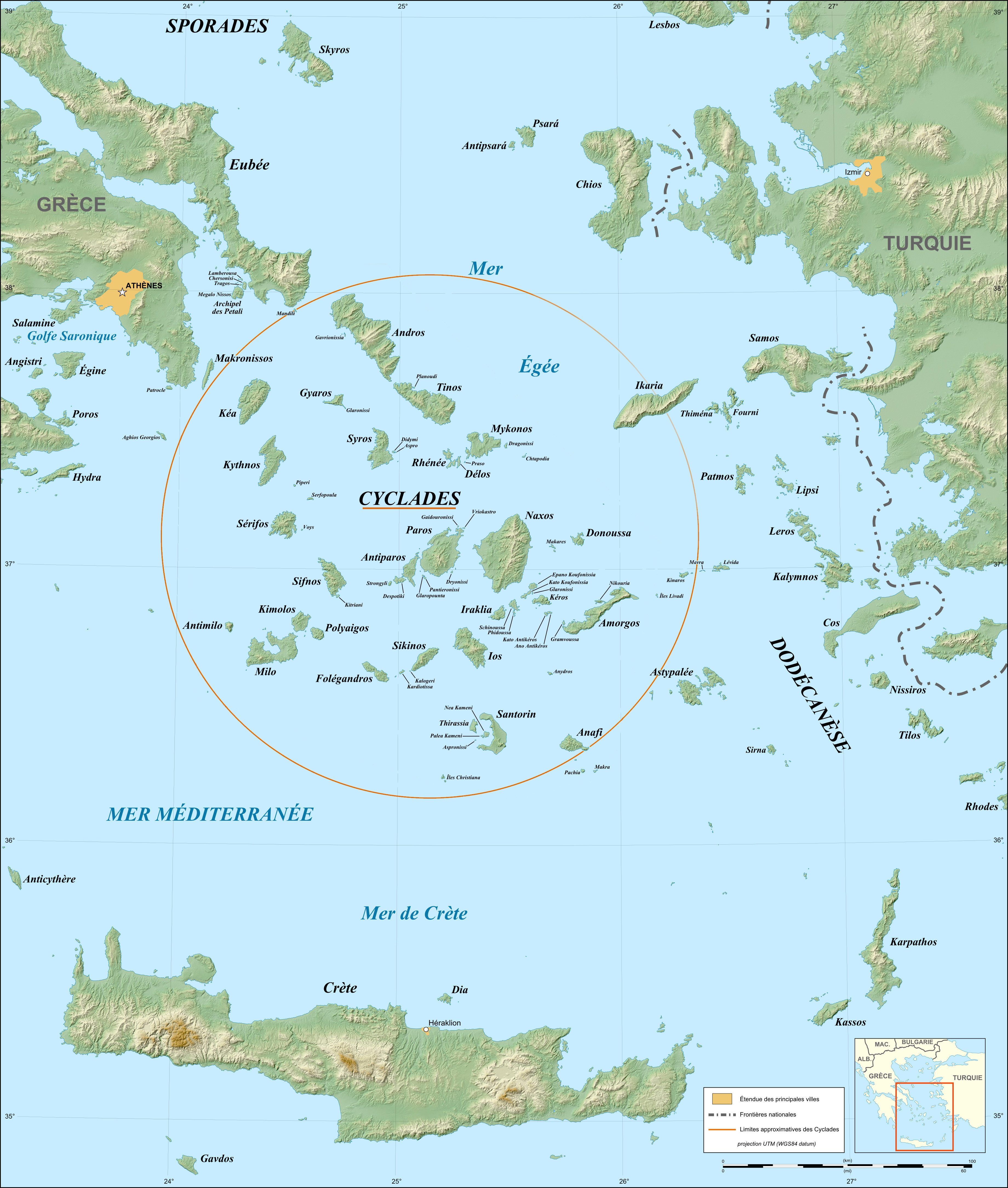
Mer Égée et Cyclades

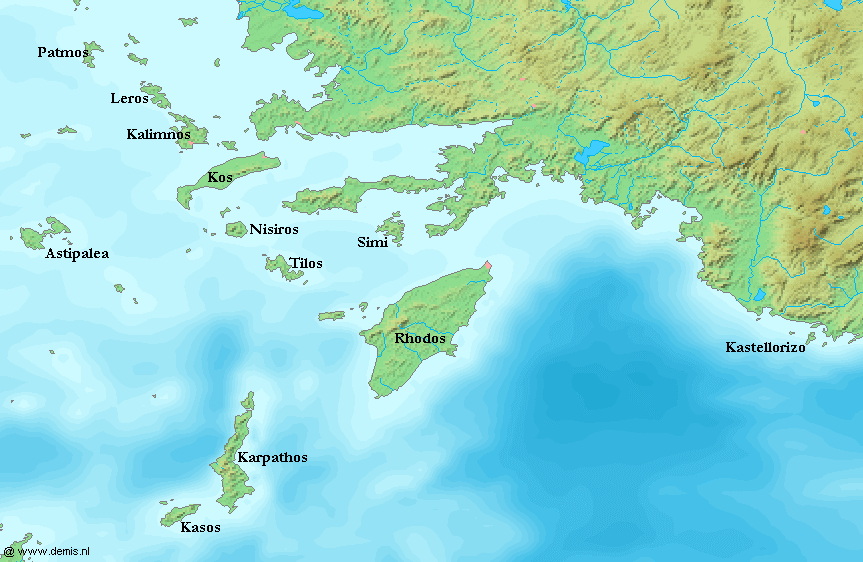
Dodécanèse

Golfe Saronique

- Îles de l'Égée-Septentrionale (hepténèse)
  - Chios
  - Ikaría
  - Lemnos
  - Lesbos (Mytilène)
  - Sámos
- Îles Cyclades
  - Amorgós, Anáfi, Andros, Folégandros
  - Délos, avec quai et digue
  - Ios, Kéa, Kímolos, Kýthnos
  - Milos, Mykonos, Páros et Antíparos
  - Naxos, avec temple au portique dominant le port, visible de tous les navires
  - Petites Cyclades : Irakliá, Schinoússa, Koufoníssia, Donoússa
  - Santorin et Thirassía, Sérifos, Sifnos, Síkinos, Syros, Tínos
- Dodécanèse : Kos, Kalymnos, Leros, Lipsi, Patmos...
  - Kos
  - Kalymnos
  - Karpathos
  - District de Rhodes, Rhodes et son fameux colosse de 30 m de hauteur enjambant l'entrée du port.
  - Cnide avec ses 4 bassins portuaires
  - Lindos (Λίνδος)
  - Camiros (en grec ancien Κάμειρος/ Kámeiros)
- Îles Saroniques, dont Salamine, Égine, Angístri et Poros, amis aussi Hydra, Dokos et Spetsès
- Îles Sporades : Skiathos, Skópelos, Alonissos, Skýros (Σκύρος) : Linaria

#### ÀRhodes
- Lindos, Ialyssos, Camiros
- Kárpathos, île entre Rhodes et la Crète

#### En Crète

Carte des principaux sites minoens

- Chersónissos (Χερσόνησος), Chersonèse de Crète
- Kommos de Crète (en) (Κομμός)[9] (minoen)
- Amnisos (Άμνισός)) et Héraklion (Ἡράκλειον) : le port de Cnossos (minoen)
- Niroú Kháni (Νιρού Χάνι)[10] à l'Est d'Héraklion (minoen)
- Gortyna (Γορτύν, Γόρτυνα), Gortyne, Larissa (Λάρισσα), Kremnia (Κρήμνια)
- Zakros (Ζάκρος) ou Kato Zakros
- Rhamnous de Crète (en) (Ῥαμνοῦς)
- Civilisation minoenne
- Province romaine de Crète et Cyrénaïque
- Piraterie crétoise.

### Est-Méditerranée:Levant (Proche-Orient),Anatolie,Anatolie
- Via Maris

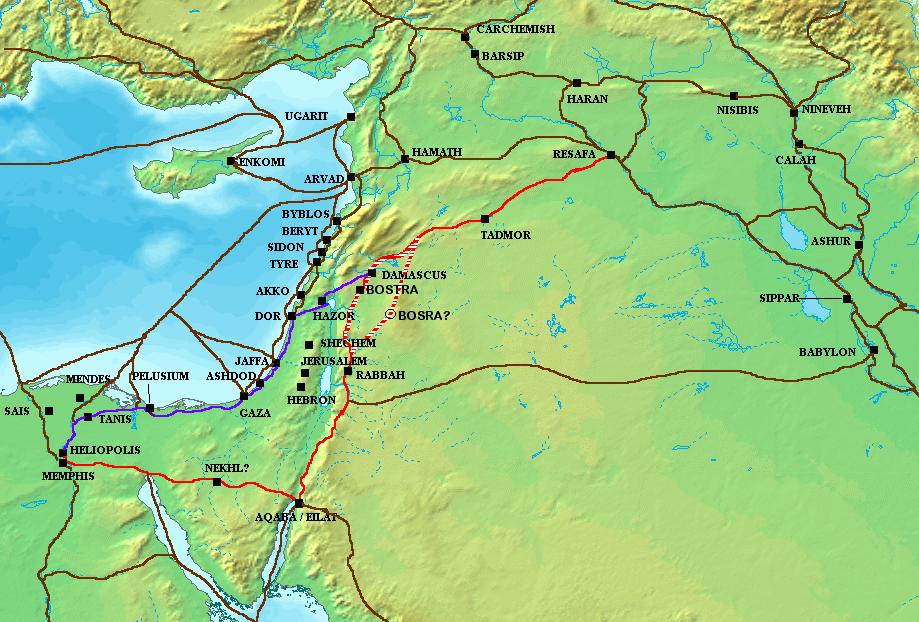
Routes du Levant dans l'Antiquité

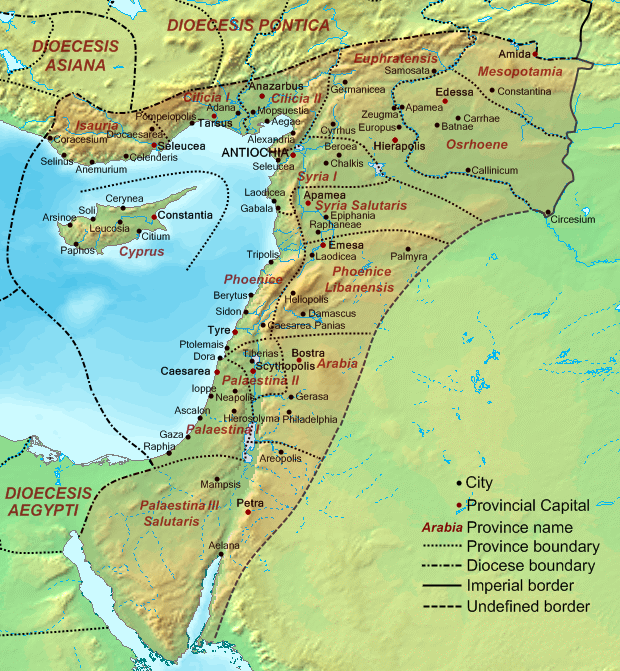
Diocèse d'Orient vers 400

Propontide et ports anciens.

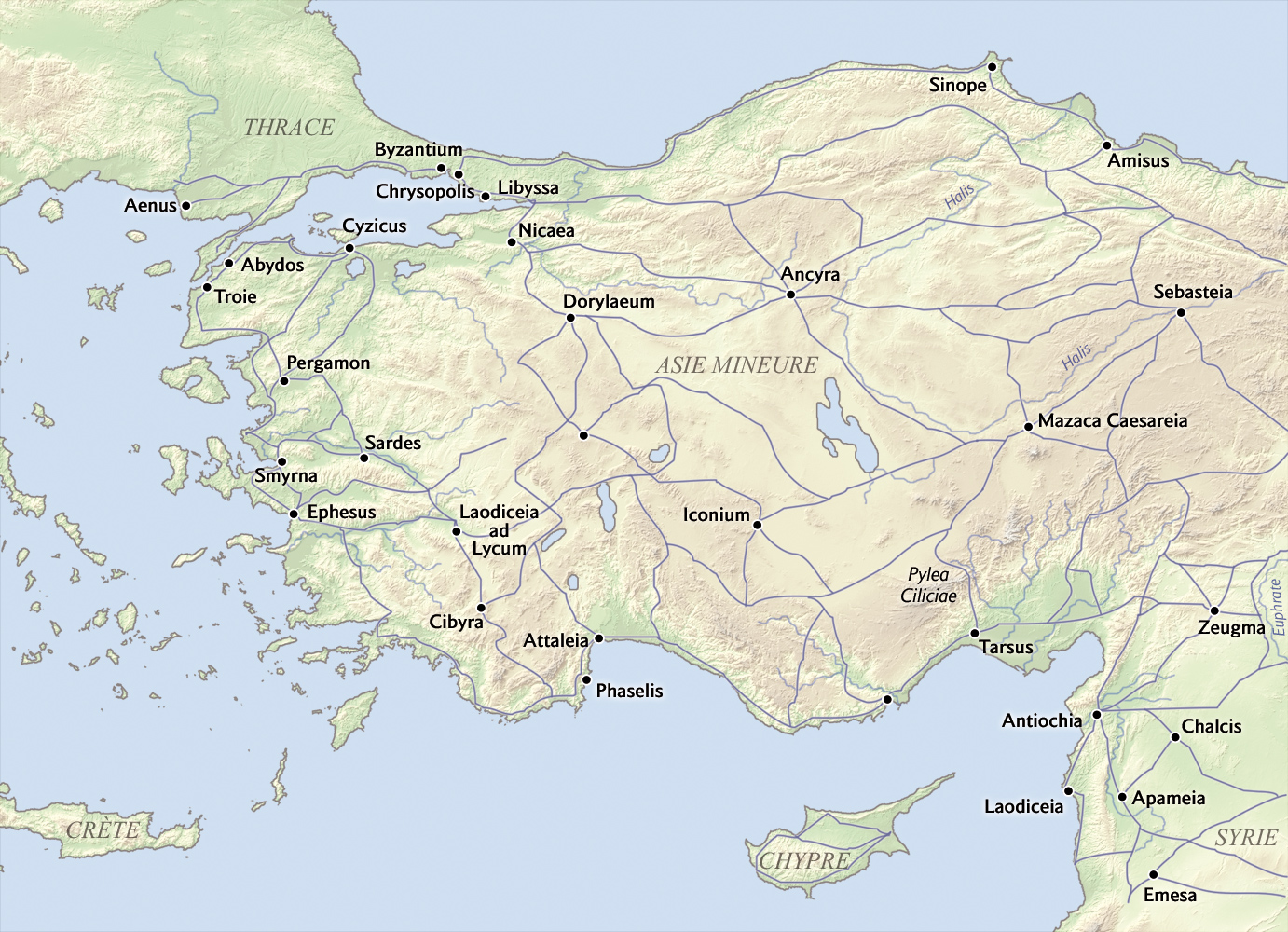
Voies romaines en Anatolie.

- Liste des noms latins des villes d'Anatolie
- Cités de la Rome antique en Turquie

#### Côte européenne duBosphoreet de laPropontide
- - Eleutherion port de Byzance (Constantinople de 330 à 1930, Istanbul à partir de 1930)
  - Port de Prosphorion
  - Kontoskalion (Κοντοσκάλιον), port de Julien, port de Sophia
  - Port de Neorion
  - Leosthenion (Λεωσθένιον) ou Sosthenion (Σωσθένιον), Lasthenes de Thrace (en), İstinye
  - Sélymbrie (Σηλυβρία), puis Eudoxiopolis (Εὐδοξιόπολις), Silivri
  - Rhaidestos (Ῥαίδεστος), Rodosto, Tekirdağ

##### Chersonèse de Thrace
- Kallipolis, Gelibolu
- Pactya (en), près de Bolayır (en)
- Cressa de Thrace (en), près de Aigos Potamos
- Crithote de Thrace (en)
- Madytos
- Alopekonnesos (en) (côte ouest)
- Cardia de Chersonèse, Kardia
- Sestos
- Kidainis, Élée d'Éolide

#### Côte asiatique de la Propontide,LydieetMysie
- Priapos, Karabiga (en)
- Bathys Limen (en)
- Cyzique
- Dascylion
- Parion près de Kemer
- Rhoiteion (en)

#### Troade
- Troja, Troie,
- Gargara (en)
- Scepsis, près de Bayramiç
- Sigeion, Sigée
- Lampsakos (Venteuse, Lapseki, Lampsaque
- Thèbe sous le Placos, Adramyttion et Lyrnessos, proches de Edremit de Balıkesir
- Adramyttion, actuelle Edremit de Balıkesir
- Haxamitos, Kap Lekton, Babakale (de), près de Gülpınar d'Ayvacık (de)
- Alexandrie de Troade
- Abydos d'Asie Mineure, près du Cap Nagara

#### Éolide
- Achaion Limen (en)
- Atarnée, près de Dikili
- Temnos
- Attalia, port de Pergame, actuelle Bergama
- Assos, actuelle Behramkale, près de Ayvacık (Çanakkale)
- Mithymna , Méthymne (Lesbos)
- Mytilène (Lesbos)
- Cymé d'Éolide, 40 km nord de Smyrne
- Notion, Notium, 50 km au sud d'Izmir
- Colophon
- Myrina (Éolide), 40 km sud-ouest de Pergame

#### Ionie
- Phocée
- Téos d'<Ionie
- Erythrea, Érythrées d'Ionie
- Pitane, près de Çandarlı d'İzmir
- Kolophôn, Colophon d'Ionie
- Klazomenai, Clazomènes, Urla
- Vourla (Marais), Urla
- Lébédos (Dodécapole de la Confédération ionienne)
- Smyrne, actuelle Izmir
- Milet, port ensablé, à l'embouchure du Méandre, rive gauche, 80 km au sud d'Izmir
- Priène, port ensablé, à l'embouchure du Méandre, rive droite
- Magnésie du Méandre

#### Carie
- Éphèse, ensablé, avec de très beaux vestiges des quais et installations portuaires. Point de départ de la flotte d'Antoine pour la bataille d'Actium.
- Myndos, 20 km ouest d'Halicarnasse
- Halicarnasse, actuelle Bodrum
- Cnide, Péninsule de Datça (en)
- Kaunos vers Dalyan

#### Lycie
- Telmessos, actuelle Fethiye de Muğla
- Patar, Patara
- Andriake (de), port de Myre (Turquie)
- Olympos (Turquie), près de Çıralı et de Kemer (Antalya), à 60 km d'Antalya
- Phaselis 57 km à l'ouest d'Antalya), et ses trois ports
- (Xanthos, Xanthe de Lycie, près de Kınık, Kaş (de))
- Apollonia de Lycie (en), ouest d'Antalya, près de Kiliçli (Sıçak, Kaş) en sympolitie avec les trois sites suivants
- Isinda de Lycie (en), Aperlae (de), et Simena, près de Belenli, Kaş (en)
- Phoenikos, Finike, Limyra

#### Pamphylie
- Attaleia, Attalia, Attalea, Antalya

#### À l'est d'Attalée
- Parha, Perga, Pergé, 17 km est
- Sillion, Serik, 38 km est
- Aspendos, 45 km est
- Sidé de Pamphylie (de), Sidé, 60 km, port de Séleucie de Pamphylie à 15 km
- Etenna (de), près de Manavgat (Antalya)
- Kibyra de Pamphylie (de), 105 km
- Korakassa, Korakesion, Kalonoros, Kalon Oros, Alaya, Alanya

#### Cilicie
- Syedra de Cilicie
- Antiochia ad Cragum, Antiochia Mikra, Antiochia in Rufine, Antiochetta, Güneyköy, Gazipaşa (en)
- Iotape (de), actuelle Aydap İskelesi, 9 km à l'ouest de Selinus
- Traianopolis, actuelle Selinus (Cilicia) (en), près de Gazipaşa
- Antiochie du Saros, Adana
- Anamur, Anemurion (de), Anamurium, Eski
- Aydıncık (Mersin), Kelenderis / Gilindere, 85 km ouest de Silifke
- Seleufkeia du Kolukadnos, Silifke, ouest de Mersin
- Holmoi, près de l'actuelle Taşucu (de), englobée dans Silifke
- Elaiussa Sébasté, actuelle Ayaş (Erdemli) (de)
- Korykos, Gorgos, port de Séleucie (actuelle Kızkalesi)
- Kanytelleis (de), actuelle Kanlıdivane (en)
- Soli, Soles, Pompeiopolis, Mezitli
- Anazarbos, Anazarbe
- Zephyrion, Zephyrium, Hadrianopolis, actuelle Mersin (port de Mersin)
- Issos (ville)
- Alexandria Minor, Alexandria ad Issum, Alexandrette, İskenderun
- Piraterie cilicienne.

#### Chypre
- Enkomi, Hala Sultan Tekké, Ayia Irini, Morphou ;
- Amathos, Paphos, Πάφος (grec) ;
- Salamine, Σαλαμίς (grec), près de Famagouste ;
- Soloi, Σόλοι (grec) ;
- Kourion, Κούριον (grec) ;
- Chytri, Χῦτροι (grec) ;
- Kition, Κίτιον (gréco-phénicienne), Cittium, (Larnaca) ;
- Amathonte, Ἀμαθούς (gréco-Eteocypriote) ;
- Palaia Pahos, Paphos (ville) ;
- Ledra, Λῆδραι (grec), actuelle Nicosie, sans port au sens strict ;
- Kyrenia, Girne (Κερύνεια) ;
- Lapithos (Λάπηθος), Lapta ;
- Marion de Chypre (en) (Μάριον), Pólis Chrysochoús (Πόλις Χρυσοχούς), Poli ;

#### Syrie-Liban

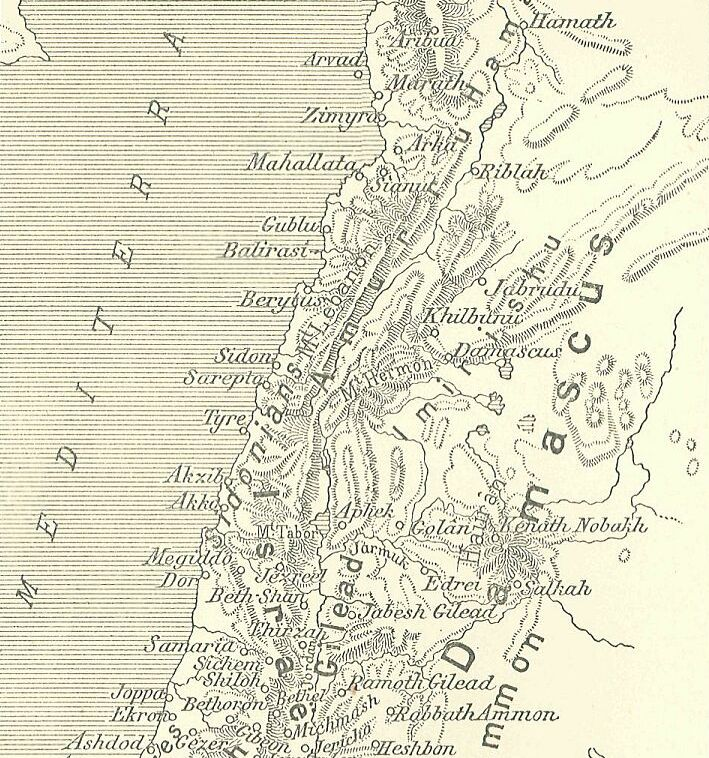
Pays d'Aram

- Séleucie de Piérie : port militaire gréco-romain d'Antioche sur l'embouchure de l'Oronte[11], Samandağ (Turquie), avec à proximité la cité amorrite d'Alalakh, à 25 km d'Antioche ;
- Minet el-Beida, port d'Ougarit (Ras Shamra), devenue Leukos Limen (Port blanc), 15 km au nord de Lattaquié ;
- Ras Ibn Hani, 9 km au nord de Lattaquié ;
- Laodicée sur Mer (en), "Ramitha", Lattaquié (de la Tétrapole syrienne) ;
- Antarade (Ἀντάραδος, Antárados, Antaradus, en face d'Arados), Tartous, Tartosa, Tortosa, près de Amrit ;
- Arouad (Arados, Aradus, Aradis, Arwad), île en face de Tartous (3 km), ἡ Ἄραδος (hē Arados), Ἄραδο (Arado), Arpad, Arphad, Rouad, Riwada, Jazirad, Aynuk, Antioche de Pieria (Αντιόχεια της Πιερίας) ;
- Machroud au sud d'Arwad ;
- Sumur, Ṣimirra, Ṣumra, Sumura, Ṣimura, Zemar, Zimyra, 18 km au sud de Tartous ;
- Tripoli du Liban, Tarabulus, ṭarābulus, Derbly, Athar, Mahallata, Mahlata, Mayza ;
- Batroun, Beit Truna, Bitron ;
- Byblos (Jbeil), Gebal, Goubal, Gublu ;
- Sidon (Saïda, submergé), Syde ;
- Sarepta, Zarephath ;
- Tyr, Tyre, (Sour) : La ville insulaire phénicienne disposait de deux ports (submergés), l'un au Nord (sous la zone portuaire moderne) et l'autre au Sud (minoen)[12] ;

#### Judée - Palestine
- Achziv, Akhziv, Az-Zib ;
- Ptolémaïs, Akko (Acre) ;
- Haïfa ;

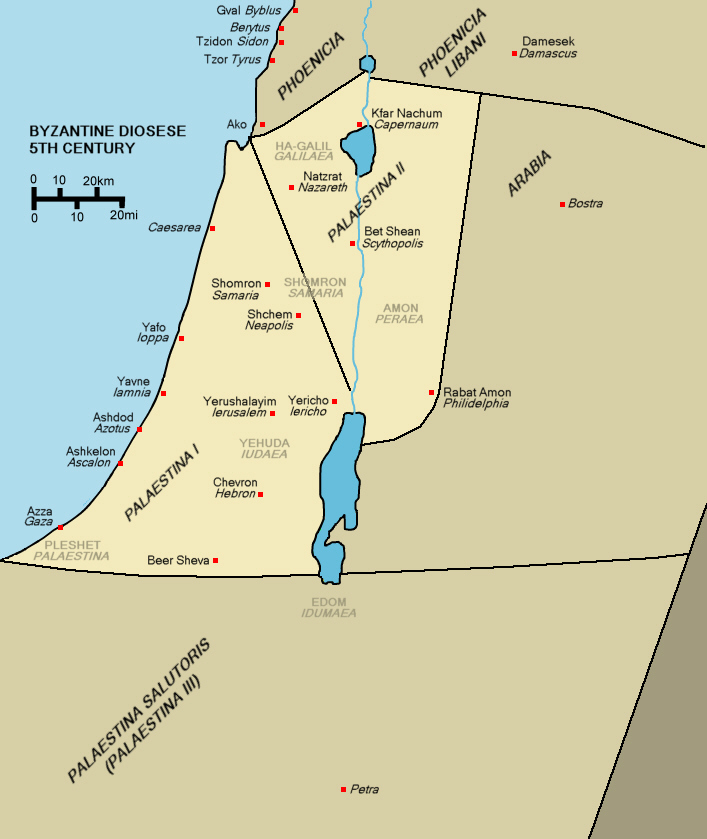
Palestine byzantine

- Athlit avec sa forteresse des templiers, au Sud de Haïfa ;
- Dor ;
- Paralios Kaisareia (παράλιος Καισάρεια), Caesarea Maritima, Sebastos (Césarée) : Le port submergé était protégé par des digues construites à partir de caissons en bois[13] ;
- Yaffa, Yaffo, Jaffa ;
- Apollonie, Arshof, Arsuf, près de Herzliya ;
- Isdūd (Ἄζωτος, Azotus), Ashdod ;
- Askalon (Ασχαλων, Askalōn) Ashkelon ;
- Theda, Tida, Anthédon (Ἀνθηδών), près de Gaza ;
- Gaza, Tell al-Ajjul, Azzati (Philistie);
- Raphia, Rafah ;

### Sud-Méditerranée:Afrique du Nord

Villes de l'Afrique romaine

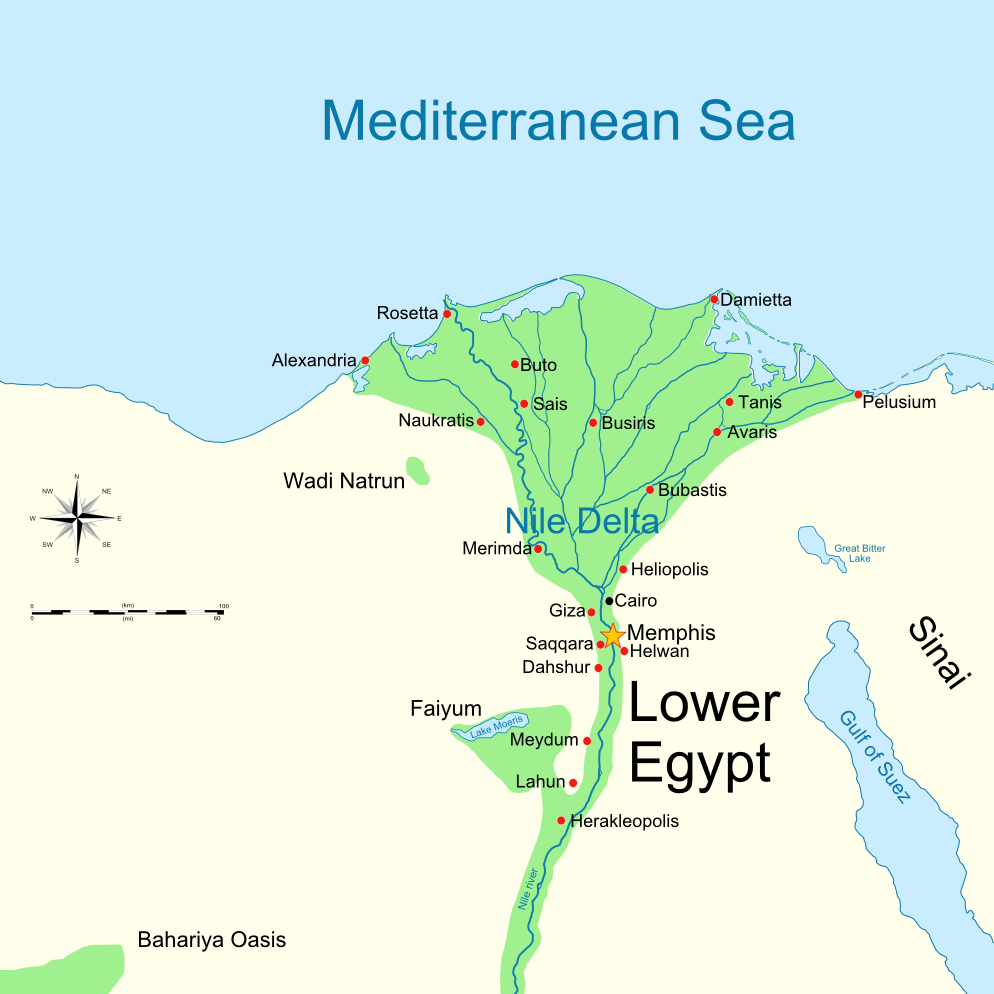
Basse-Égypte, vers -30

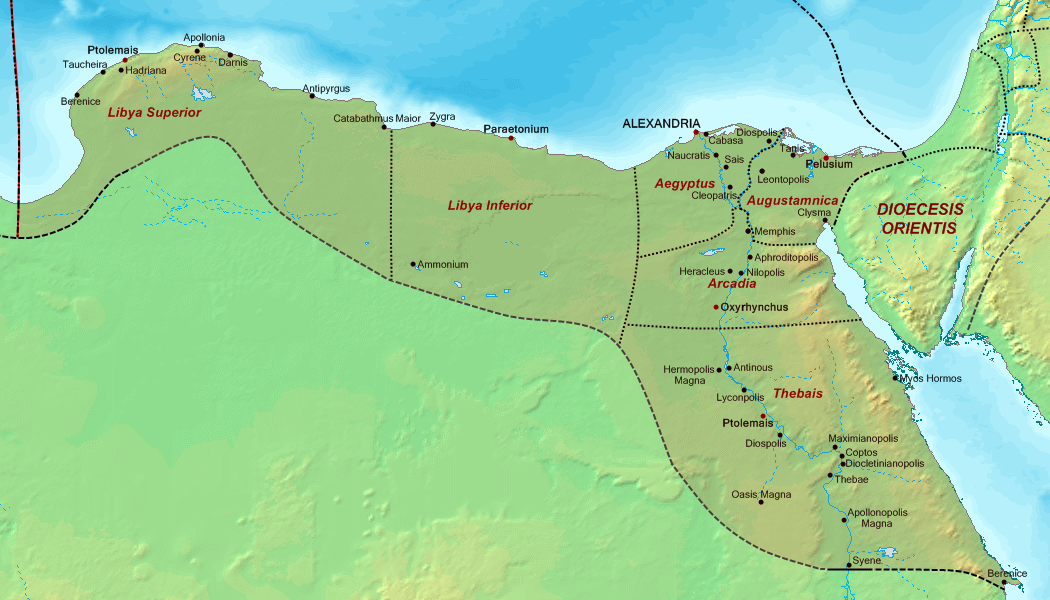
Afrique du Nord-Est, provinces de Cyrénaïque et d'Égypte vers 400

- Liste des cités et colonies phéniciennes et puniques
- Afrique romaine, Province d'Afrique
- Liste des noms latins des villes d'Afrique
- Villes romaines en Afrique du Nord (de)
- Via Nerva (de)

#### Égypte
- Navigation en mer dans l'Égypte antique, Bateau dans l'Égypte antique
- partie Ouest du delta du Nil, tardivement "Aegyptus Jovia" puis "Arcadia"
  - Fouah, Rosette (Égypte), Bouto, Canope (cité) (Pikuat), Aboukir, Thonis, Herakleion, Menouthis
  - Port-Saïd, et phare de Port-Saïd de 56 m de hauteur.
  - Gizeh
- partie Est du Delta du Nil, tardivement Augustamnique, "Aegyptus Herculia"
  - Alexandrie, et Phare d'Alexandrie de 130 m de hauteur tombé dans la mer, vestiges submergés importants de deux ports de part et d'autre de l'île de Pharos. Le "Grand Port Occidental" (minoen) décrit en détail par Gaston Jondet[14] et le Port Royal (militaire, ptolémaïque) magnifiquement décrit par Franck Goddio[15], (Nikopolis, Iuliopolis, Rhacotis/Rhacotes/Rakhotis, Eunotos, Kibotos, Mareotis, Bendideum, Philoxenite...)
  - Mendès, Naucratis, Hermopolis Parva, Xoïs, Saïs, Avaris
  - Sebennytos, Léontopolis, Isidospolis, Pentaschoinon , Aphnaion, Gerra, Chabrias...
  - Tamiat, Tamiathis (Ταμίαθις), Damiata, Damiette
  - Sena, Sin, Saien, (Σαῖν), Per-Amun (Ⲡⲉⲣⲉⲙⲟⲩⲛ, Paramoun), Pelousion (Πηλούσιον), Pelusium, Péluse, Tell el-Farama
  - Athribis (Ἀθριβις), Hut-(ta)-heri-ib, Ḫatḫ(a)riba, Tell Atrib, Kom el-Atrib
  - Disopolis Inferior (de), Tell el-Balamoun
  - Heliopolis in Augustamnica (de), Héliopolis, Létopolis(Letus, Khem)
  - Rhinokorura antique (Ῥινοκόλουρα), El-Arich
  - Ostrakine (en) ( Ὀστρακίνη, Ostracena)), île El Felusiyat, près de "Serbonitis Limen", Iunu, On
  - Tanis, Pi-Ramsès
  - Tell Basta, Zagazig
  - Memphis (Égypte)
- Thébaïde (Égypte), cours du Nil
- entre delta du Nil et frontière égypto-libyenne (en grande partie en Marmarique) au Grand Catabathme
  - à 50 km d'Alexandrie, Taposiris Megale, Taposiris Magna, Abousir,
  - à 85 km, Kynos, Cheimo, Chio, Kome, el-Bordan, 30 km à l'est d'El Alamein ;
  - à 90 km, Glaukos, 15 km à l'est d'El Alamein,
  - à 106 km d'Alexandrie, Leucaspis, Cynossema, Antipharis, Antiphrai, el-Alamein (Égypte),
  - à 240 km d'Alexandrie, port de Marsa Matruh, Amunia, Paraitonion, Paraetonium, Al Baretoun, Mersa, à 300 km au nord-est des  oasis de Qara et Siwa,
  - à 260 km d'Alexandrie, Apis,
  - à 330 km d'Alexandrie, port et forteresse de Zawyet Umm El Rakham (en) (la maison de repos de la mère des vautours) (Marmarique),
  - Setimus portus,
  - Zagylis,
  - à 240 km de Tobrouk, Sidi Barrani, près de la cité romaine de Zygra (Marmarique), Zygis, Zygrae, Zygra,
  - à 145 km de Tobrouk, port de Sollum, Baranis, as-Sallūm (Marmarique),
  - Catabathmus maior, Plynos Limen, Tétrapyrgi (Marmarique).

#### Libye
- Libye antique, Cyrénaïque antique (Libye supérieure), Marmarique (Libye inférieure), Mer de Libye (entre Cyrène et Alexandrie)

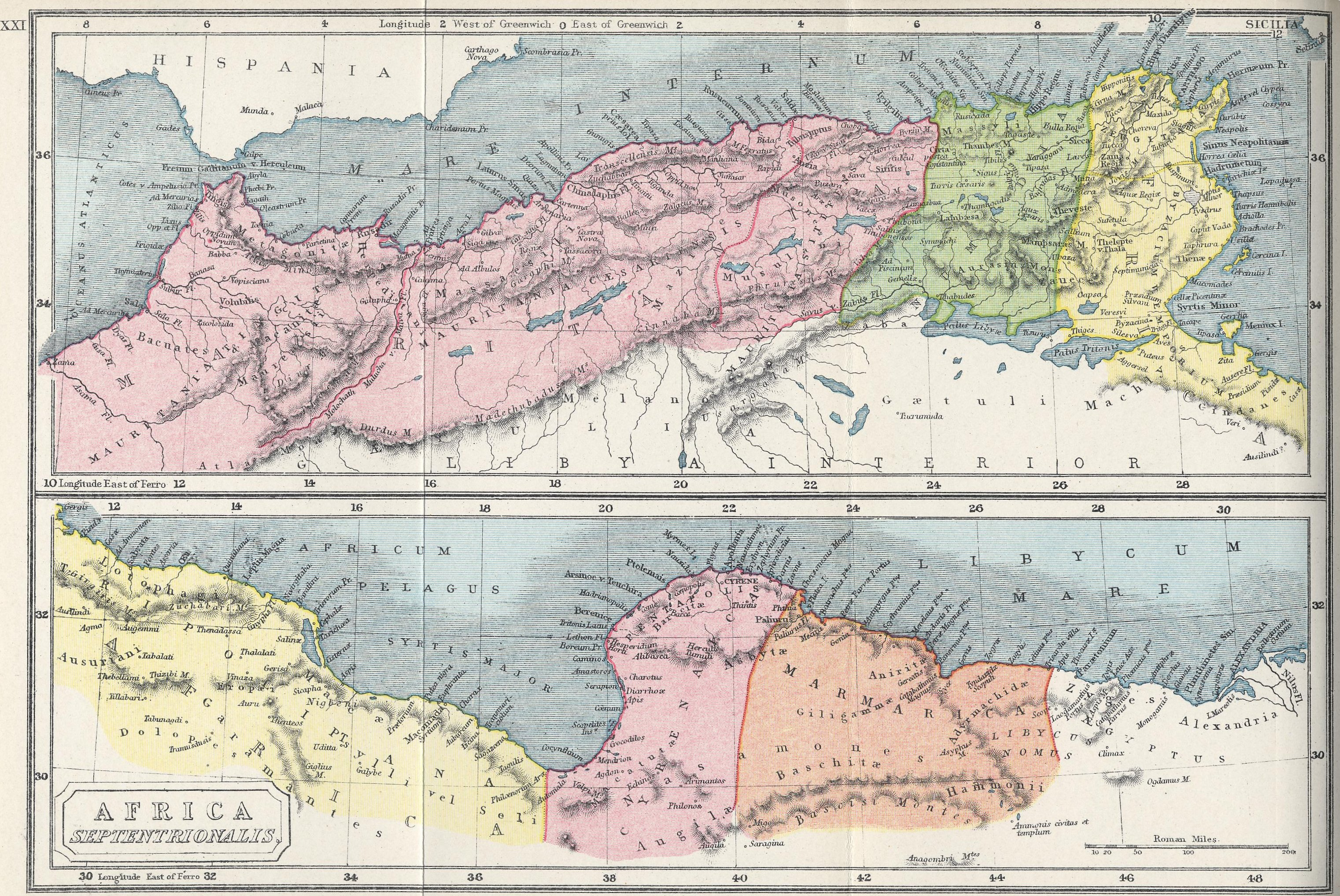
Afrique du Nord romaine

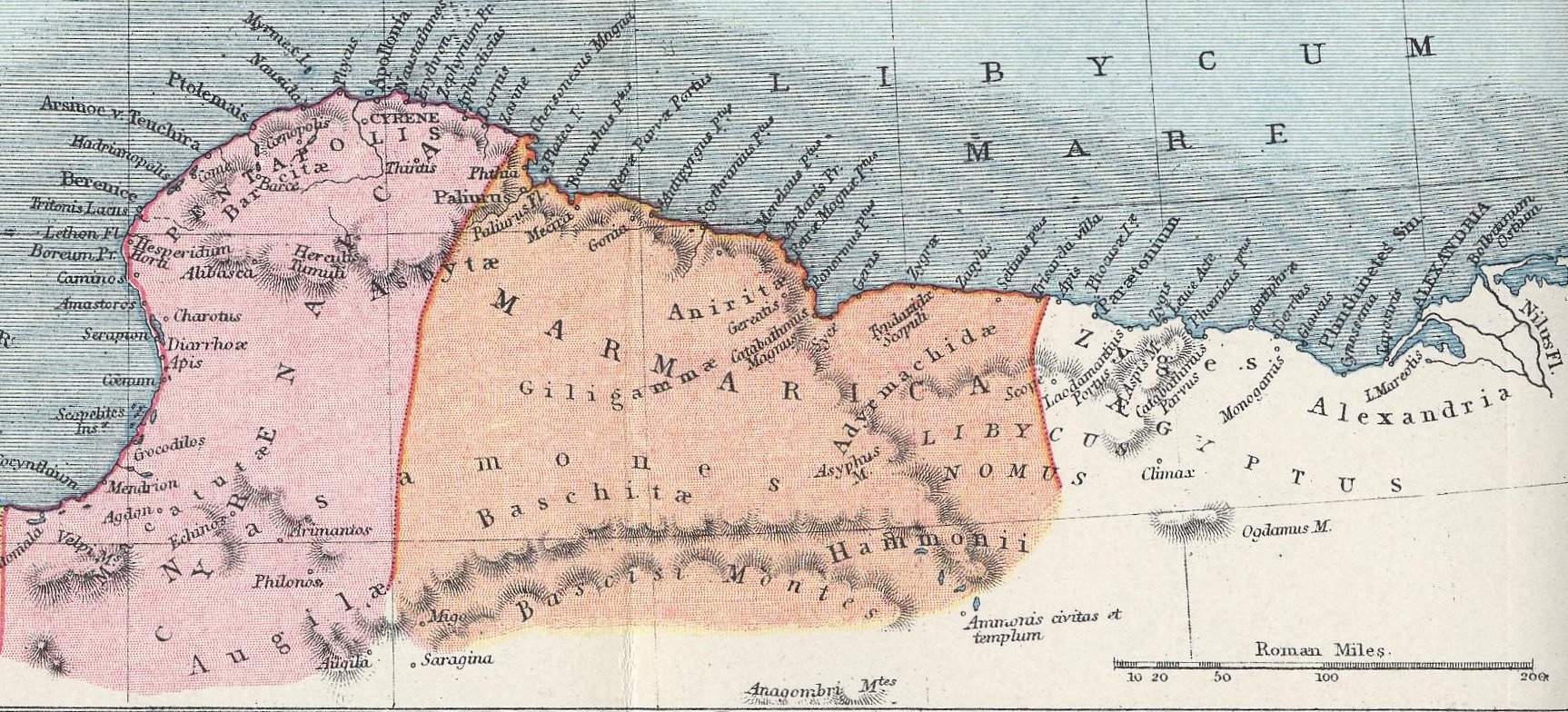
Marmarique et Cyrénaïque

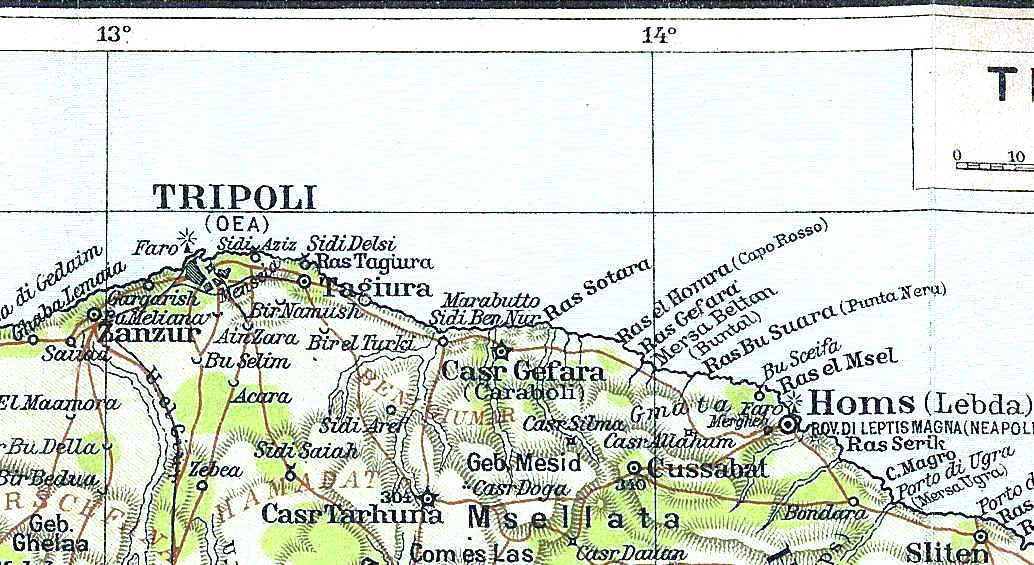
Tripolitaine

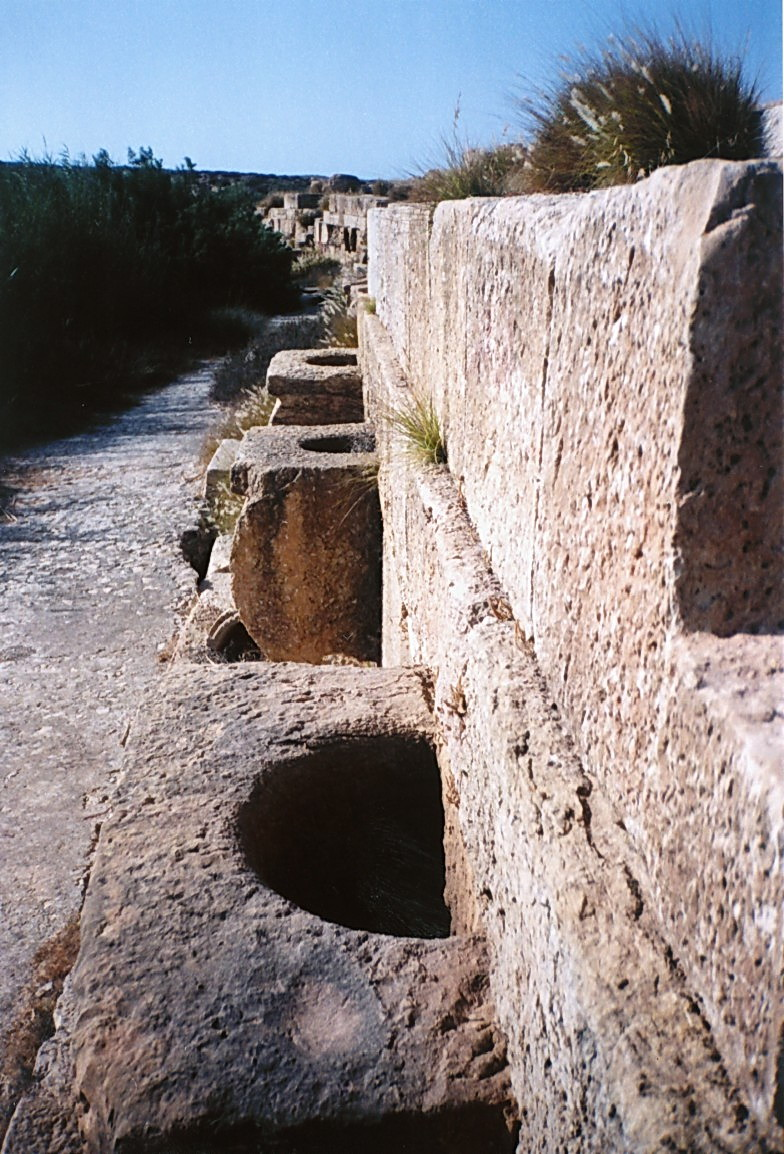
Quai Sud du port de Leptis Magna

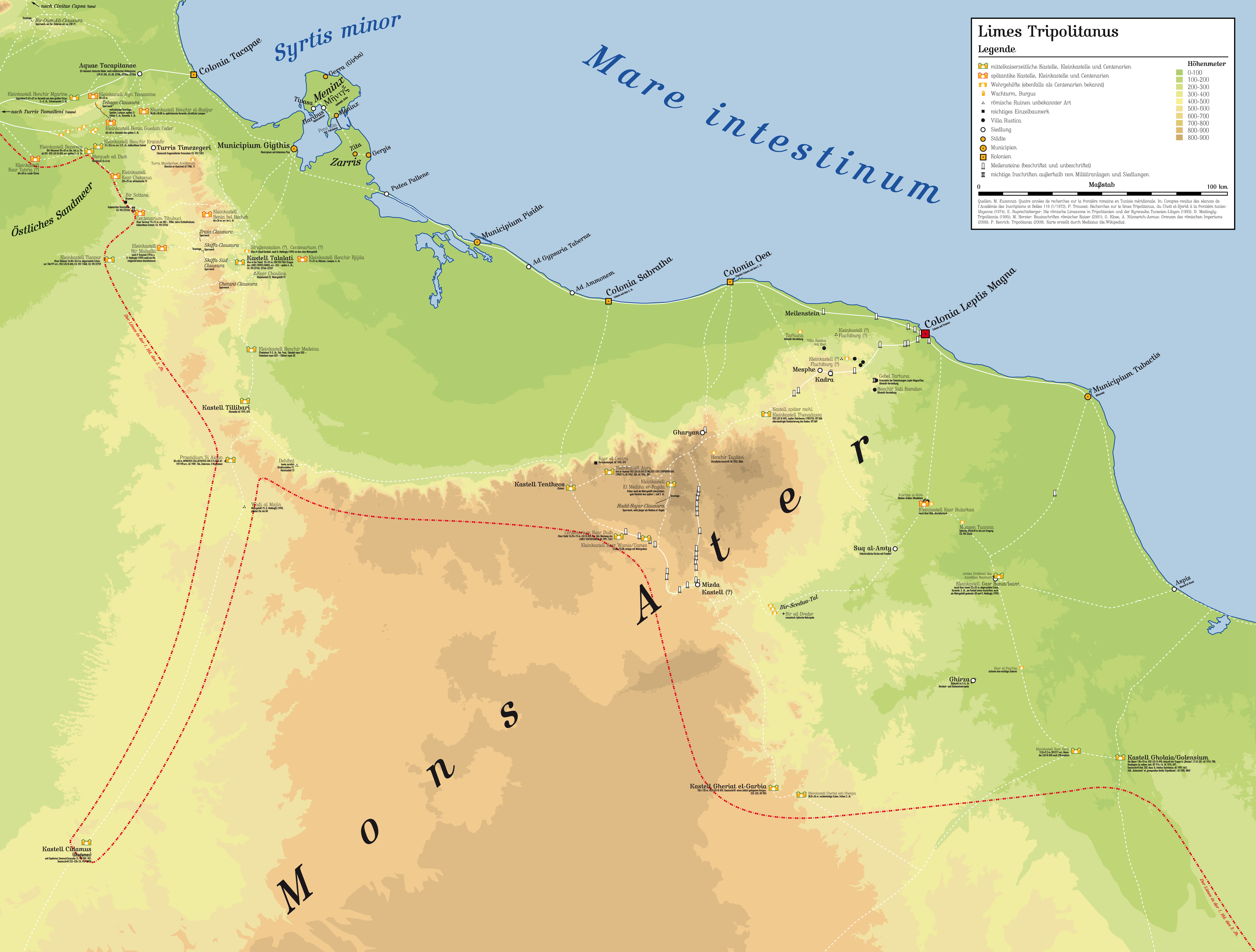
Limes Tripolitanus

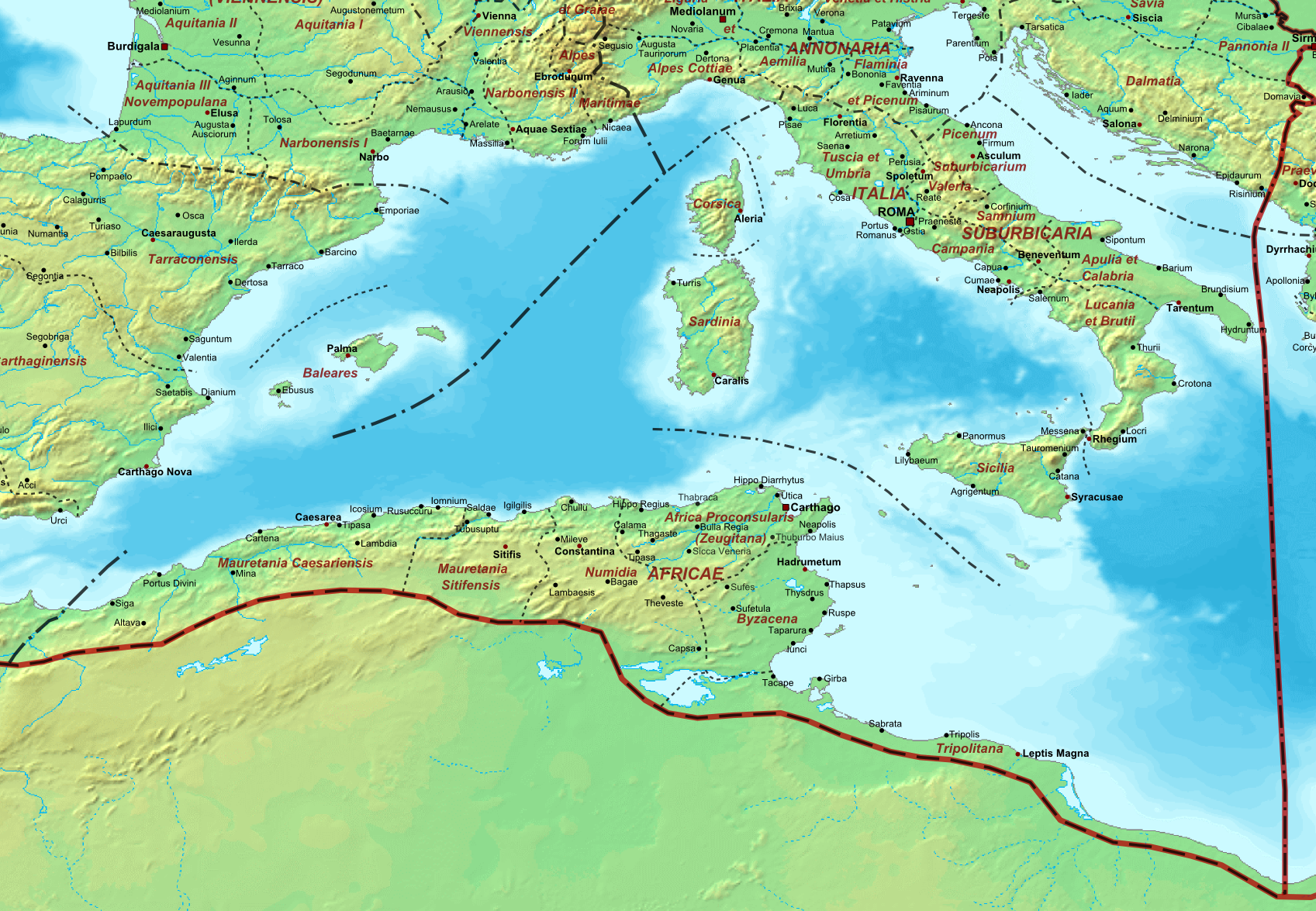
Diocèse d'Afrique

##### EnMarmarique
- Petra Megala, Petras Maior, Bardia, Bórdi Slemán, El Burdi' ;
- Menelai Portus (en), Menelaus Portus, Port of Menelaus, Μενελάϊος λίμην, Menelaita, près de Râs-al-Milhr,
- Scythranius portus,
- Antipyrgus ( (Αντίπυργος), Tobrouk, seul port en eau profonde entre Nil et Tunisie ;
- Acroma, Akramah, Ikrimah, Qaryat Maqrun (?) ;
- Timimi, Paliurus, Παλίουρος, Palíouros, 100 km ouest de Tobrouk, 75 km est de Derna, Golfe de Bomba...

##### EnCyrénaïque antique
- Pentapole de Cyrénaïque (de), cinq ou six villes côtières endommagées ou détruites par le séisme du 21 juillet 365 en Crète et le tsunami consécutif :
  - Apollonie de Cyrène, Sosuza, Marsa Susa, port submergé de Cyrène / Kyrene (Κυρήνη), près de Shahhat
  - Petaos, Derna, Derne(h), Dernah, Ternah, Darnis, au débouché de l'oued Derna...
  - Érythron,
  - Ras al-Helal,
  - Balagrae, El Beïda, Baydah, Beda Littoria, az-Zāwiyat al-Bayḍā, Al Hamamah
  - Tauch(e)ira, Teuche(i)ra, (Ταύχειρα / Τεύχειρα), Arsinoe / Arsinoë (Ἀρσινόη), Tukrah, Al Quriyah, El Agouriya, Tocra
  - Ptolémaïs (Cyrénaïque) (Πτολεμαΐς), Tolmeita
  - Barqa (Βάρκη, Barkè, Barka, Barqah), près de Al Marj
  - Euhesperides, Εὐεσπερίδες, Euespérides, Hespérides, Bérènikè, Bérénice, Benghazi
- Anabucis, Automala, El Agheila
- Boreum portus,
- Macomades Maiores, Macomades Selorum, Syrte
- Putea Nigrorum, Qbeba
- Dysopo, Astiagi
- Aspis, Aspide, Ad Ficum, Bwayrat al-Hasun, Buerat el Hussoun, Buerat (en), à 90 km à l'ouest de Syrte.

##### EnTripolitaine
- Thubactis (en), Kephale Tobactus, Thubaqt, Tubartis, Tobartis, Treron Akron, Cephale Promentium, sans doute Misurata, Misrata ;
- Leptis Magna, ensablé (mais quasi parfaitement conservés, vestiges de phare, digue en enrochements et ouvrages d'accostage sur la côte nord du port)[16] ;
- Kinups, Cinyps (en), à l'embouchure du Kinyps ou Wadi Caam[17] ;
- Amaraea, Gaphara ;
- Paraetonium, Marsa Matruh ;
- Oea, Macaraia, Tripoli ;
- Abrotonon, Colonia Sabratha ;
- Gergis ;
- Zita ;
- Munbicipium Pisida, Abu Kammash
- Locris, Zuwarah
- Pisindon, Pisida, Abu Kammash ;
- Leuke Akte, Ras el-Kanayis / Kanaïs ;
- Îles Delphines et Zephyrium ;
- Kalamaion, Laodanuntium ;
- Paraetonium, Ammonia ;
- Chettaia, Tyndarias, Selenis, Nesis, Apis ;
- Aenesiphyra, Ennesyphora, Nesus...

#### Tunisie

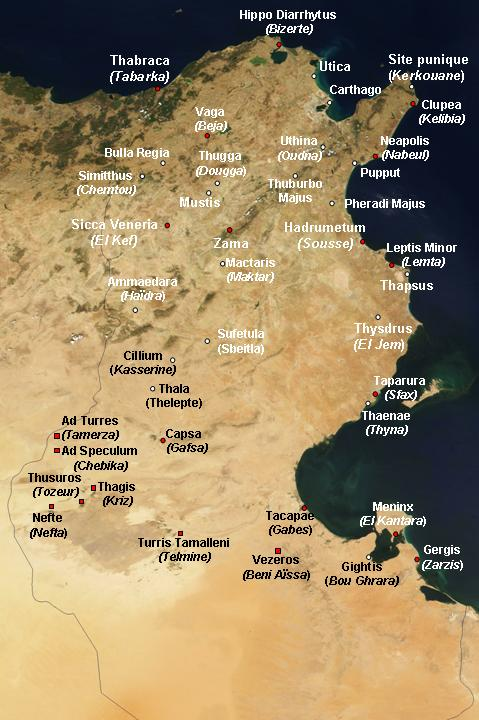
Tunisie antique

Djerba

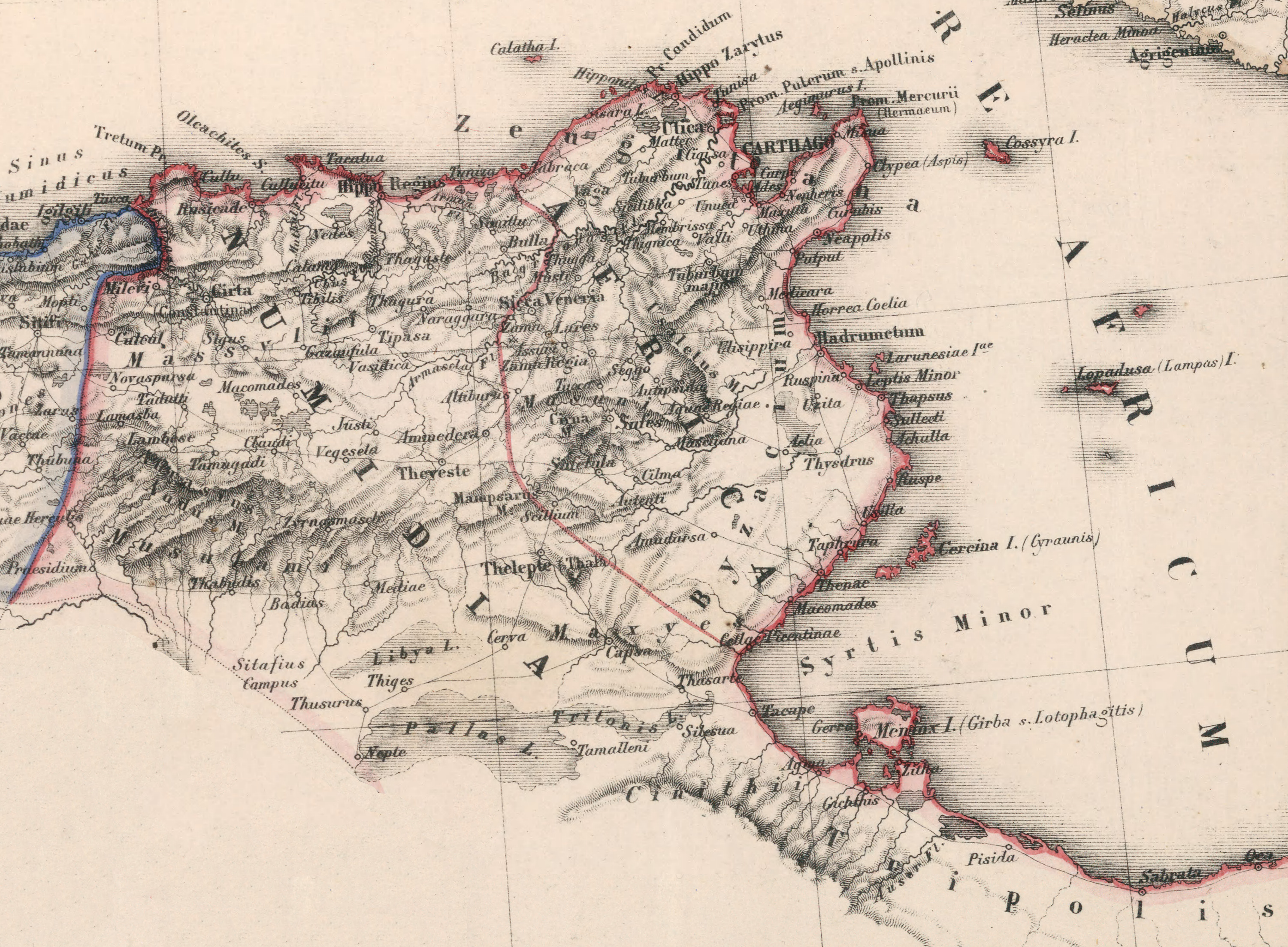
Numidie-Est, Atlas Antiquus (1869)

- Djerba, Brachion, Phlâ, Houmt Souk ;
  - Meninx, Henchir El Kantara ;
  - Ajim, Tipasa ;
  - Gerra, Girba, Gergis, Zerbi, Zarzis ;
  - Harribus, Guellala ;
- Gigthis (Golfe de Boughrara) ;
- Tacapae, Takapitanu, Takapes, Gabès ;
- Thenae (en), Aelia Augusta Mercurialis, Henchir-Tina, Thyna ;
- Taparura, Taphroúria, Ksar S-Fa-Ekez, Sfax ;
- Kerkennah (îles de), Cercina, Kirkeni, Karkeneh, Querquanes ;
- Acholla, Boutria ;
- Ruspina, Rous Penna ;
- Thapsus (Ras Dimas), Mahdia, près de Monastir
- Leptis Minor, Lamta
- Hadrumète, Sousse, Adrymetum ;
- Pheradi Majus, Sidi Khelifa (Bouficha) ;
- Aphrodisium, Cap Africa, Jemma, Alipota, (Mahdia), avec cothon rectangulaire ;
- Pupput, Hammamet ;
- Néapolis, Nabeul ;
- Korba, près de Nabeul ;
- Kélibia, Aspis, Clupea, Klibia, Gallipia, Cap Bon ;
- Kerkouane ;
- Carthage, port carthaginois comprenant une partie militaire (Cothon : port circulaire) et une partie marchande (port rectangulaire) ;
- Utica, Utique ;
- Hippo Acra, Hippo Diarrhytus, Hippo Dirutus, Hippo Zarytus, Bizerte ;
- Thabraca (Θάθρακα), Tabarka.

#### Algérie
- Hippo Regius, Hippone, Annaba

Gétulie sous Juba II

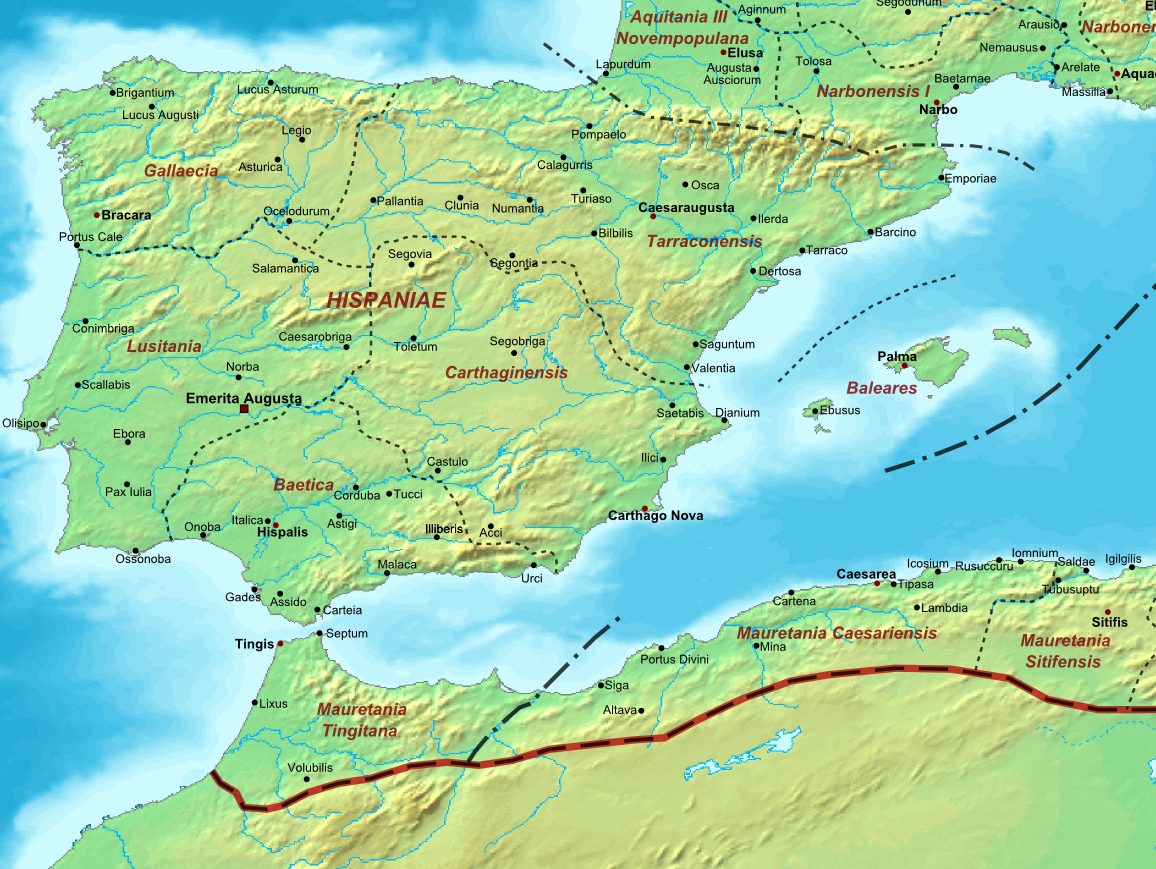
Espagne et Afrique du Nord-Ouest vers 400

- Rusicada, Rûs Ucadh , Tsaf-Tsaf, Astora (Stora), Skikda
- Dellys, Tedelles, Tedellis, Tadallas, Tadlas, Tadllis, Rous-Ousekkourt, Rusuccuru (Cap de la perdrix)
- Collo (Chullu)
- Azeffoun (Port-Gueydon)
- Igligili, (Jijel, Djidjelli (Wilaya de Jijel)
- Saldae, Bidschāya,  Bgayet, Vgaiet, Bougie, Béjaïa
- Iom/Iomnium, Tigzirt (Wilaya de Tizi Ouzou)
- Icosium, Alger
- Tipasa de Maurétanie, Tipaza
- Gunugu, Breshk, Barashk, près de Gouraya (Tipaza)
- Iol/Césarée de Maurétanie, Cherchell
- El Marsa (Chlef)
- Kertène/Cartennae, Ténès
- Kiza, Sidi Belattar
- Murustaga, Mostaganem
- Madagh, comptoir phénicien, près d'Oran
- Portus Magnus, Arzew - Bethioua
- Portus divini, Mers el-Kébir (wilaya d'Oran)
- Siga
- Honaïne
- Béni Saf et Rachgoun

#### Maroc

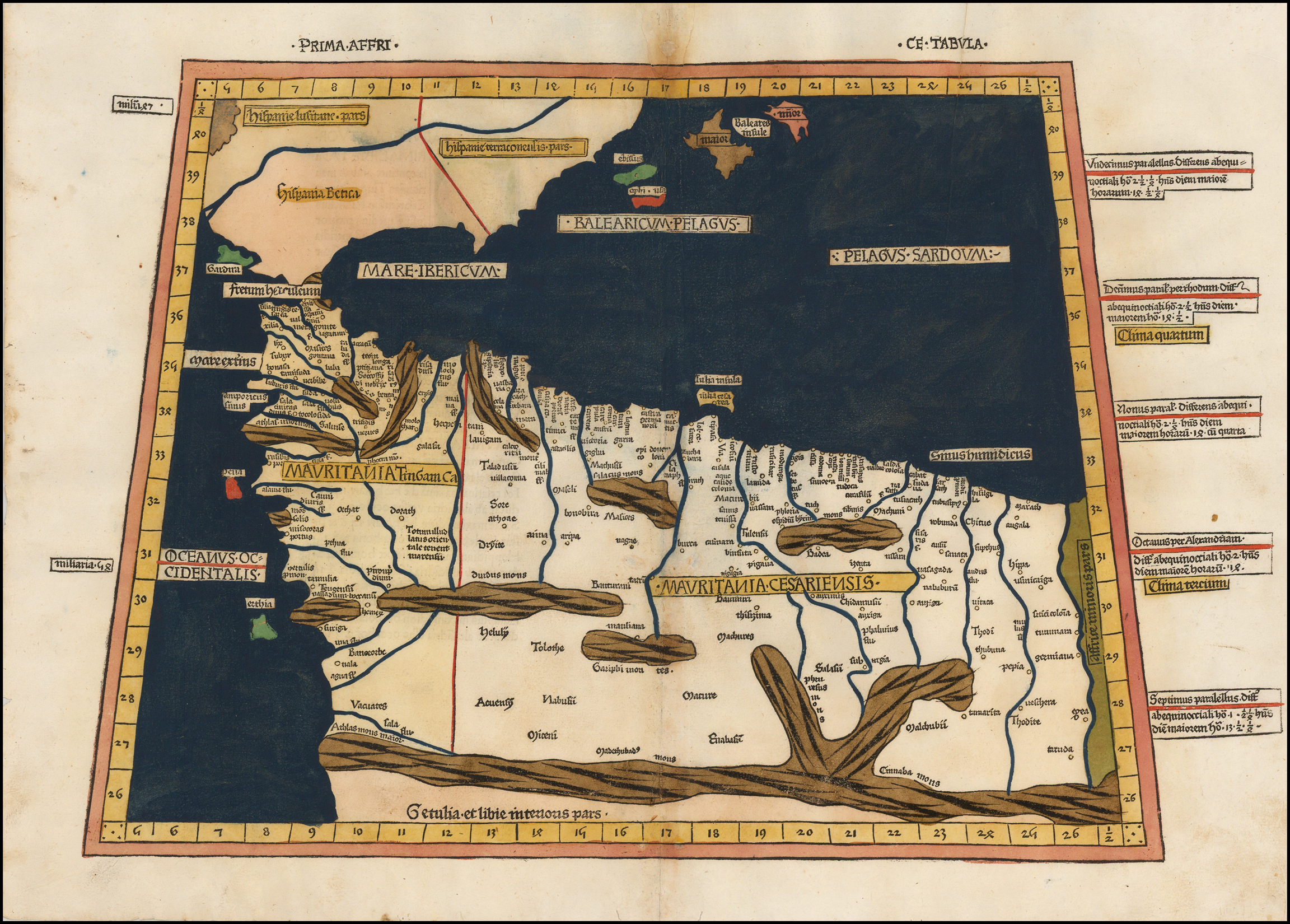
Ptolémée, Maurétanie tingitane

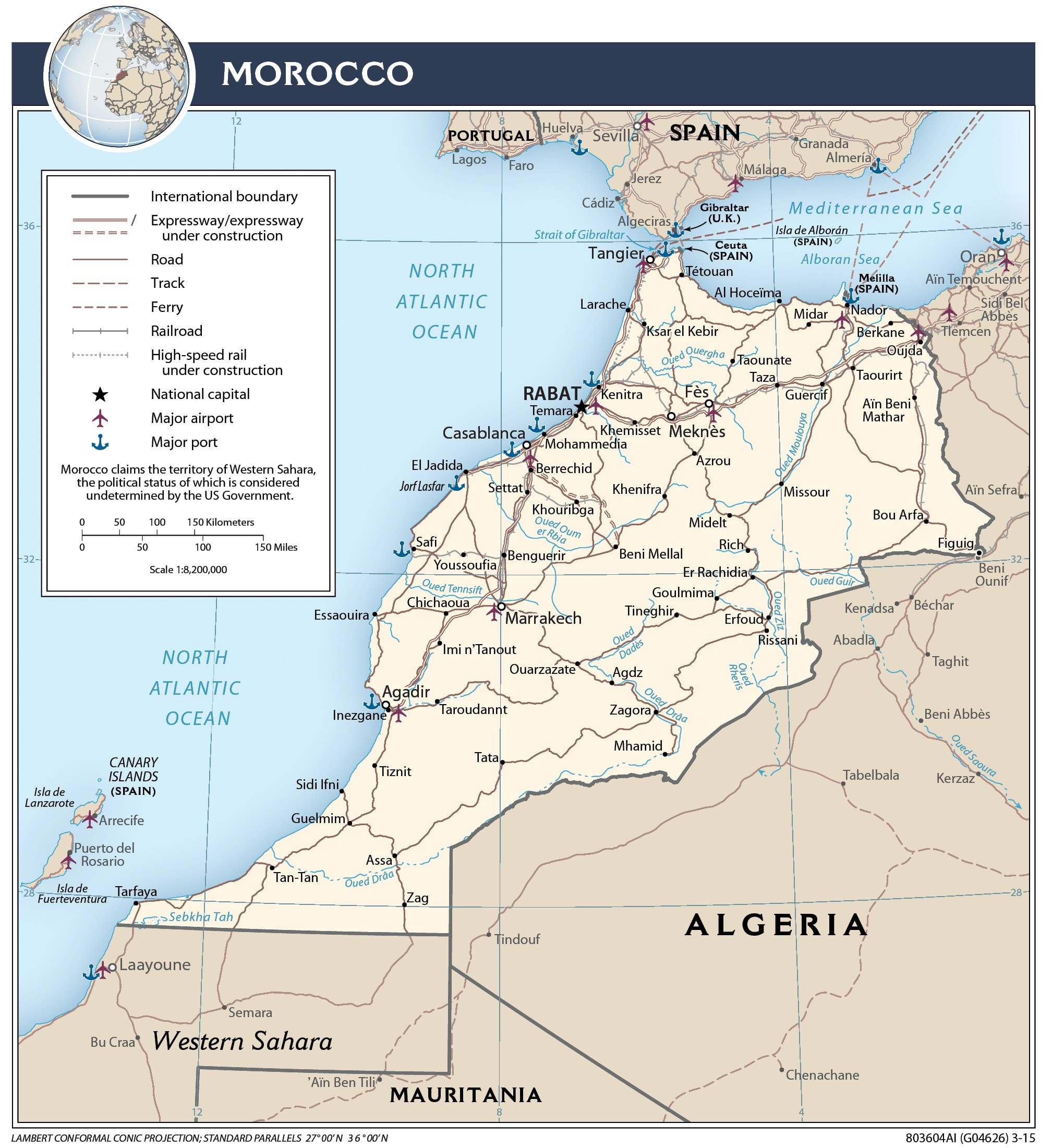
Transports au Maroc

- Liste des villes au Maroc fondées par les Phéniciens, Maurétanie tingitane
- Melilla, Russadir, Mlilt, Mřič
- Al Mazamma, Al Hoceïma, Taghzout, Taɣzut, Villa Sanjurjo, Villa Alhucemas
- Tamuda, Tittawin, Tétouan
- Ceuta, Abyla, Sebta, Septem Fratres

## Littoral atlantique du Maroc
- Tingi (en), Tinjis, Tan(d)ja, Tanger
- Sus al-Aksa, près de Tanger, port un temps radhanite
- Assilah, Zéli, Zilis, Silis
- Lixus (ville antique), Larache
- Thamusida, Kénitra
- Salé, Sala Colonia, Chellah, Rabat
- Anfa, Anafé, Anfus, Casablanca
- Azama, Karikon Teichos, Azemmour (Olivier)
- El Jadida, Rutubis, Rousibis, Rusbisis, Akra, Mazagan
- Mysocaras, Musokaras, Assafi, Safi (Maroc)
- Har Anbin, Arambys, Îles Purpuraires, dont l'Île de Mogador
- Essaouira, Arambis, Taṣṣurt
- Agadir (et Cap Ghir)
- Île de Cerné, baie de Dakhla
- Fortunatae insulae, Îles Canaries, Junonia, Ombrias, Casperia/Capraria, Pinturia/Centuria/Ninguaria/Nivaria, Planaria/Planasia/Erbania, Pluvialia/Invallis/Convallis

## Mer Noire

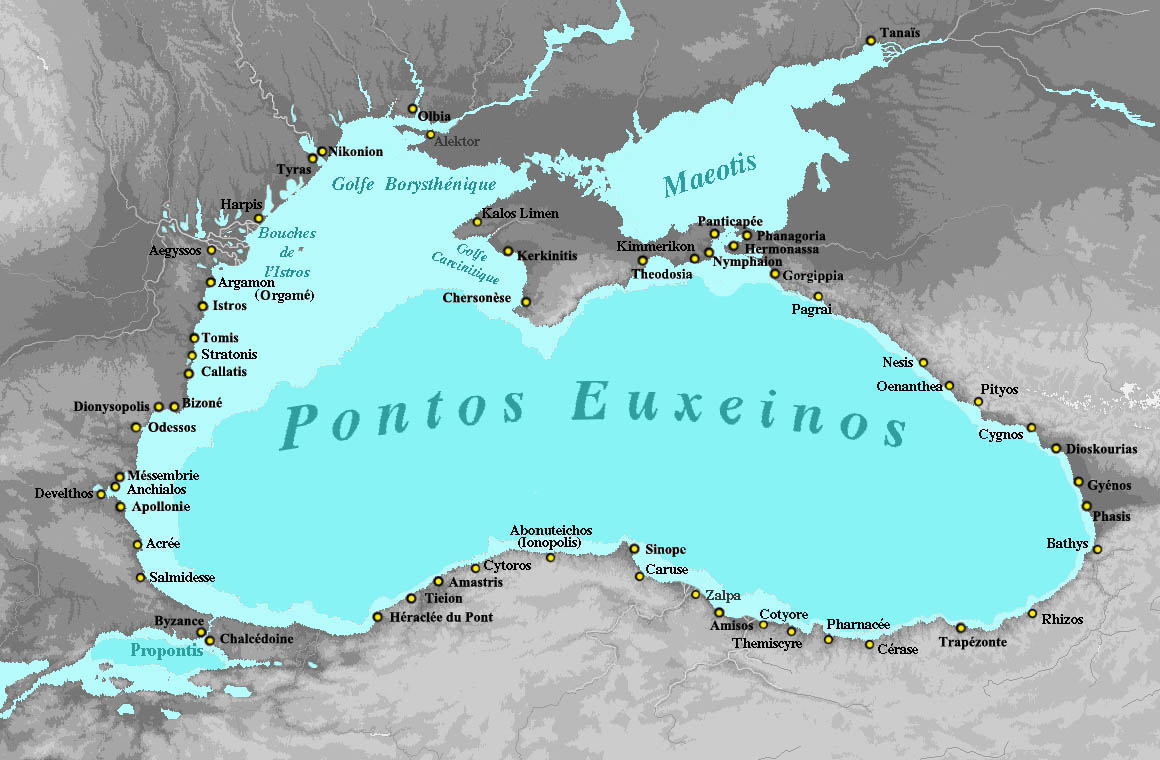
Principales colonies grecques du Pont-Euxin

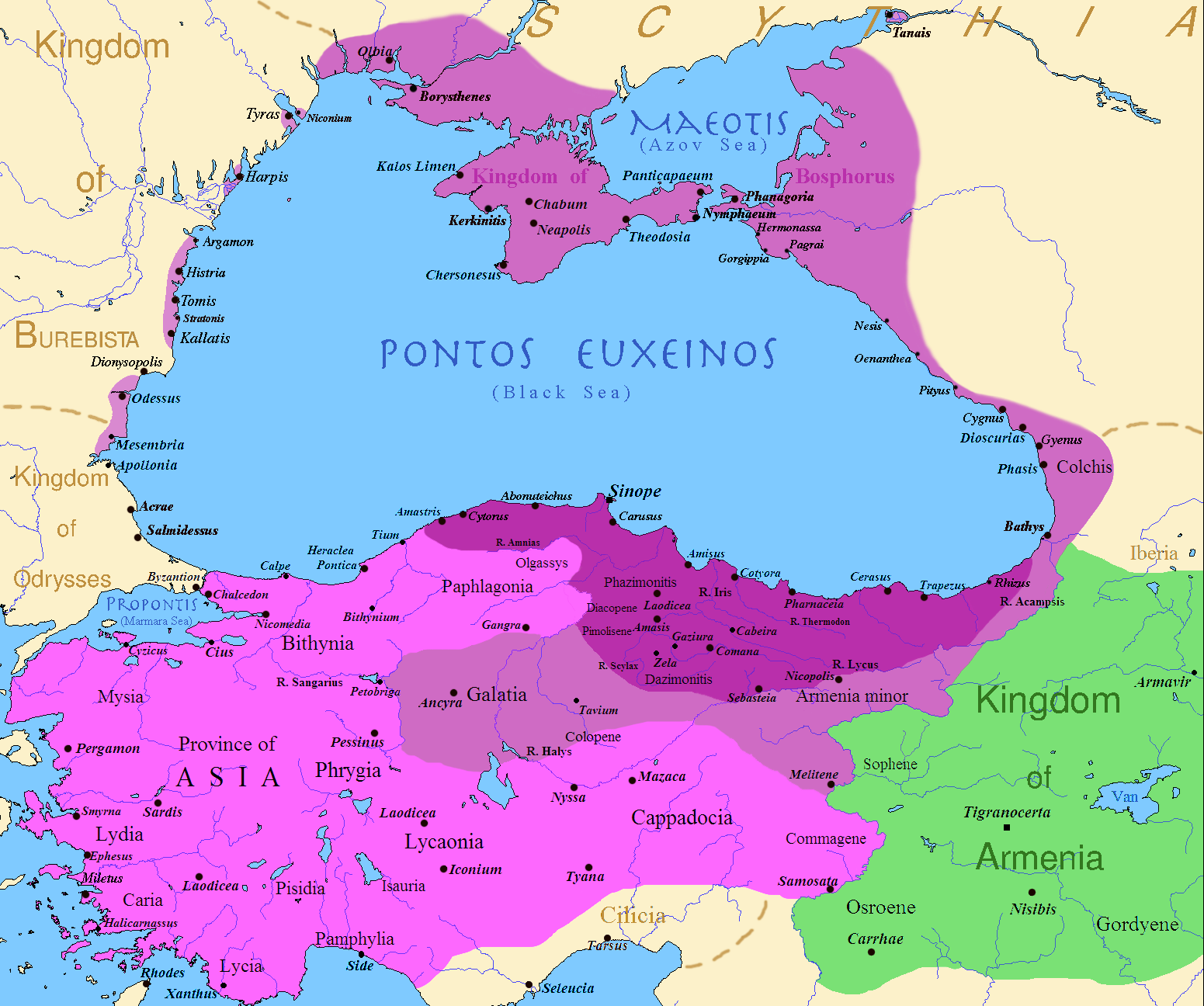
Royaume du Pont (en foncé) et empire à son extension maximale

### Côte nord de lamer Noire(Pont-Euxin),Tauride,Méotide

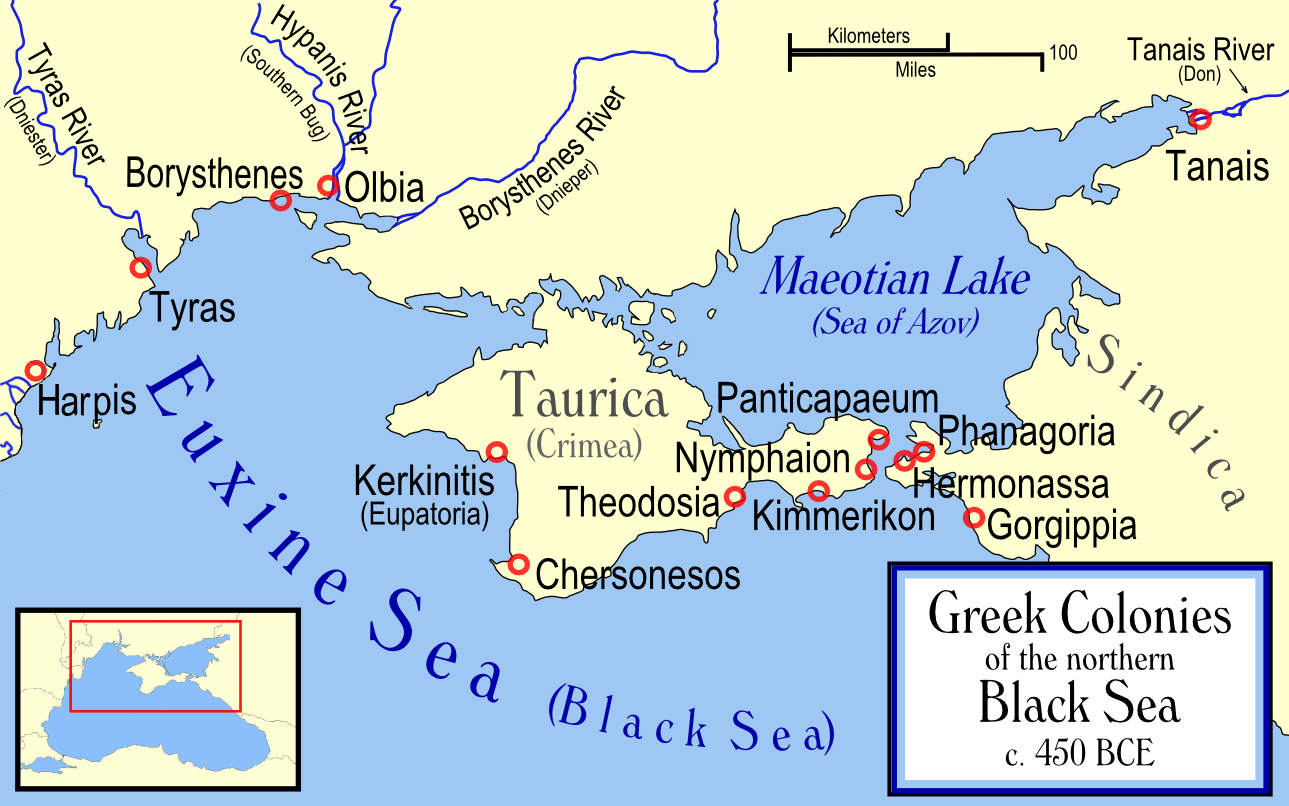
Colonies grecques antiques en mer Noire (nord)

- Cimmériens, Scythes, Sarmates, Grecs d'Ukraine, et ultérieurement route commerciale des Varègues aux Grecs
- Méotide, et bassins du Tanaïs et du Hermonis
  - Tanaïs de Sarmatie, Tanaïs (Τάναϊς), Tana, Azaq, entre Azov et Rostov-sur-le-Don
  - Phanagoria (Φαναγορ(ε)ία)), colonie milésienne, Matrega, près de Taman (Russie)
  - Hermonassa (Ἑρμώνασσα), colonie de Téos d'Ionie, près de Tmoutarakan (Samkarsh, Russie)
- Crimée, ancienne Tauride, Grecs en Crimée pré-romaine (en), Crimée à l'époque romaine (en), province de Chersonesus Taurica, royaume du Bosphore (-450 - +350)
  - Akra (en), actuellement englouti dans le détroit de Kertch
  - Charax (Χάραξ), Charax de Crimée
  - Chersonèse, Kherson, avec accès caravanier au bassin de la Volga (Rha pour les Grecs)
  - Etalita, Galita, Jalita, Yalta
  - Kalos Limen (Καλός Λιμήν, Joli Port), moderne Tchornomorske
  - Kerkinitis (Κερκινίτις), colonie d'Apollonie du Pont, Eupatoria
  - Kimmerikon (Κιμμερικόν, Cimmericum), colonie milèsienne
  - Myrmēkion (Μυρμήκιον), Myrmekion (en)
  - Nýmphaion (Νύμφαιον, Nymphaeum, Німфей, Нимфей), Nymphaion de Crimée
  - Theodosia (Θεοδοσία, Feodossija), Théodosie, colonie milèsienne, Kefe (Káffas, Κάφφας)
  - Panticapée, Pantikapaion (Παντικάπαιον, Panticapaeum), actuelle Kertch
  - Tyritaque (en) (Τυριτάκη)
- Ukraine méridionale (bassins du Borysthène et du Hypanis, Yedisan, Tauride) 
  - Olbia du Pont (πόντικη Ὄλβια, l'Heureuse / la Prospère du Pont), à l'embouchure du Dniepr, colonie milèsienne), près de Parutino (Otchakiv),
  - Alektor (Ἀληκτώρ, Alêktốr, Implacable), à l'embouchure du Borysthène
  - Borysthène[18], à l'embouchure du Dniepr, Île de Berezan, près d'Otchakiv.

### Côte Est de lamer Noire(Pont-Euxin), côtéCaucase

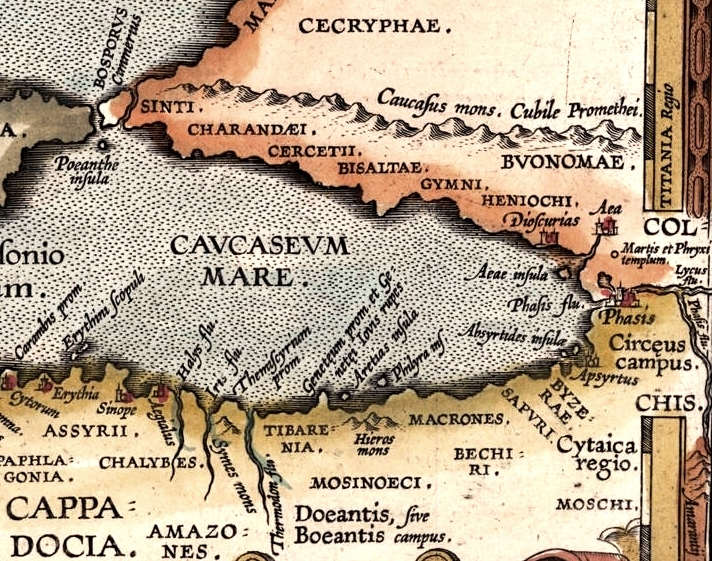
Abraham Ortelius, Carte du Voyage des Argonautes (1624)

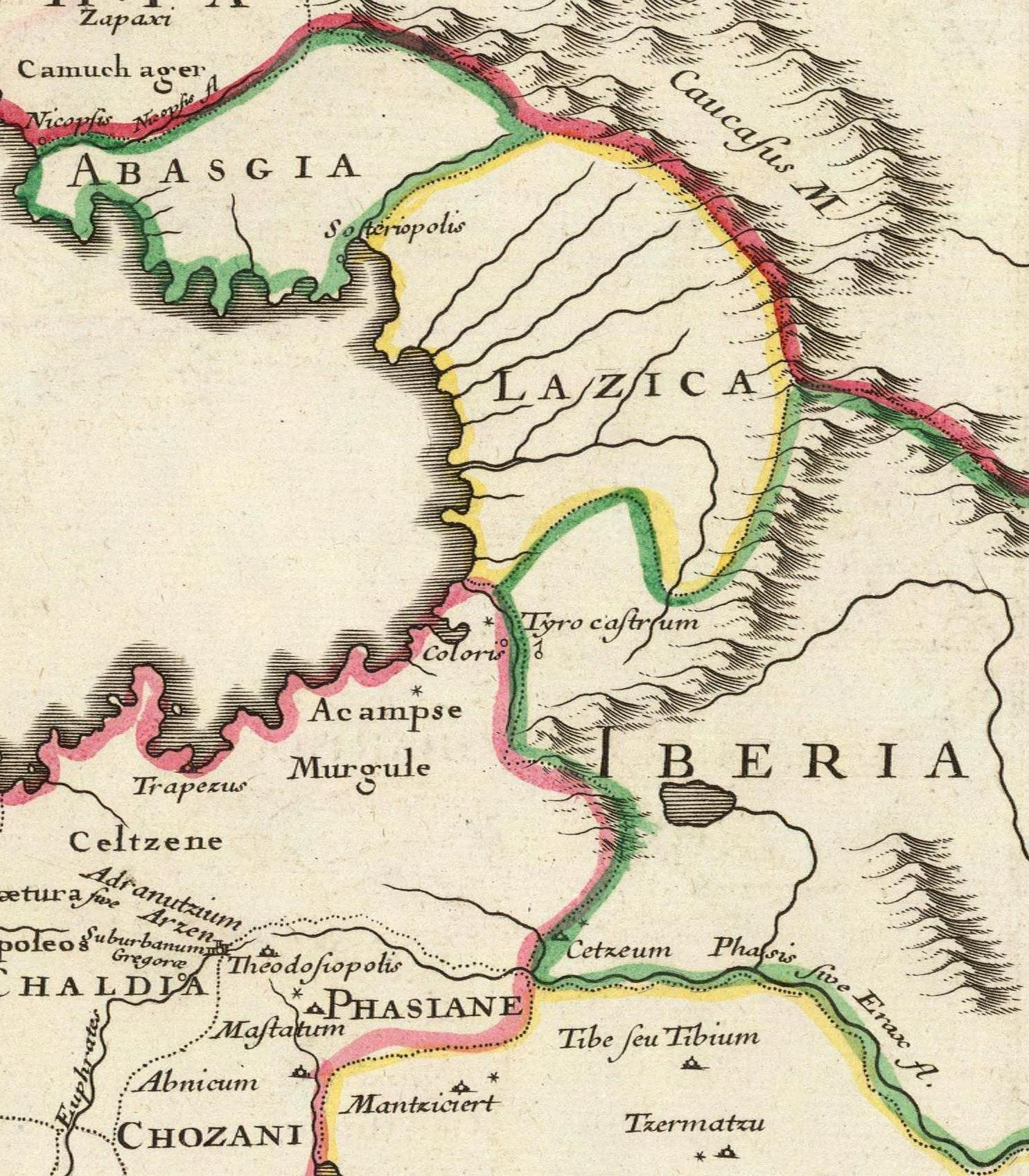
Anselmo Banduri et Guillelmo Del'Isle, Empire d'Orient, vers 1715

Voir Histoire de la Géorgie, royaume d'Ibérie, royaume de Lazique, Colchide, Adjarie, Abkhazie
- Adjarie, Géorgie
  - Apsaros (Ἄψαρος) ou Apsyrtos (Ἄψυρτος), Apsaruntos, sur le route de la soie, Forteresse de Gonio
  - Bathys (βαθύς λιμήν, bathys limēn, « port profond »), Batoum, Batoumi
- Mingrélie, Géorgie
  - Phasis (Φάσις), Poti
  - Heraclée de Colchide, Anaclia, Anarghia, Anaklia
- Abkhazie, Géorgie
  - Nouvel Athos (Nikopole, Acheisos, Anacopia, Nicopie, Absara, Psychrotika, Psyrta), (géorgien ახალი ათონი, Akhali Atoni ; abkhazien Афон Ҿыц, Afon Ch'yts ; russe Новый Афон, Novy Afon ; grec Νέος Άθως, Neos Athos)
  - Sebastopolis en Colchide, Dioskourias (Διοσκουριός), Soukhoumi
  - Guyenos, Otchamtchiré
  - Goudaouta (?)
  - Pityus (Πιτυοῦς, Pityuntos, Pitiount, Pitsounda
  - Triglite (Τριγλίτη), Nitica, Gagra
- Kraï de Krasnodar (Russie), ancienne Circassie, avec en arrière les Adyguéens
  - Layso, Atlar, Adler (Russie) (?)
  - Sotchi, pays des Zygiens, Hénioques
  - Nicopsis (en), Nicopsie, Touapsé.

### Côte Ouest de lamer Noire(Pont-Euxin),Harpianie,Scythie mineure,Mésie,Thrace
- Ukraine, Moldavie, Roumanie, Bulgarie et Turquie
  - Bassin du Tyras (Ukraine) : Tyras (Τύρας) ou Ophiusa (Οφιούσα), colonie milésienne en pays des Tyragètes, sous la forteresse de Cetatea Albă aussi connue comme Maurocastro (en)
  - Bouches de l'Istros et bassins du Pyretos et de l'Hiérasos (Ukraine, Roumanie)
    - Reni, Galați
    - Lykostomo, Chilia Veche (κελλία Chilia)
    - Lykovrisse, Aliobrix, colonie d'Héraclée pontique, Izmaïl (Ізмаї́л)

  - Scythie mineure (Roumanie, Bulgarie)
    - Classis Flavia Moesica
    - Orgame (Όργάμη), Argamum
    - Istros (Ἴστρος), Istropolis (Ἰστρόπολις), Histrie pontique, colonie milésienne
    - Tomis, Kōnstántia (Κωνστάντια), Constantatiana, colonie milésienne, Tomoi (de) (Τόμοι, Τόμις), actuelle Constanța
    - Kallatis (colonie d'Heraclée Pontique), Callatis
    - Dionysopolis (Διονυσόπολις), Krounoi (Κρουνοί), actuelle Baltchik

  - Thrace bulgare 
    - Odyssos (Ὀδυσσός), Odessos, Odesopolis (Ὀδησόπολις), Varna
    - Anchialos
    - Messembrie (Μεσημβρία, Μεσαμβρία, Месембрия)
    - Bourgas, Develthos (Πύργος, Pyrgos)
    - Apollonie pontique (Аполония Понтийска), Sozopol

  - Thrace turque
    - Salmidesse.

### Côte Sud de lamer Noire(Pont-Euxin),Asie mineure,Anatolie,Pont
- Sud-Ouest : Bithynie
  - Nicomédie, Izmit

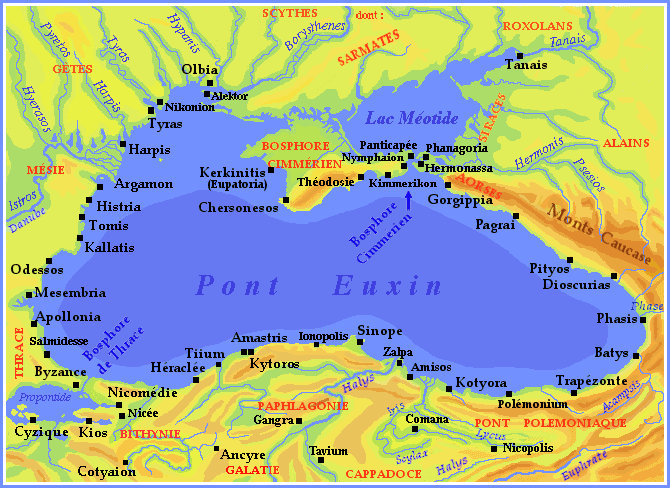
Cités grecques du Pont Euxin.

  - Nicée, Elikore, Ankore, Antigonei, İznik
  - Apollonie de Mysie (de), près de Bursa
  - Kios, Cius, Prusa ad Olympum, actuelle Bursa
  - Chrysopolis, actuelle Üsküdar
  - Chalcédoine, actuelle Kadıköy
  - Héraclée pontique (Ἡράκλεια Ποντική, Heraclea Pontica), Ereğli, Zonguldak
- Sud-Centre : Paphlagonie
  - Sesamos, Amastris, actuelle Amasra
  - Gangra, Germanicopolis, actuelle Çankırı
  - Sinopè, Sinop (ville)
  - Kastra Komnenon, Kastamonu
- Sud-Est : région du Pont
  - Amisos (cité) (de), Amisós (Αμισός), Is Amisson, [eí]s Am[p]s-únta (Σαμψούντα : Sampsúnta), Samsun (ville)
  - Kotyore (Κοτύωρα), Ordu, Altınordu
  - Cerasus (Κερασοῦς), Kérassonte (Κερασούντα), Giresun
  - Trapeza (Tραπεζούς, Τραπεζούντα), Trapezus, Trébizonde, Trabzon
  - Hyssus (en) ( Ὕσσος), Hyssi portus, S(o)usarmia (Σουσάρμια), Sousourmaina (Σουσούρμαινα)
  - Pharnakeia (de) (Φαρνάκεια, Φαρνακία), à 50 km de Trabzon
  - Athénée du Pont (Atina)
  - Rizios (῾Ρίζιος ποταμός), R(h)izius, Rhizaeum, Rize
  - Anaksoupê, Hupati, Hopa (Artvin).

## Mer Caspienne

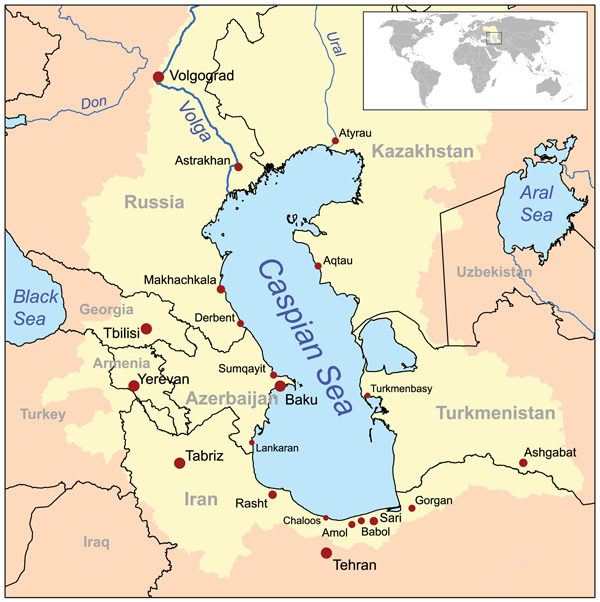
Bassin caspien

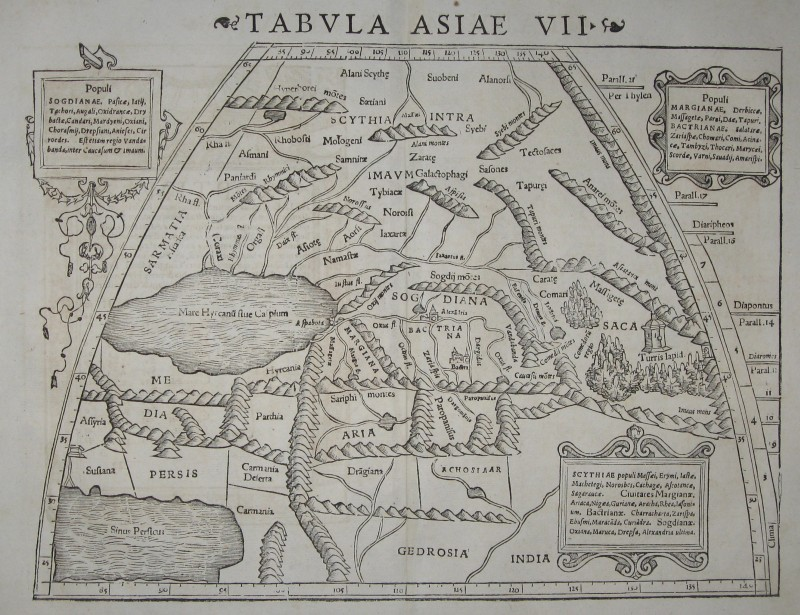
Sebastian Münster, Géographie (Ptolémée) (1552)

- Liaisons caravanières, par Tbilissi et Erzurum : route de la soie et (ultérieurement) route commerciale de la Volga
- Astrakhan, embouchure de la Volga ;
- Delta et bassin de l'Oural ;
- Derbent ;
- Balanjar (en) ;
- Samandar (city) (en) ;
- Makhatchkala, Tarki (Daghestan, Russie), et delta et bassin du Terk ;
- Bakou, capitale de l'Azerbaïdjan et plus importante ville de la Caspienne ;
- Lankaran (Azerbaïdjan) ;
- Babol, province de Mazandaran, Iran ;
- Racht (Iran) ;
- Anzaluy, Anzali, Anzalazh, Anshan-e Pars, Bandar-e Pahlavi, Bandar-e Anzali
- Sari, capitale de la province de Mazandaran, Iran (ancienne Hyrcanie) ;
- Türkmenbaşy (précédemment Krasnovodsk), Turkménistan ;
- Atyraou, Kazakhstan ;
- Aktaou (précédemment Chevtchenko), Kazakhstan ;
- Itil, ancienne ville khazare.

## Europe, hors du bassin méditerranéen

### Portugal

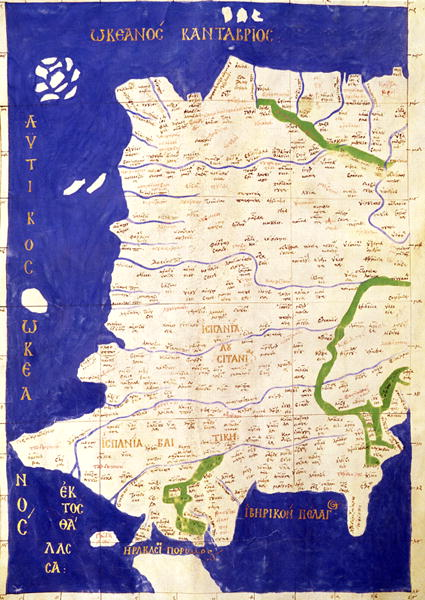
Côte ouest de la péninsule ibérique, d'après Ptolémée.

- Implantations romaines au Portugal (catégorie et catégorie sur Wikipédia en portugais), Via XIX, toponymes romains au Portugal (pt)
- Balsa, Tavira (Algarve)
- Vilamoura, Ruines romaines de Cerro da Vila (Algarve, Loulé)
- Ossónoba (pt), Faro (Algarve)
- Lacobriga, Lagos (Algarve)
- Albufeira (Algarve)
- Portimão et Alvor (Algarve)
- Sagres (Vila do Bispo), près du Cap Saint-Vincent (Algarve)
- Sinus, port de la civitas de Mirobriga Celticorum, Sines (Alentejo)
- Setúbal (Aletnejo/Estrémadure)
- Salacia, Alcácer do Sal (Alentejo)
- Olisipo (Allis Ubbo), Felicitas Julia, Ulishbona, Lisboa, Lisbonne
- Caldas da Rainha (Centre, Estrémadure)
- Nazaré (Centre, Estrémadure)
- Figueira da Foz (Centre, Coïmbra)
- Conimbriga, Condeixa-a-Nova (Centre, Coïmbra)
- Aeminium, à 15 km au nord de Conimbriga, Coimbra
- Aveiro (Nord)
- Porto, Cale (Nord)
- Portus Cale (Nord)
- Matosinhos (Nord), Leixões (Nord)
- Póvoa de Varzim (Nord)
- Viana da Foz do Lima, Viana do Castelo (Nord)

### Espagne du nord-ouest:Galice,Asturies,Cantabrie,Pays basque

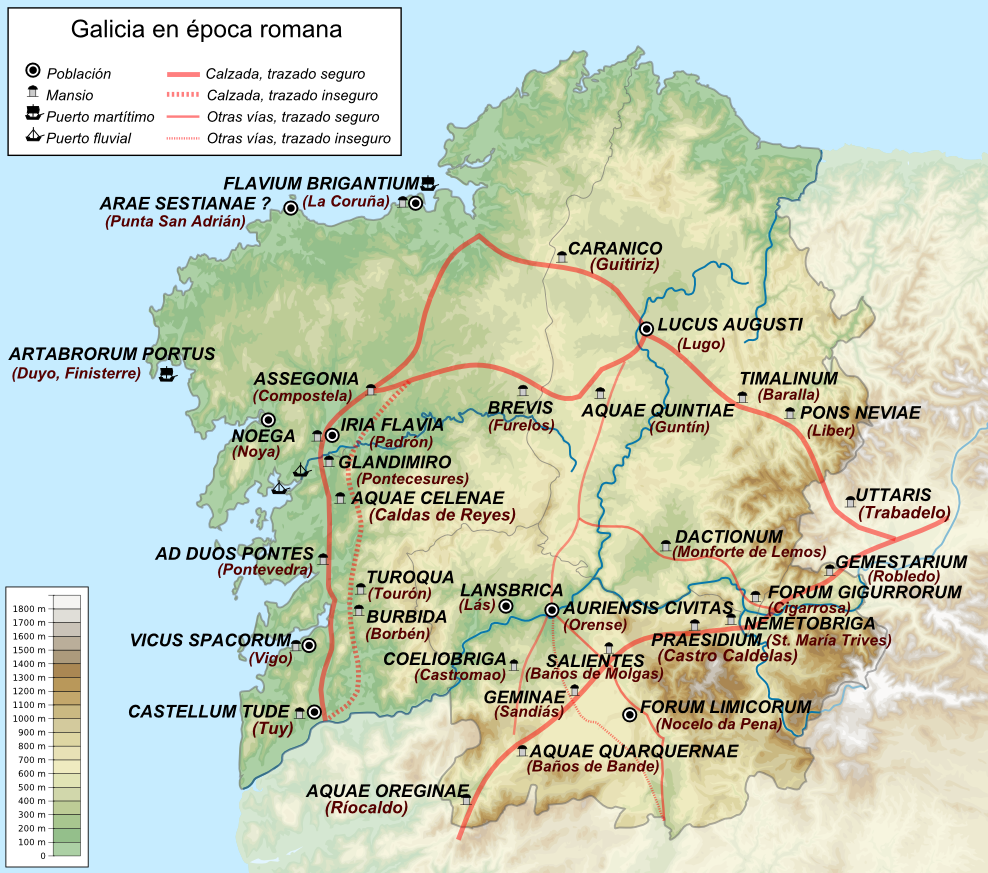
Implantations romaines en Galice

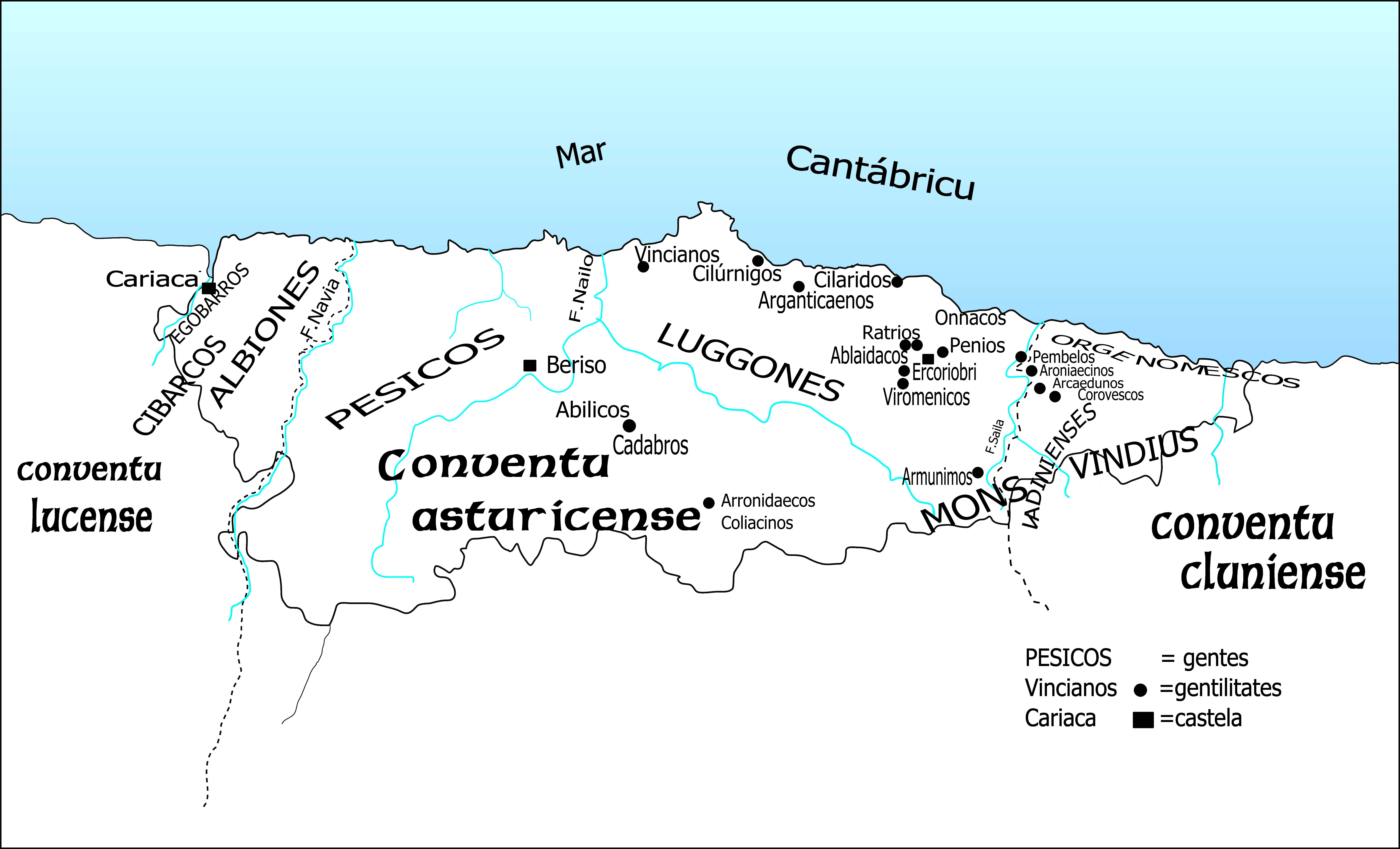
Les Asturies à l'époque romaine

- Villes romaines de la péninsule ibérique (de)
- Cités romaines en Espagne (catégorie et catégorie sur Wikipédia en espagnol)
- Vicus, Vigo
- Farum Brigantium, La Corogne : Tour d'Hercule, seul phare romain encore en activité (68 m de hauteur).
- Gijón (Xixón), port d'El Musel
- Villaviciosa
- Colunga
- Lucus Asturum (es), Lugo de Llanera (es)
- Portus Victoriae Iuliobrigensium (es), Sancti Emetherii , Santander (Espagne)
- Asturica Augusta, Astorga
- Amanun Portus, Bilbao
- Irun

### France: façade atlantique etManche

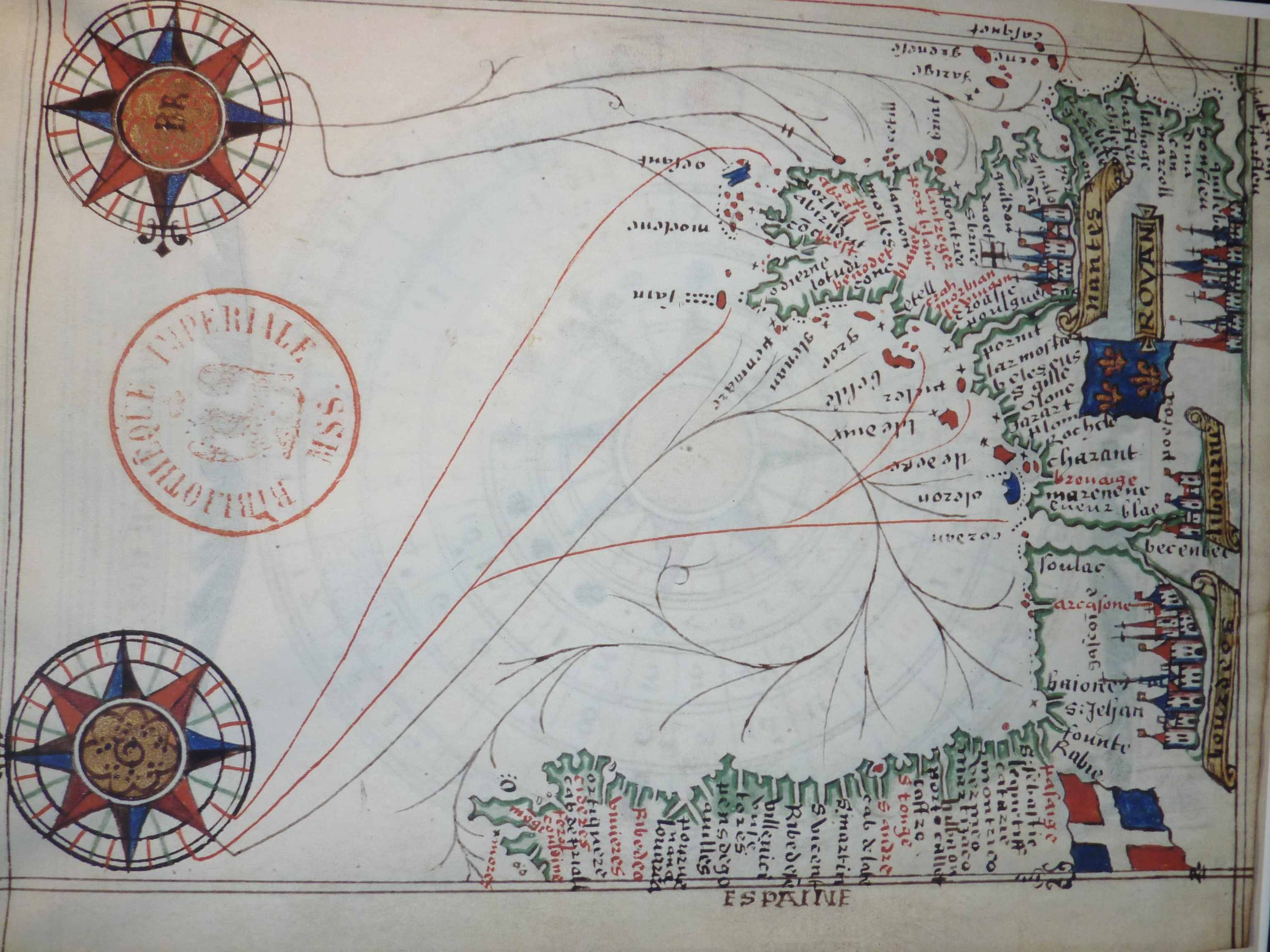
Portulan de 1548

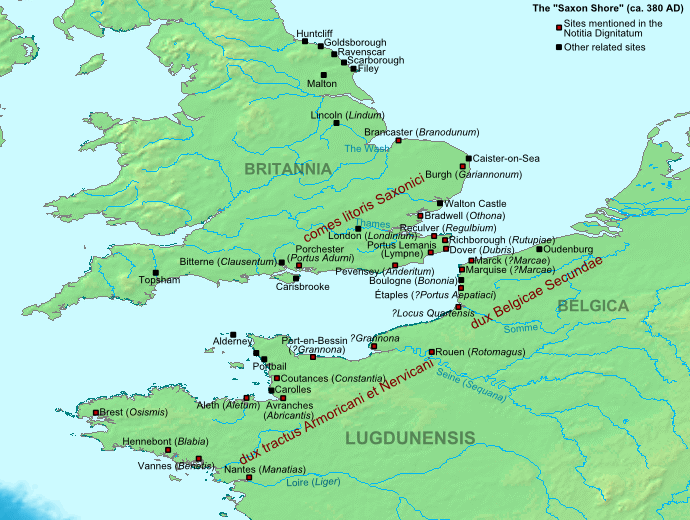
Côte saxonne ou Litus Saxonicum

- Ville gallo-romaine, Cités gallo-romaines

#### Golfe de Gascogne
- Aquitaine protohistorique, Novempopulanie
- Bayonne
- Biarritz (Atalaye ?)
- Novioregum, Site gallo-romain de Barzan, Barzan
- Illuro, Oloron-Sainte-Marie
- Blavia (Santorum), Saintes
- Roianum, Royan
- Burdigala, Bordeaux
- Cassinomagus, Thermes de Chassenon
- Vesunna, Périgueux
- Divona Cadurcorum, Cahors

#### Armorique
- Avaricum, Bourges
- Condevincum,Manatias, Portus Namnetum, Nantes
- Armorique, Tractus Armoricanus et Nervicanus (425)
- Darioritum (Vannes), port romain en Pays Vénète
- Osismis, Bresta super Caprellam, Brest
- Aleto, Saint-Malo

#### Normandie
- Abricantis, Avranches
- Cosedia, Coutances
- Coriallo, Cherbourg-Octeville
- Augustodurum, Bayeux
- Noviomagus, Lisieux
- Stapula, Étaples
- Port de Caen-Ouistreham
- Briva Isarae, Pontoise
- Quentia, Quentovic
- Blabia, Hennebont
- Rotomagus, Rouen
- Fécamp
- Cité de Limes, Dieppe (Seine-Maritime)

#### Picardie
- Abbeville
- Portus Itius, Boulogne-sur-Mer : La Tour d'Ordre ou Tour d'Odre, phare antique, pendant de celui de Douvres, construit en 38-40 sous Caligula, s'écroula en 1644 avec la falaise.
- Calais

### Belgique et Hollande

Limes Germanicus vers 70

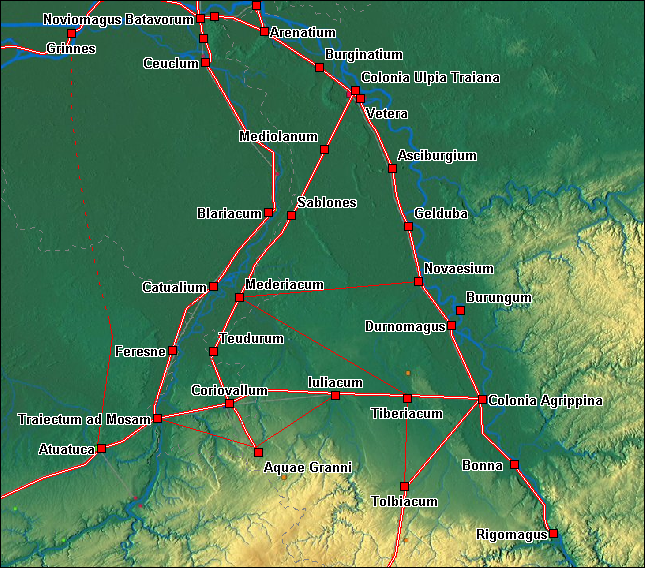
Réseau routier romain en pas Atuatuca

- Limes Germanicus, Limes de Germanie
- Liste des établissements romains en Germanie inférieure
- Les Pays-Bas à l'époque romaine (en)
- Sur le Vieux Rhin
  - Lugdunum Batavorum, Katwijk aan den Rijn, Brittenburg sur le Vieux Rhin
  - Praetorium Agrippinae, Valkenburg (Hollande-Méridionale)
  - Matilo, Leyde
  - Albaniana, Alphen-sur-le-Rhin
  - Nigrum Pullum, Zwammerdam
  - Bodegraven
  - Laurium, Woerden
  - Flenium, Flenio (nl)
  - Fletio, Vleuten
  - Traiectum, Utrecht
  - Fectio, Vechten
  - Levefanum, Rijswijk (Gueldre)
  - Mannaricium, Maurik
  - Carvo, Kesteren
  - Castra Herculis, Arnoldi villa, Arnhem-Meinerswijk
  - Duiven
- Catualium, Heel (Limbourg néerlandais)
  - Sablones (en), Venlo
  - Carvium, Herwen-De Bijland (Gueldre)
- Atuatuca Tungrorum, Civitas Tungrorum, Tongeren, Tongres (Limbourg)
- Forum Hadriani Municipium Aelium Cananefatium (des Cananefates), Voorburg, et Traiectum
- Bagacum Nerviorum, Bavay (Nord, France), Chaussée romaine de Bavay à Cologne,
- Ulpia Noviomagus Batavorum, Nimègue (Gueldre)
- Ganuenta des Frisiavons, Colijnsplaat (Beveland)
- Ostende
- Trajectum ad Mosam, [Ad] Treiectinsem [urbem], Maastricht
- Cortoriacum, Courtrai
- Velzeke-Ruddershove
- Visé

### Allemagne
- Classis Germanica
- Villes romaines en Allemagne (de)
- Liste d'implantations romaines en Germanie Inférieure (de)
- Villes romaines en Norique (de)
- Arenacum/Harenatium, Clèves-Rinderen
- Burginatium (de), Kalkar
  - Kastell Steincheshof (de)
  - Quadriburgium (de), Bedburg-Hau
- Tricensinae, Castra Vetera, Colonia Ulpia Traiana, Xanten
- Büderich
  - Calo (de), Halen (Rhin inférieur) (de), Baerl (de), Duisbourg
- Asciburgium (de), Moers-Asberg
- Rheinhausen-Werthausen (Kleinkastell Werthausen)
  - Gelduba (de), Krefeld-Gellep-Stratum
- Novaesium, Neuss-Gnadental
- Neuss-Grimlinghausen
  - Buruncum (de), Monheim am Rhein
- Durnomagus, Dormagen
- (ad) cōnfluentēs, Coblence
- Colonia Claudia Ara Agrippinensium, Cologne
- Castra Bonnensia, Bonn
  - Rigomagus, Remagen
  - Bingium (de), Bingen
  - Antunnacum (de), Andernach
  - Marcomagus, Marmagen
  - Römerlager Wesseling (de), Wesseling
  - Nida (ville romaine) (de), Civitas Taunensium (de), Francfort-sur-le-Main
  - Mediolanum (Germania inferior) (de), Geldern
- Boudobriga, Boppard
- Mayence: vestiges des quais du port antique à Mogontiacum sur le Rhin au lieu-dit "Dimesser Ort". En 1981-82 ont été découverts cinq navires militaires et une péniche, du IVe siècle, aujourd'hui préservés[19],[20].
- et d'autres sur le Main, le Neckar, la Rems, etc.
- Belgica vicus (de), Billig

Mais aussi, à l'intérieur :
- Tolbiacum, Zülpich
- Augusta Treverorum, Trèves
- Aquae Granni, Aquisgranum, Aix-la-Chapelle

Sur la mer du Nord :
- Heligoland
- Bremerhaven
- Brema, Fabirana, Phabiranum Saxorum, Brême
- Frisea borealis, Îles frisonnes septentrionales, Eiderstedt (de)
- Husum
- Fora insula, Foera, Föhr (île)
- Treva (?), Hambourg

Sur la Baltique, ou plutôt en Beltsee (de) :
- Flensbourgium, Flensbourg
- Chilonium, Kielonium, Kiel
- Lubecca, Lubeca, Lubecum, Angulus laudis, Lübeck
- Femera insula, Cimbria Parva, Fembre, Femelandia, Fehmarn (île)
- Wismaria, Wismar
- Rostochium, Rostock
- Rugia, Rügen
- Strale, Stralsunda, Stralsund
- Oppidum Gripheswald, Greifswald
- Francofortum ad Oderam, Francofortum ad Viadrum, Francofortum Marchionum, Trajecti ad Viadrum, Francfort-sur-l'Oder
- Szczecin

### Scandinavie,Øresund,Cattégatetmer Baltique

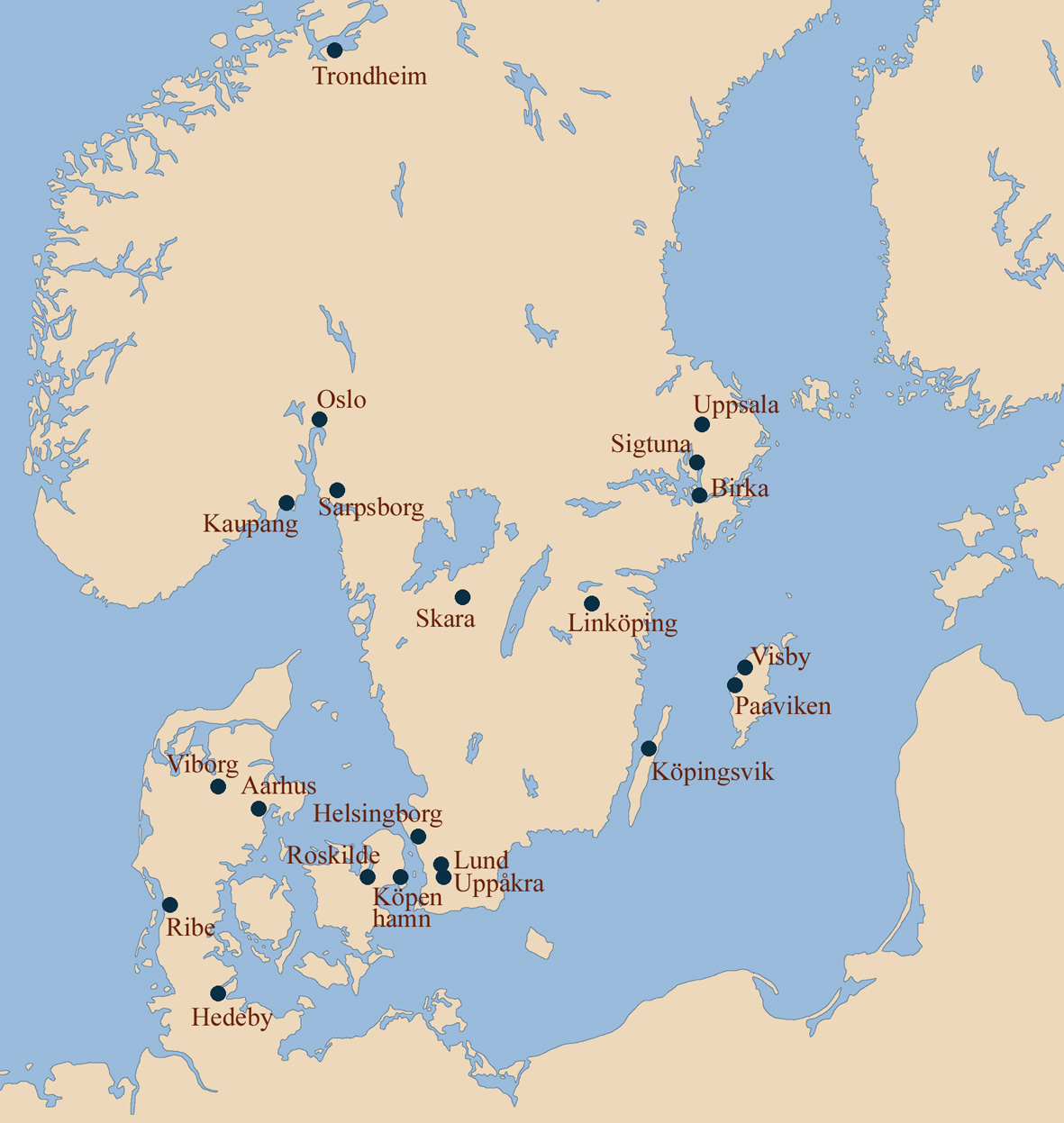
Villes vikings de Scandinavie

- Aucune trace sérieuse avant l'Âge des Vikings, la route commerciale des Varègues aux Grecs, puis la route commerciale du bois de la Baltique : liste d'épaves de bateau viking et liste des répliques de bateau viking
- Mais quelques bateaux : de Hjortspring (-350), de Nydam (300-600), de Gredstedbro (610), bateau-tombe
- Aarhus, Göteborg, Malmö, Copenhague, Nyborg, et îles
- Gotland, Visby, et autres îles
- Gdańsk, Puck, Hel, Szczecin
- Grobiņa (Liepāja, Lettonie), et autres îles
- Île de Saaremaa (Eysysla , Estonie), Tallinn (Reval)
- Garðaríki (en vieux norrois), ce qui désigne les cités fortifiées de la région de Novgorod

### Grande-Bretagne

Ports et voies romaines en Grande-Bretagne vers 150

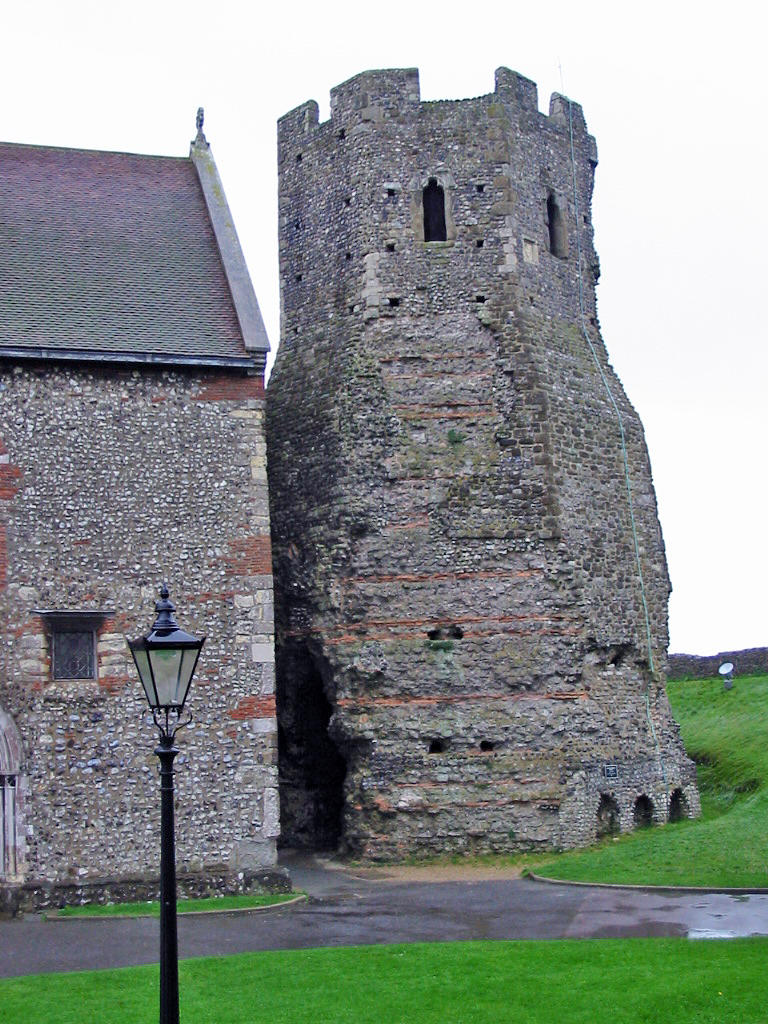
Le phare romain de Douvres (Kent)

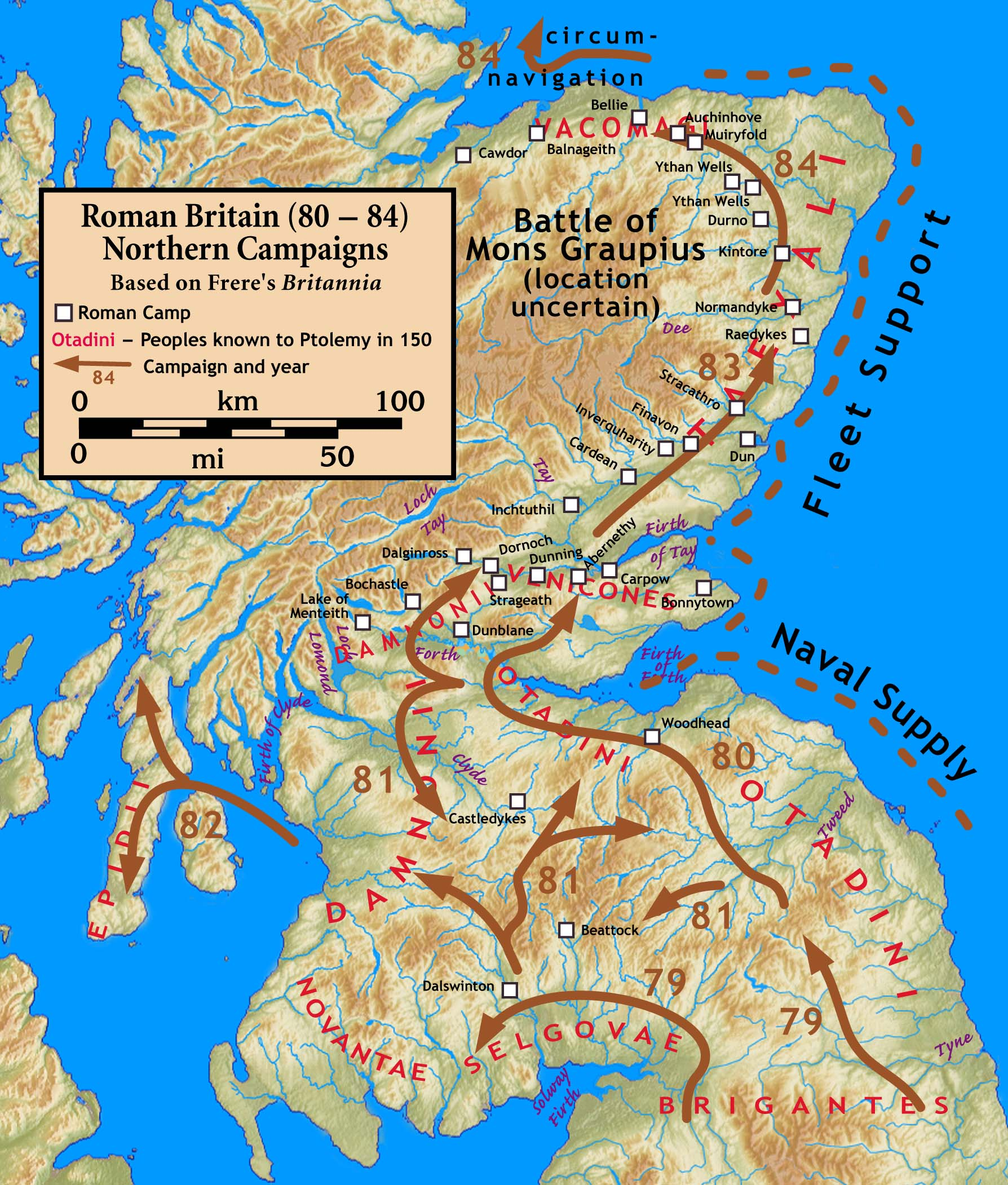
Campagnes d'Agricola en Écosse

- Classis Britannica
- Villes romaines en Grande-Bretagne (de)
- Cnaeus Julius Agricola, Frontin, Tablettes de Vindolanda
- Routes romaines en Grande-Bretagne (en)
- Liste de toponymes latins en Grande-Bretagne (en)
- Sud
  - Noviomagus Reginorum, Chichester (Royaume-Uni)
  - Calleva Atrebatum, Silchester
  - Durnovaria (en), Dorchester (Dorset)
  - Old Sarum, Salisbury
  - Douvres: phare romain très bien conservé, édifié en 43, quatre étages romains avec couronnement médiéval, 24 m de haut, inclus dans le château.
  - Château de Portchester : fort romain très bien conservé, au fond de la baie de Portsmouth.
  - Rutupiæ : port envasé, fort romain bien conservé, à proximité de Sandwich (Kent).
- Pays de Galles
  - Isca Augusta (en) ou Isca des Silures, Caerleon (pays de Galles)
  - Venta Silurum, Caerwent
  - (Glevum (en), Colonia Nervia Glevensium, Gloucester)
  - Tavium ou Bovium, Fort romain de Cardiff (en), Cardiff
  - Cillibion (?), Swansea
  - Newport (pays de Galles) (hypothèse)
  - Segontium, Carnavon, Caernarfon
- Nord-ouest de l'Angleterre
  - Deva Victrix, Chester (Royaume-Uni)
  - Mamucium, Manchester
  - Luguvalium (en), Carduel, Carlisle
- Est de l'Angleterre
  - Arbeia
  - Corbridge
  - Eboracum, York
  - Venta Icenorum, Caistor St Edmund, Norwich
  - Camulodunum, Colchester
  - Durovernum Cantiacorum (en), Canterbury
  - Portus Lemanis (en), Lemana, Lympne, près du Romney Marsh
  - Regulbium (en), Reculver
  - Clausentum (en), Bitterne (en), Southampton
- Écosse
  - Calédonie, Écosse au temps de l'Empire romain, Mur d'Hadrien, Gask Ridge, Valentia (province romaine)
  - Trimontium, près de Melrose (Écosse), Scottish Borders
  - Aberdeen
  - Inchtuthil, près de Blairgowrie and Rattray
  - Din Eidyn, ville des Votadini, Édimbourg, Midlothian

### Irlande
- Histoire de l'Irlande primitive, Irlande gaélique
- Eblana, Áth Cliath, Dublin
- Inis Sibhtonn, Inis an Ghaill Duibh, Limerick
- Sligeach, Sligo
- Probables : Cork, Tralee, Galway, Belfast

## Océan indien

### Mer Rouge

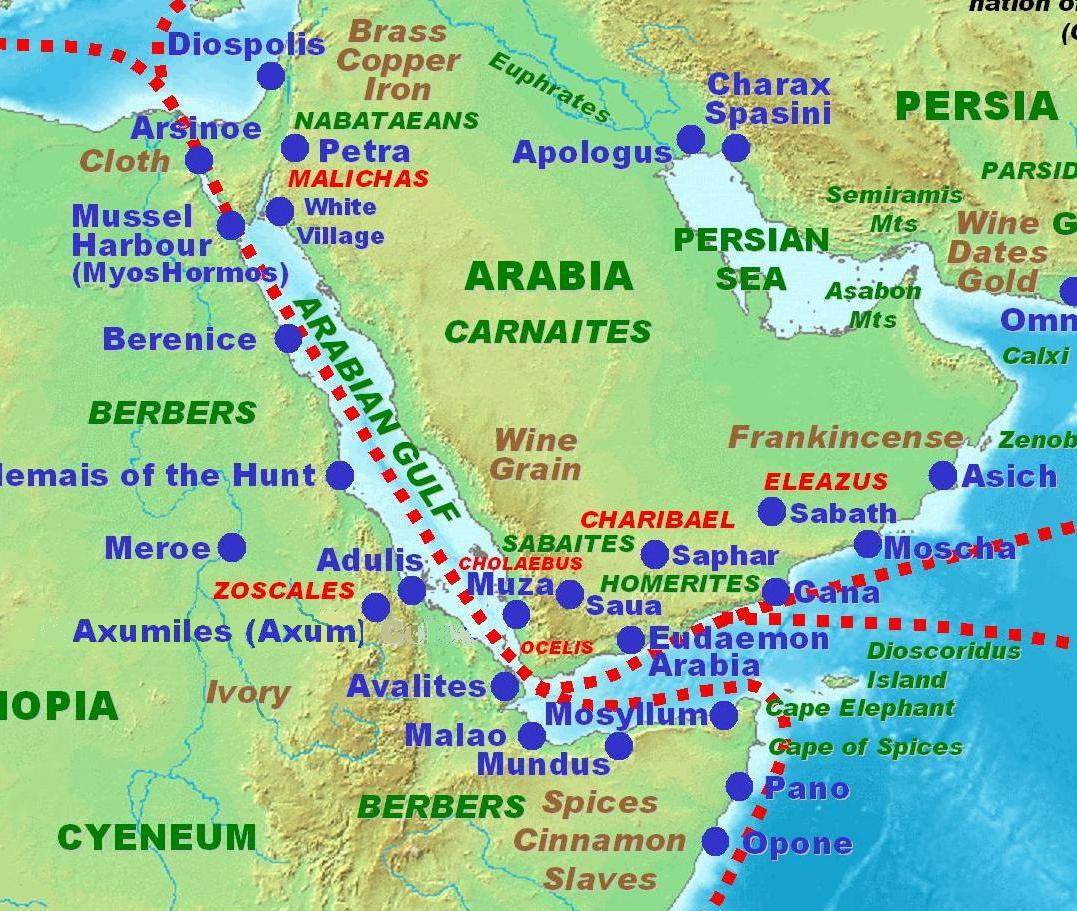
Péninsule arabique et environs, selon Le Périple de la mer Érythrée.

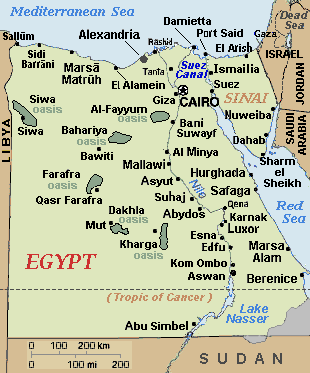
Ports (fluviaux et maritimes) de l'Égypte ancienne.

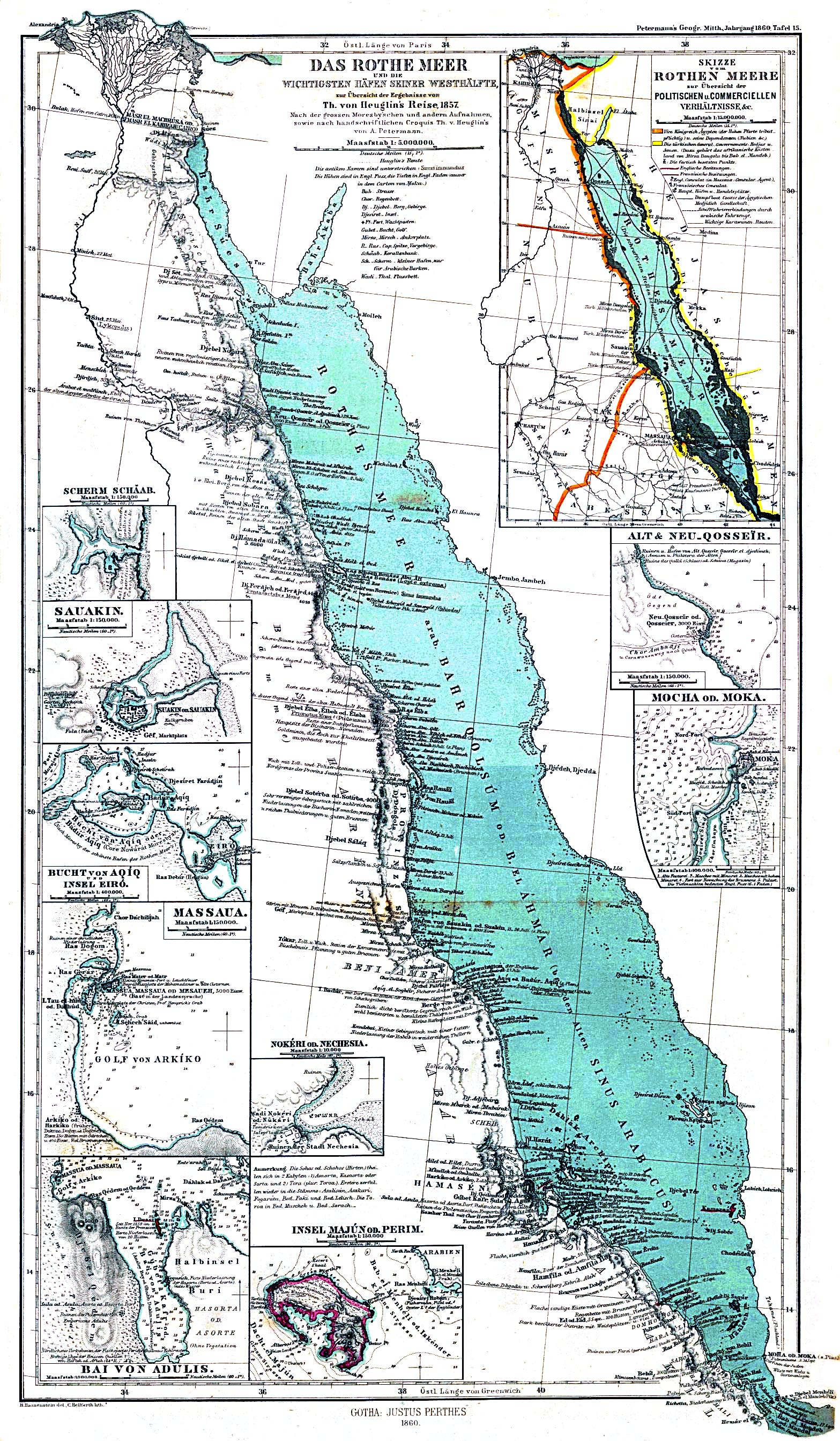
Mer Rouge, carte de 1860.

- Pays de Pount

#### Côté africain
- Canal des pharaons, Heroônpolis
- Alexandrie, Damiette ou Tamiat, Saïs, Rosette ou Rachid
- Péluse, Sin, Tell el-Farama
- Arsinoé (port antique, golfe de Suez) (en), Suez
- Marsa Alam, débouché de mines (d'or) égyptiennes anciennes
- Myos Hormos (Le mouillage de la souris), près de Qusair al-qadim, "hydreuma" près de al-Qusair
- Philôtéra (Φιλωτέρα), Philôterida (Φιλωτερίδα), découvert en 2006[21],[22], Safaga, Bur Safaga, Port Safaga
- Bérénice (Égypte), Bérénikè épi Deirès, Berenice Troglodytica, Baranis, Aila, Aelena, relié à Antinoupolis, sur le Nil par la via nova Hadriana (+137)
- Aydhab (disputé par Soudan et Égypte)
- Ptolémaïs Theron (ou Thérân), au sud de Bérénice, de situation encore incertaine, peut-être Suakin[23]
- Île de Suakin (Sawakin, Oosook, Limen Evangelis, Evangelon Portus, Port de Bonne espérance) (Soudan)
- Baadi (Soudan) (en)
- Massawa, Golfe de Massaoua (Érythrée), station maritime de Saba
- Archipel des Dahlak, mouillages, dont Dahlak Kebir
- Adoulè (Ἀδούλη), Adulis (Ἄδουλις), 40 km au sud de Massaoua, principal port du royaume d'Aksoum (roi Zoskales), en Azanie, près de Zula (Érythrée)
- Assab (Érythrée), sans doute simple mouillage
- Tadjourah (Djibouti)
- Malao, Berbera (Somaliland), sur la Côte de Barabrie, entre Bab-el-Mandeb et Cap Guardafui ou Ras Asir
- Port of Isis, Zeilah (Somaliland), rival de Berbera
- Avalites, Abalito, Bulhar, près de Zeilah (Somaliland), rival de Berbera
- Mosyllum (en) (Μοσυλλόν), Bosaso (Somalie)
- Psygmus, Psyglatus
- Daphnon Parvum
- Acana, Acannae, Daphnon Magnum,
- Mundus, Xiis (Somalie) ou Heis
- Qandala, Candala, Andala, Bender Chor, Bandar Kor, Bender Kor, Taba Tege
- Akroterion, Aronaton, Tera Aromatica
- Asich, Asichon, Ascita, Ras Asik, Cap Guardafui ou Gees Gwardafuy, Cap des Aromates, pointe de la Corne de l'Afrique, face à la grande île de Dioscoride (Socotra)

#### Côté péninsulaire
- Ezion-Geber, et/ou Aqaba-Eilat, port édomite puis nabatéen, Berenice, Ailana, Aelena, Ayla
- Myos Hormos, le mouillage de la souris, Mussel Harbour, Quseir al-Qadim
- Ophir (? ou en d'autres contrées)
- Leukè Komè, Village blanc, Wadi Ainounah, port nabatéen, Marsa Moubarak (?)
- "Philotera" (?)
- "Cherchonesus extrema" (?)
- Charnotas (?), Dahab, (Sinaï, vers Charm el-Cheikh)
- Îles Farasan
- Douba (Tabuk)
- Imaba, Iambo, Yanbu
- "Bulicas" (?), "Ghulayfiqa"
- Al Qunfudhah (en)
- Djeddah
- Jizan
- Al Nwassam
- Océlis, Okêlis, Maddabân, Shaykh Sa'id (Yémen), près de Bab-el-Mandeb
- Adedou Kome (?), Al-Hodeïda
- "Sossipi"
- Zabid
- Muza, Makhwân, vers Mokha
- île de Périm, Diodore (Διόδωρος, Diódôros) selon Pline l'Ancien, Périple de la mer Érythrée (25), et Ptolémée (IV, 7, 2, et 34)
- Îles Farasan

### Afrique de l'Est

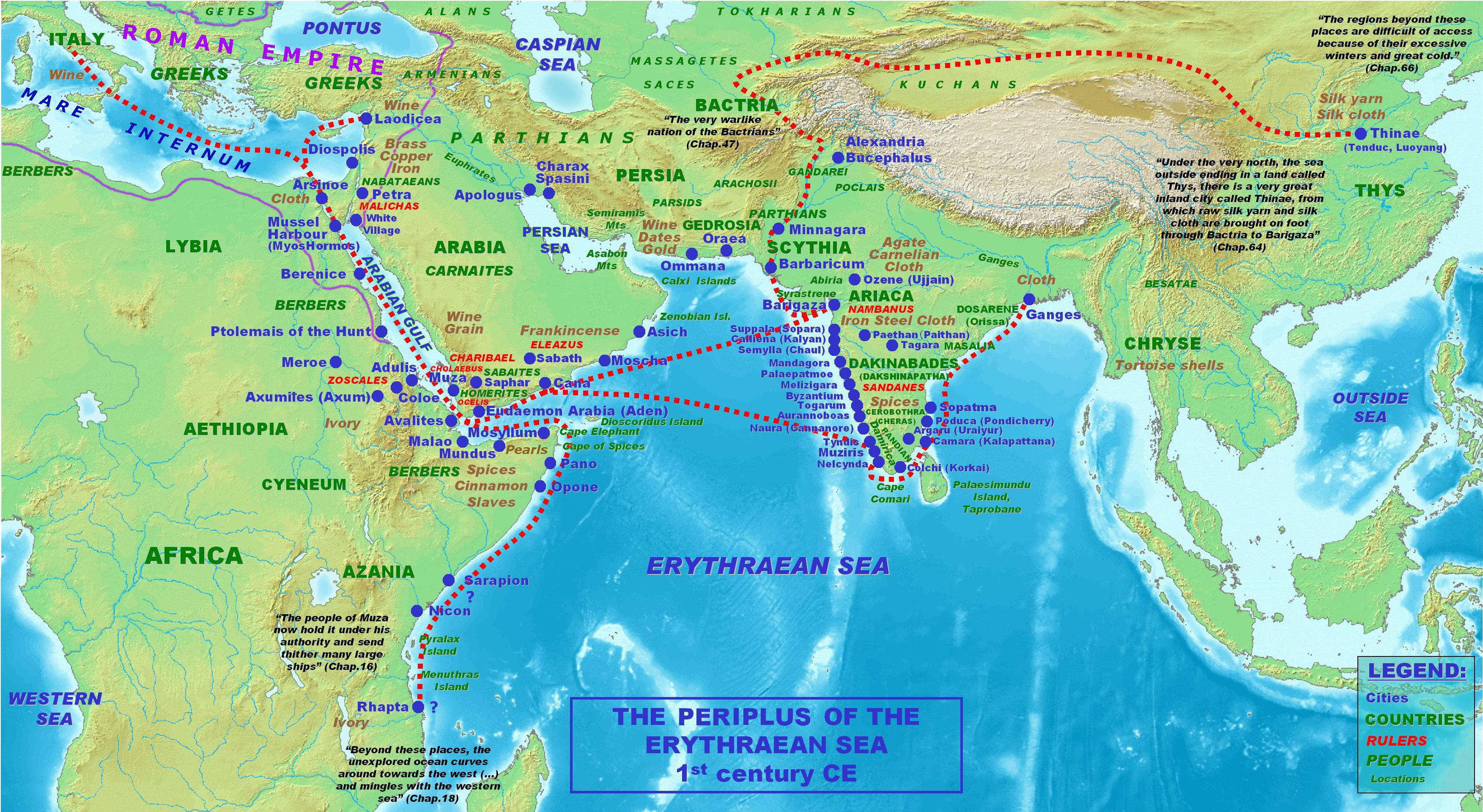
Reconstitution des routes maritimes d'après le Périple de la mer Érythrée.

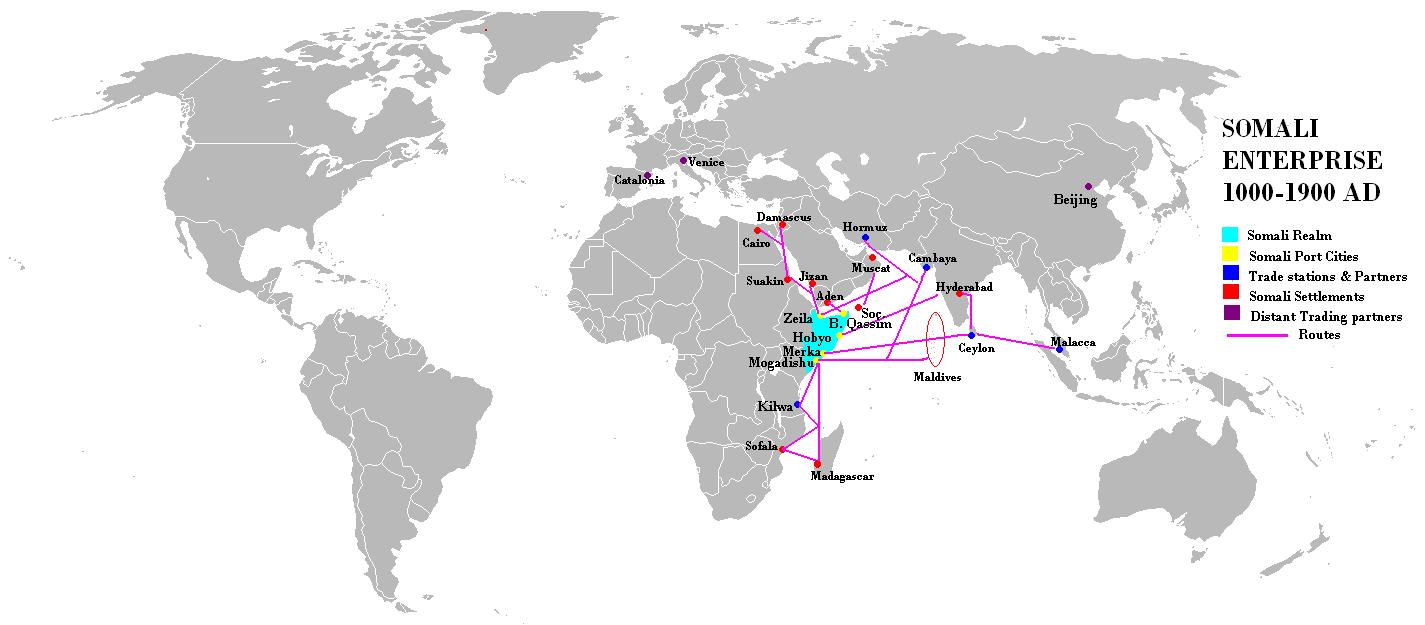
Commerce somali.

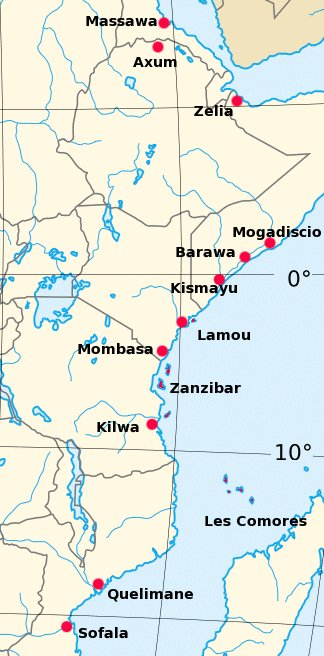
Culture swahilie.

- Côte swahilie, Azanie (Ἀζανία, Azania), Côte d'Ajan, Zanguebar, Zandj

#### Somalie
- Qandala (Pount (Somalie)), (C)andala, Bandar Kor
- Damo en Somalie (en), Calula, Cap Guardafui promontoire des aromates (en grec Αρωμάτων ἀκρτήριον)
- Botiala (en), vers Bandar Kor
- Opone, Hafun, Banna
- Hobyo (Mudug, Somalie)
- Gondershe (en), El Torre
- Sarapion, Mogadiscio (Somalie)
- Merka, Port de Merka (en)
- Essina (en) (Εσσίνα), près de Brava (Somalie) ou Barawa
- Toniki (?)
- Pyraloi (?)
- Gondal, vers Kismaayo (Jubaland, Somalie)
- Hannassa (en) (sud Somalie)
- Miandi (en)
- Brava (Somalie), Barawa, Baraawe
- Port Dunford (Nikon), Rasini, Bas Bar Balla, Miandi (Jubbada Hoose, sud Somalie)

#### Kenya-Tanzanie-Mozambique

Archipel de Zanzibar

- Archipel de Lamu : Pate (île), Pate, Manda, Lamu, Shanga
- Malindi (Mélinde), Bagamoyo
- Rhapta, Tanga, Pangani, Mombasa ou Dar es Salam
- Mbita-Rusinga, Pano (Raas Binna), Sesea, Toniki...
- Gedi (Kenya), Malindi (Kenya), Ukunda-Msambweni
- Kilwa Kisiwani et Songo Mnara (Tanzanie), 280 km au sud de Dar-es-Salaam
- Menouthias ( Μενουθιάς), Mafia (Mafiaco), Pemba, Unguja, Zanguebar, Zanj, Zinj, Archipel de Zanzibar, débouché caravanier bantou gogo et zaramo
- Île de Mafia
- Archipel de Kilwa, îles de Kilwa Kisiwani, Songo Mnara (célèbres plus tard, par le puissant Sultanat de Kilwa)
- Prasum, Mtwara (?)
- Quélimane (débouché caravanier bantou makua, marché swahili d'esclaves également, ville fondée par des marchands musulmans d'Oman, sans doute sur un ancien port)
- Sofala (Mozambique), ville fondée tardivement sur un site commercial et/ou portuaire intéressant (mines d'or) de l'Empire du Monomotapa (Grand Zimbabwe)
- Île de Mozambique, Inhambane, Chibuene (en)
- Histoire de l'archipel des Comores

#### Madagascar
Les migrations humaines, austronésiennes et africaines, sont assez anciennes.
Les relations commerciales anciennes avec l'Afrique et les Comores demeurent mal connues.
Il existe suffisamment de baies pour permettre des relations suivies.
L'archéologie côtière malgache reste à établir.

### Péninsule arabique: côte du sud-est
D'ouest en est (Yémen, Oman) :

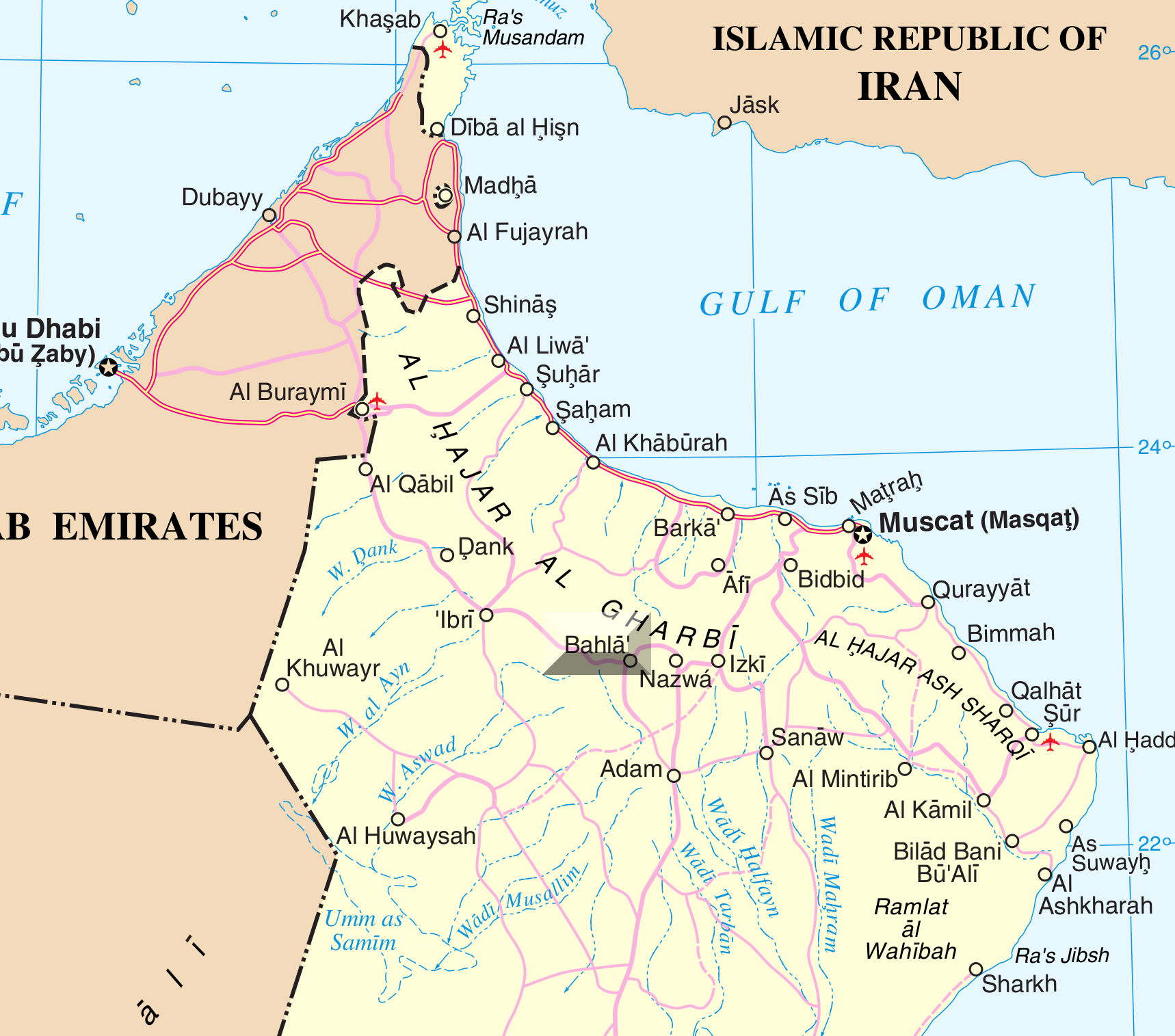
Côte actuelle d'Oman.

- Dioscoride, Archipel de Socotra, île de Socotra : Panchaia, Hajriya, Abd al Kuri, Darsah, Samhah...
- Eudaemon Arabia, Adane, Aden
- Zinjibar
- Abisama, Ambisama, Ebisma (?)
- "Gana", Canë ou Qana, Qâni’, Bir Ali (Yémen), ancien port de Al Moukalla
- Shihr
- Trulla, Tralla (?)
- Sharma (port de la côte d'Hadramaout) (en)
- Tretos, Pretos (?)
- Salalah, Bosara (?)
- "Syagros"[25]
- "Moscha Limèn", Khor Rori (Dhofar, Oman), Samharam
- "Trulla Limèn", "Trêtos Limèn"
- Asichon (?), Asikh (?) (Oman ?)
- Îles Zenobios, Kura Maria

### Golfe Persique (delta et péninsule arabique)

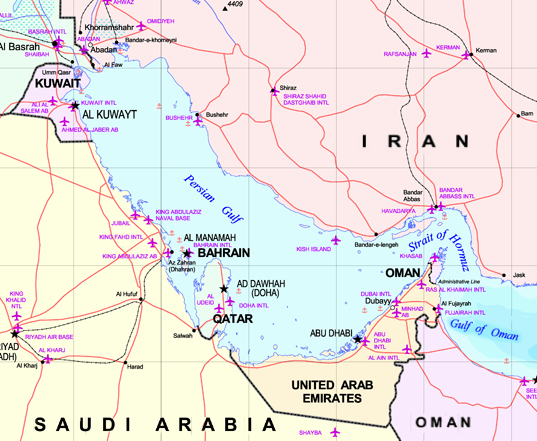
Golfe Persique 2000.

- Liste des îles du golfe Persique (en)
- Apologus, Al-Ubulla (en), à l'est de Bassorah (Irak), peut-être Az Zubayr
- Charax Spasinou ou Karaks Spasinu, capitale du royaume de Characène, à l'embouchure du Tigre et de l'Euphrate, sur la Route de la soie
- Térédon, Teriton, Diritotis, Didotis
- Failaka (civilisation de Dilmun)
- Itamos, Tamus, Grèn, Mina Doha, Kuwayt, Koweït
- Al-Jubayl, Dosoriyah, Jabal Berri, Gerraicus Sinus
- Tarut (civilisation de Dilmun)
- Qal'at al-Bahreïn, Bahreïn (civilisation de Dilmun), Manama, Tylos, Tyrus (?)
- Gerrha, à 80 km au nord-est de l'oasis d'Al-Hassa, anciennement partie de la culture de Dilmun, actuellement dans la province occidentale, Ach-Charqiya (Arabie saoudite)
- Île d'Al Khor (en) (Qatar), Taboca, Cadara (?)
- Culture d'Umm Al Nar (en) (Abu Dhabi)
- Oumm al Qaïwaïn
- Rhegma, Regama
- Asabon, Asaborum, Maketa, Mane, Cap Maceta, Péninsule de Moussandam
- Port Leupas, Liwa
- "Cryptus Portus" (Port caché), "Amithoscuta", Mascate
- "Organa", "Jarun", Ormuz
- "Omanah", "Ommana", Sohar (Oman)
- Sour (Oman)
- Kitab-ı Bahriye (1511-1521, Piri Reis)

### Golfe Persique (Iran)
- Province iranienne de Bouchehr

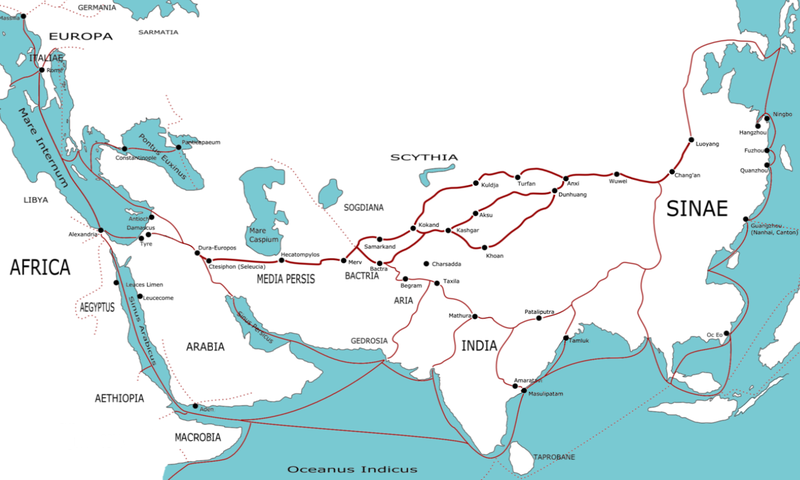
Route de la soie vers +100.

  - Siraf, port sassanide, Tahir(i) (Pur), Bandar Siraf (en)
  - Liyan, Antiochia in Persis (Ἀντιόχεια τῆς Περσίδος, Antiócheia tês Persídos), Beh Ardasher, Bukht Ardashir, Bouchehr
  - Bandar Kangan (en)
  - Riv e Ardashir, Rey-shahr, à 10 km au sud de Bouchehr
  - Bandar-e Deyr (en) (autrefois à forte implantation juive, peut-être radhanite)
- Province iranienne d'Hormozgan
  - Bandar-e-Hormoz, port sassanide
  - Kharg (île de) (Inscription achéménide de l'île de Kharg (en)), implantation nabatéenne et nestorienne
  - "Arakia", Arakata, Ghiss, Kich (île de)
  - Qechm (île de), implantation élamite, Alexandria, Abarkāvān,
  - Sirri (île de)
  - Larak (île de)
  - Bandar Abbas, important port perse et séleucide, Hormirzad, Comorão, Gamron
- Province iranienne Sistan et Baloutchistan
  - Bandar Beheshti, "Tiz", Tchabahar, selon Afzal al-Din Kermani (en)

### Sous-continent indien
- Liste des noms latins des villes d'Asie

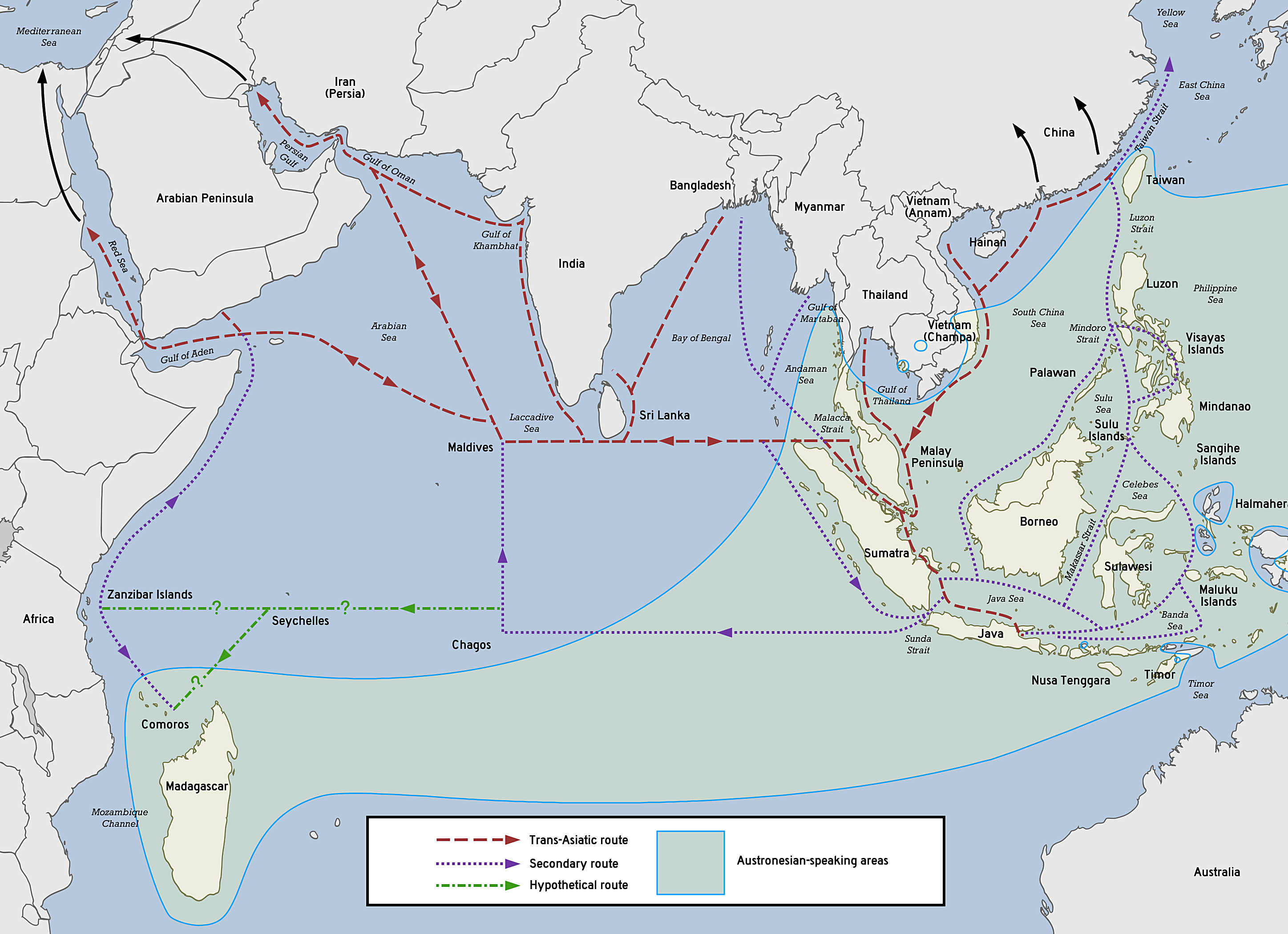
Routes maritimes de l'Océan Indien ancien

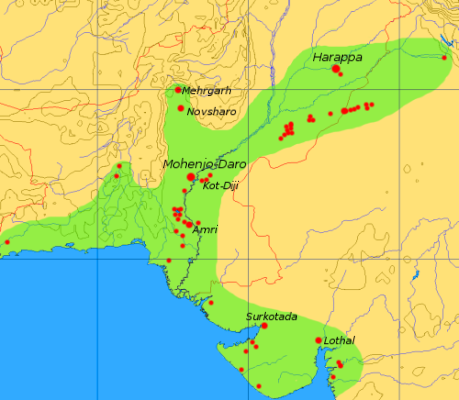
Civilisation de l'Indus

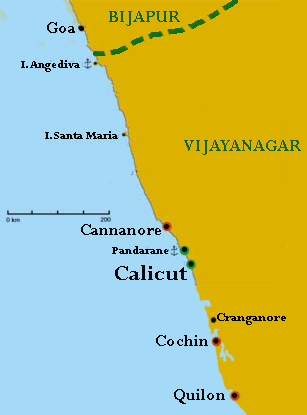
Carte simplifiée du Kerala côtier à l'époque de Cabral (1500).

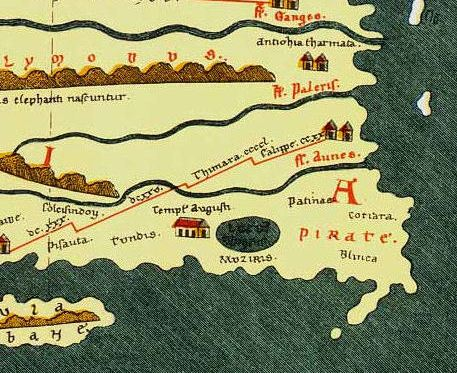
Table de Peutinger : Muziris (et Temple d'Auguste)

#### côte nord-ouest (d'ouest en est)
Autrefois régions connues comme Gédrosie et/ou Magan/Makran :
- Baloutchistan (Pakistan)
  - baie de Gwadar, 450 km à l'ouest de Karachi : Kophas/Kophanta/Gophanta, Barna/Barada, Zorombos
  - Pasni (en)
  - Carmina, Karmine
  - Kabyla, Kalama Kolpos, Khor Kalmat (en)
  - Oraea (en), port d'Ormara
- Sind (Pakistan)
  - Debal (Thatta)
  - Barbarikon (en), à peu près Karachi (Pakistan), et Banbhore
  - Alexandrou Limen, Portus Macedonum, Morontobara, Gynaikon Limen, Marogomatrae (?) Rhapraua (?)
  - Minnagara, ancien port maritime scythe
- Gujarat (Inde)
  - Surkotada (en), vers Meluhha
  - Civilisation de la vallée de l'Indus : Lothal, Kot Bala (en), Malwan (en), Rangpur...
  - Mandvi, Mandawi (District de Kutch)
  - Diu, île de Diu, longtemps colonie portugaise (dès 1509)
  - Bhrigukachchha, Bharakuccha, Barigaza, Bharuch, Bargosa, Baroche, à l'embouchure du fleuve Narmada
  - Golfe de Cambay avec deux fleuves (Narmada et Tapti) et les différents ports : Baruch, puis Campay, Surate, Bhavnagar, Daman (Archéologie marine en Golfe de Cambay (en))

#### côte occidentale (mer d'Arabie), du nord au sud
- Suppala, Sopora, peut-être Ophir (Aparanta (en)) (Côte de Konkan)
- Calliena, Heptanesia, Thana, peut-être Kalyan, partie nord de Bombay (Mumbai)
- Semylla, Sennylla ou Chemulaka, Chaul (en) (Maharashtra), (Côte de Konkan), 56 km au sud de Mumbai-Bombay
- Vasai
- Bankot (en), Bankot fort (en) (Maharashtra)
- Palaepotmae, Dabhol
- Melizigara, Jaigarh
- Goa
- Byzantium, peut-être Vijayadurg
- Togarum, peut-être Devgad taluka (en) ou Devgarh (Maharashtra)
- Nitrias, Mangarouth, Manjarur, Mangalapuram, Mandagora, Mangalore, Mangaluru (Karnataka)
- Aurannoboas, Tyrannoboas, Bugmuntjur, Malvan ou Maha-lavana
- Naura, ou Kolathunadu, Cannanore ou Kannur (Kérala)
- Thalassery (Kérala)
- Tyndis (en) (Kérala)
- Pattanam (en) (Ernakulam, Kérala)
- Muziris, peut-être Cranganore, Kodungallur, sur le fleuve Periyar, détruite en 1341, remplacée par Cochin (Inde) (Kerala)
- Bakarè, Limyrikè
- Nelcynda (en) (Nelkynda), Parumala (en) (royaume Ay, Kerala)
- Kalaikaris : Kozhikode,Calicut, Kalikat, avec Kadalundi et Ponnani (Kerala)

#### Maldives
- Malé...

#### Île deTaprobane,Tambapanni, Palaisimoundou, Salike,Serendip,Ceylan,Sri Lanka
- Kudiramalai (en), Manthai (en), Mahathir, Mahathitha, (Mannar, nord), peut-être Tarsis/Tarshish
- Galle, Gimhathiththa, Odoka, Qali, Gaalla[26]

#### côte orientale (Golfe du Bengale), du sud au nord

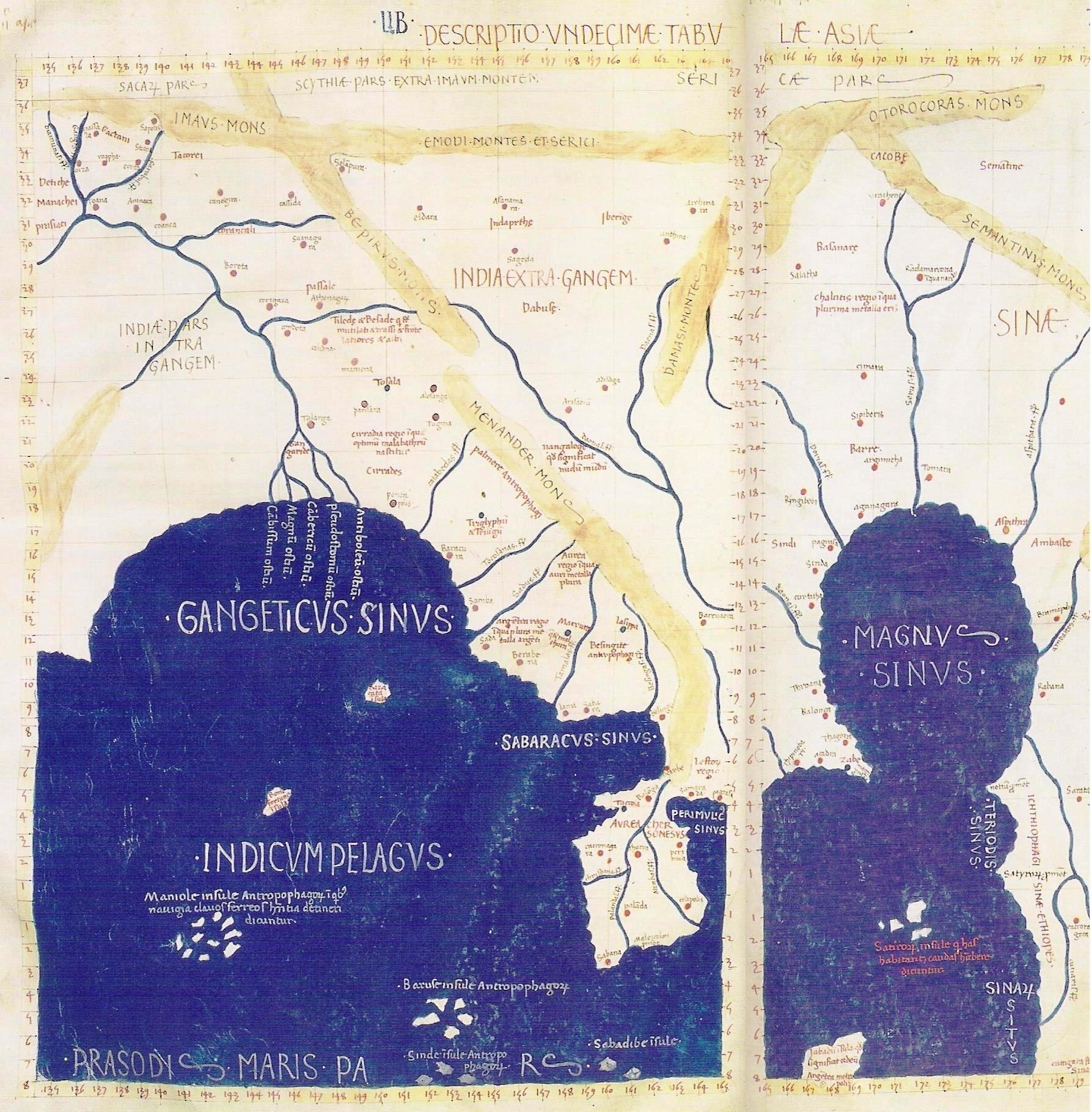
British Library Harley MS 7182, d'après Claude Ptolémée :, Golfe de Thaïlande, mer de Chine méridionale.

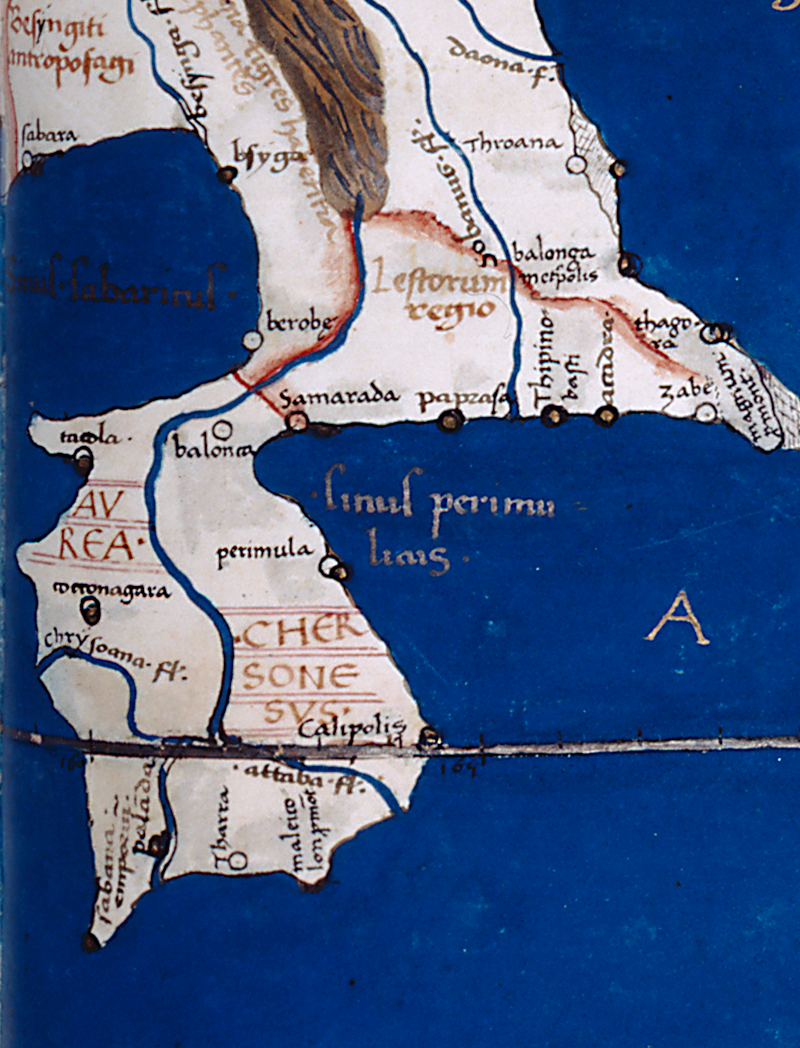
Chersonèse d'Or.

- Colchi, Kolchoï, Korkai (en) (District de Thoothukudi)
- Camara, en pays tamoul Tamilakam (en) ou Thamizhagam
- Argaru, peut-être Uraiyūr, Uraiyur (en) près de Tiruchirappalli
- Cuddalore
- Poduca, Poduke, Podoukè, vers Pondichéry, sans doute à confondre avec le suivant
- Arikamedu, vers Pondichéry, sur la rivière Ariyankuppam
- Vedapuri, Mylapore, Chennai, ancien Madras (Tamil Nadu)
- Visakhapatnam (Andhra Pradesh)
- Sopotma, Sopotama, Sopatma[27] Marakkanam (en) (Tamil Nadu)
- Masalia, Maisolia, Masulipatnam, Machilipatnam (Andhra Pradesh)
- Dasarna (Orissa)
- Tamluk (Bengale), Tamralipti
- Ganges (port antique hypothétique), Chandraketugarh (en), vers Calcutta (Bengale)
- Sada, peut-être Chittagong (Bangladesh)

## Extrême-Orient

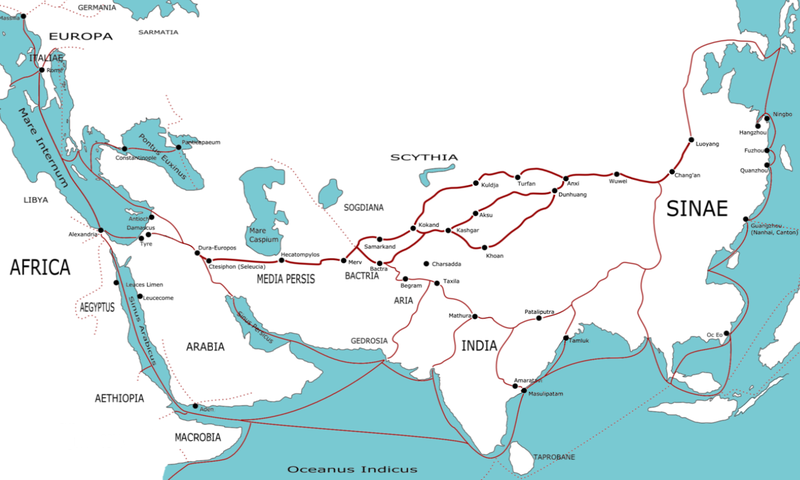
Principales « routes commerciales » au Ier siècle, et de -500 à +500.

### Asie du Sud-Est

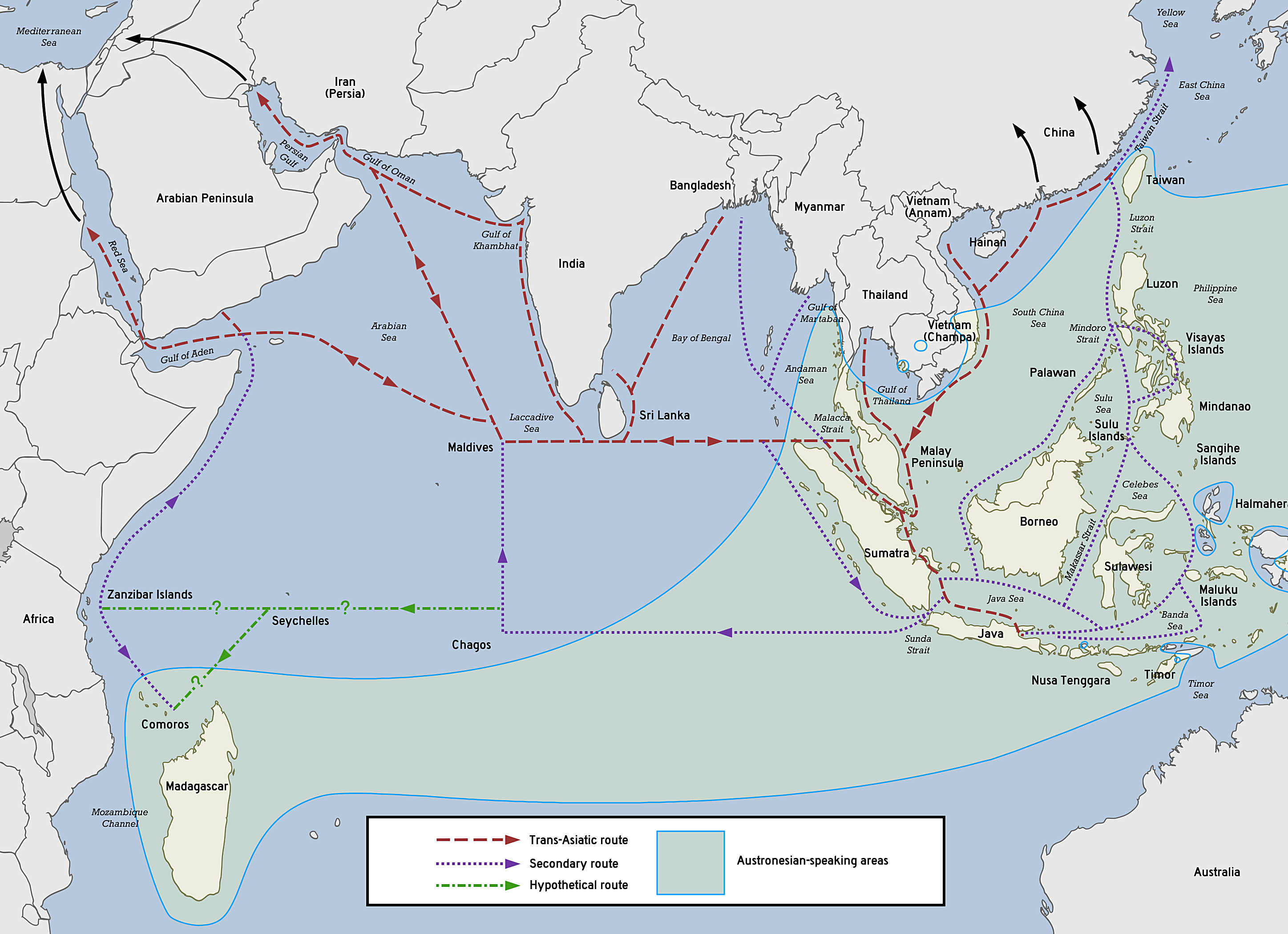
Réseaux commerciaux dans l'Océan Indien (ancien).

#### Birmanie
- Temala, dans la partie occidentale du delta de l'Irrawaddy

#### Péninsule Malaise
- Chersonèse d'Or (Χρυσῆ Χερσόνησος, Chrysḗ Chersónēsos)
- Malaka, Malacca (État)
- Suvarnabhumi
- Takola, Konkonagara, Sabara / Sabana, Tharra, Palanda, Kalonka, Kole polis, Perimula...
- Temasek, Singapour

#### Péninsule indochinoise
- Kampong Som, Sihanoukville (Cambodge)
- Óc Eo (delta du Mékong, sud ouest Vietnam), Kattigara (royaume du Fou-nan)
- Prey Nokor, Cholon, Saïgon, Hô Chi Minh-Ville (Cochinchine française, Sud VietNam)
- Nha Trang (centre sud VietNam)
- Indrapura, Da Nang, Hué (centre VietNam)
- Hạ Long (nord VietNam)
- Haïphong (Tonkin), Hanoï (nord VietNam)

#### Indonésie
- Kalapa, Jakarta
- Magelang
- Palembang
- Sriwijaya

### Asie de l'Est

#### Chine
La Chine a un important réseau de fleuves (Liste des cours d'eau de la Chine) et de canaux (dont le Grand Canal débuté vers -500) et de très nombreux ports intérieurs, certains très anciens, dont Chongqing.
- Tianjin
- Fengtian, Shenyang (Mukden)
- Yecheng, Nankin
- Zhenjiang
- Shaoxing
- Qingdao
- Dalian et Port-Artur
- Weihai, (Pékin)
- Zhoushan, Hangzhou, Yongdong
- Liampo, Ningbo
- Wenzhou
- Shanghai
- Hanghouan, Fuzhou
- Taiwan : Kaohsiung, Keelung, Tamsui (Taipei)
- Zaïton, Quanzhou
- Xiamen, Gulangyu
- Shantou
- Canton
- Rivière des Perles : Canton, Shenzhen, Hong Kong, Macao, Zhuhai, Humen, Haiyin...
- Haikou (île de Hainan), port actif dès la dynastie Han (206 av. J.-C. - 220)
- Xian de Jinxing, Yongzhou, Nanning

#### Péninsule de Corée
- Wiryeseong (위례성 ; 慰禮城), Séoul
- Busan, Pusan
- Daegu
- Ulsan

#### Archipel japonais
- Hirado, Kobe, Niigata
- Osaka, Sakai, Sendai, Shizuoka, Shimonoseki
- Tokyo, Yokkaichi, Yokohama

## Océanie
- Peuplement de l'Océanie
- Navigation océanienne (en)

#### Documents anciens
- Lettres d'Amarna, vers -1300
- Périégèse (de) d'Hécatée de Milet, vers -500
- Périples hypothétiques d'Himilcon, vers -450
- Périple du Pseudo-Scylax, vers -300
- Histoires (Polybe)  (Polybe, vers -130)
- Géographie (Posidonios, vers -50)
- Géographie (Strabon) (Strabon, vers 20)
- Description de la Terre (Pomponius Mela, vers 43)
- Histoire naturelle (Pline l'Ancien) (Pline l'Ancien, vers 77)
- Gobelets de Vicarello, vers 80
- Tablettes de Vindolanda (85-105)
- Périple du Pont-Euxin (Arrien, 131-132)
- Géographie (Ptolémée) (Claude Ptolémée, vers 165)
- Périple de la mer Érythrée (vers 150-250)
- Bouclier de Doura Europos (vers 235)
- Stadiasmus Maris Magni (vers 250)
- Itinerarium, Itinéraire d'Antonin (Itinerarium Antonini Augusti, vers 280)
- Laterculus Veronensis (vers 295-325)
- Anonyme de Bordeaux (Pèlerin de Bordeaux, Burdigalensis, vers 340)
- Itinéraire d'Alexandre (de), vers 340
- Table de Peutinger (Tabula Peutingeriana, Peutingeriana Tabula Itineraria, Carte des étapes de Castorius) (sans doute +10, réactualisée vers 350)
- Ora maritima (Avienus, vers 355), poème-périple-compilation
- Res gestae (Ammien Marcellin, vers 380-392)
- Notitia dignitatum (390-425)
- Tablettes Albertini (480-500)
- Topographie chrétienne (en) (Cosmas Indicopleustès, 547-549)
- Anonyme de Plaisance, itinéraire vers 570
- Cosmographie de Ravenne (vers 700)